# Список фильмов ЦСДФ
Список фильмов ЦСДФ, также известной как Центральная студия кинохроники, включает произведённые студией кинофильмы в хронологическом порядке.
Охвачен период от создания в январе 1927 года на Московской кинофабрике «Совкино» сектора хроники, ставшего в июле 1931 года Всесоюзной кинофабрикой «Союзкинохроника» (с января 1931 года — Всесоюзным трестом «Союзкинохроники»), затем — Московской студией треста «Союзкинохроника» (1932—1933), Московской студией «Союзкинохроники» или «Москинохроникой» (1933—1940), Центральной студии кинохроники (1940—1944), ЦСДФ (1944—1994). В 1994—2015 годах предприятие называлось Российской Центральной студией хроникально-документальных и учебных фильмов (РЦСДФ).

### 1927
1. Великий путь — реж. Эсфирь Шуб; при участии Музея Революции СССР
2. Москва — реж. Михаил Кауфман, Илья Копалин
3. Падение династии Романовых — реж. Эсфирь Шуб

### 1929
1. Особая Дальневосточная армия — реж. А. Егоров

### 1930
1. 13 дней / Процесс по делу «Промпартии» — реж. Яков Посельский

### 1931
1. Мы видели лицо Европы — реж. Рафаил Гиков

## 1932—1940

### 1932
1. XV Октябрь — реж. Давид Яшин
2. За механизацию (За реконструкцию Криворожского бассейна) — реж. Герман Пиотровский
3. Когда наступает вечер — реж. Иосиф Посельский, Рафаил Гиков
4. К.Ш.Э. (Комсомол — шеф электрификации) — реж. Эсфирь Шуб
5. Страна требует угля — реж. Сергей Гуров
6. Штурмуйте урожай — реж. Рафаил Гиков

### 1933
1. Воздушный парад / 1 мая 1933 года — реж. Рафаил Гиков
2. Дела путейские — реж. Сергей Гуров
3. Делегаты I Всесоюзного съезда колхозников в гостях у Красной армии — реж. Рафаил Гиков, Иосиф Посельский
4. Есть в полет! — реж. Давид Яшин
5. Мастера земли — реж. Сергей Гуров
6. Работать без потерь — реж. Сергей Гуров
7. Спартакиада командиров — реж. Давид Яшин
8. Сто тысяч маек / Физкультурный парад в Москве — реж. Давид Яшин
9. Строительство резиноасбестового комбината в Ярославле
10. Товарищ прокурор — реж. Самуил Бубрик, Сергей Гуров

### 1934
1. XVII съезд ВКП(б) / Съезд победителей — реж. Рафаил Гиков
2. А. В. Луначарский — реж. Рафаил Гиков
3. Встреча героев — реж. Сергей Гуров, Ирина Сеткина
4. Высота 22000 метров — реж. Давид Яшин
5. Даёшь полный — реж. Рафаил Гиков, Николай Самгин
6. На страже социализма — реж. Рафаил Гиков
7. Первая победа / Москва-Волгострой — реж. Рафаил Гиков
8. Родные — реж. Герман Пиотровский
9. Таджихан Шадиева — реж. Людмила Снежинская
10. Эрнст Тельман — реж. Давид Яшин

### 1935
1. VII Всесоюзный съезд Советов (Речь В. М. Молотова на VII съезде Советов) — реж. Давид Яшин
2. VII Всесоюзный съезд Советов (спецвыпуск № 2) — реж. Давид Яшин
3. XVIII Октябрь — реж. Сергей Гуров, Илья Копалин, Ирина Сеткина
4. Баку — реж. Давид Яшин
5. Великий учёный великого народа — реж. Сергей Гуров
6. Есть метро — реж. Лидия Степанова
7. Кто лучше? Кто скорее? — реж. Рафаил Гиков
8. Первомай — реж. Михаил Слуцкий
9. По берегам Севана — реж. Людмила Снежинская
10. С. М. Киров — реж. Яков Блиох, Сергей Гуров, Ирина Сеткина
11. Ткварчелы — реж. Людмила Снежинская

### 1936
1. X съезд комсомола — реж. Самуил Бубрик, Сергей Гуров
2. XV Октябрь — реж. Самуил Бубрик, Сергей Гуров, Ирина Сеткина
3. Академик Павлов — реж. Сергей Гуров
4. Будем готовы к противовоздушной химической обороне — реж. Сергей Гуров
5. Герои колхозного труда — реж. Сергей Гуров
6. На стройке канала Москва – Волга — реж. Рафаил Гиков
7. Праздник весны социализма — реж. Самуил Бубрик, Сергей Гуров, Ирина Сеткина
8. Праздник народов — реж. Самуил Бубрик, Сергей Гуров, Ирина Сеткина
9. С трибуны X съезда комсомола — реж. Сергей Гуров
10. Сталинская забота
11. Сталинские соколы — реж. Владимир Бойков

### 1937
1. XX лет Октября — реж. Владимир Ерофеев, Арша Ованесова
2. Богатыри родины — реж. Леонид Варламов, Фёдор Киселёв
3. Великий праздник — реж. Владимир Ерофеев, Арша Ованесова
4. Визит дружбы — реж. Самуил Бубрик, Сергей Гуров
5. День в парке — реж. Лидия Степанова
6. Долина роз — реж. Борис Небылицкий
7. Испанские дети в СССР — реж. Рафаил Гиков
8. Москва – Волга — реж. Рафаил Гиков
9. Москва выбирает — реж. Владимир Бойков, Сергей Гуров
10. На Северном полюсе — реж. Марк Трояновский при участии Ирины Венжер
11. Рыбные богатства Дальнего Востока — реж. Марьяна Фиделева
12. Отомстим! — реж. Николай Кармазинский
13. Подвиг сталинских соколов — реж. Самуил Бубрик, Сергей Гуров
14. Полёт героев — реж. Сергей Гуров
15. Праздник молодости — реж. Арша Ованесова, Людмила Снежинская
16. Путь открыт — реж. Владимир Ерофеев
17. Северный полюс завоёван нами — реж. Самуил Бубрик, Сергей Гуров
18. Сталинское племя — реж. Владимир Ерофеев, Ирина Сеткина, Иосиф Посельский
19. Сыны трудового народа — реж. Илья Копалин, Михаил Слуцкий, Рафаил Гиков

### 1938
1. 1 мая — реж. Сергей Гуров, Фёдор Киселёв, Михаил Слуцкий
2. 20 лет РККА и Военно-морского флота СССР — реж. Сергей Гуров
3. XVIII съезд ВКП(б) — реж. Сергей Гуров, Ирина Сеткина
4. Будем как Ленин — реж. Михаил Слуцкий
5. В Уссурийской тайге — реж. Владимир Ерофеев
6. Великая годовщина XXI Октября — реж. Сергей Гуров, Николай Соловьёв
7. Люди моря — реж. Владимир Ерофеев
8. Москва сегодня — реж. Иосиф Посельский, Рафаил Гиков
9. На морских рубежах / Бой на море — реж. Василий Беляев, Владимир Бойков
10. Папанинцы — реж. Яков Посельский при участии Ирины Венжер
11. Первое Мая — реж. Сергей Гуров, Фёдор Киселёв, Михаил Слуцкий
12. Песня молодости — реж. Сергей Гуров
13. Праздник сталинских соколов / Молодые патриоты — реж. Рафаил Гиков
14. Серго Орджоникидзе — реж. Дзига Вертов, Яков Блиох
15. С трибуны I сессии Верховного Совета 1 созыва — реж. Сергей Гуров
16. Физкультурники обороны — реж. Владимир Бойков
17. Флагман Арктики / Ледокол «Иосиф Сталин» — реж. Рафаил Гиков
18. Цветущая молодость — реж. Николай Соловьёв

### 1939
1. В особом районе Китая — реж. Михаил Слуцкий
2. Великая присяга — реж. Сергей Гуров, Владимир Бойков, Илья Кравчуновский
3. Великое освобождение
4. Героический Китай — реж. Владимир Ерофеев
5. Замечательный год
6. Молодость идёт — реж. Николай Соловьёв
7. Москва — США — реж. Илья Кравчуновский
8. Одиннадцать столиц — реж. Рафаил Гиков, Лидия Степанова
9. Особая Дальневосточная — реж. М. Егоров
10. Открытие ВСХВ — реж. Сергей Гуров
11. Приём в ГИК — реж. Михаил Ошурков, Рафаил Гиков
12. Сергей Миронович Киров — реж. Владимир Ерофеев
13. Советская нефть
14. Советский спорт — реж. Рафаил Гиков

### 1940
1. XXIII Октябрь — реж. Илья Кравчуновский, Ирина Сеткина
2. Библиотека имени Ленина — реж. Владимир Ерофеев
3. Всесоюзная сельскохозяйственная выставка 1940 года — реж. Владимир Ерофеев; фильм заканчивал Николай Кармазинский
4. День нового мира — реж. Роман Кармен, Михаил Слуцкий
5. Дорога в будущее — реж. Лидия Степанова, Рафаил Гиков
6. Наше кино / XX лет советской кинематографии — реж. Фёдор Киселёв
7. Праздник сталинской авиации — реж. Самуил Бубрик
8. У тёплого моря — реж. Николай Соловьёв
9. Халхин-Гол — реж. Илья Копалин
10. Буковина — земля украинская

## 1941—1950

### 1941
1. XXIV Октябрь (Речь И. В. Сталина) — реж. Леонид Варламов
2. XXIV Октябрь в г. Куйбышеве — реж. Лидия Степанова
3. Боевой киносборник № 5 — реж. Пера Аташева, Михаил Слуцкий; совместно с «Мосфильмом»
4. Боевые будни — реж. Сергей Гуров, Илья Кравчуновский
5. Боевые песни — реж. Лидия Степанова
6. Военнопленные — реж. Рафаил Гиков
7. Все силы народа на разгром врага (Выпуск 1) — реж. Сергей Гуров
8. Все силы народа на разгром врага (Выпуск 2) — реж. Николай Кармазинский
9. Все силы народа на разгром врага (Выпуск 3) — реж. Лидия Степанова
10. Всё славяне на борьбу против общего врага — реж. Иосиф Посельский
11. В Советской Литве — реж. Самуил Бубрик, совместно с Литовской студией кинохроники; не был выпущен
12. Выступление по радио председателя Государственного комитета обороны товарища И. В. Сталина 3 июля 1941 года — реж. Сергей Гуров, Илья Кравчуновский
13. Закон производства — реж. Рафаил Гиков
14. За полный разгром немецких захватчиков — реж. Леонид Варламов
15. Казаки Дона — реж. Александр Литвин
16. Китай сражается — реж. Роман Кармен
17. Крепи противопожарную оборону — реж. Иосиф Посельский
18. Максим Горький — реж. Самуил Бубрик
19. Маршал С. К. Тимошенко — реж. Владимир Бойков
20. Навстречу солнцу — реж. Илья Копалин
21. На лыжи — реж. Рафаил Гиков
22. Первое мая 1940 года  — реж. Сергей Гуров, Илья Кравчуновский
23. Прибытие в СССР английской и американской делегаций на совещание трёх держав — реж. Яков Посельский
24. Речь И. В. Сталина по радио 3 июля 1941 года
25. СКЖ 4 февраля 1941 г. — реж. Илья Кравчуновский
26. Слушайте, женщины! — реж. Сергей Гуров
27. Танкисты-сталинцы — реж. Владимир Бойков
28. Танцы народов СССР — реж. Рафаил Гиков

### 1942
1. 25-й Октябрь — реж. Илья Копалин
2. 69-я параллель — реж. Василий Беляев, Михаил Ошурков
3. В бой, сыны народа! — реж. Михаил Юров
4. Великобритания в дни войны (Выпуск 1) — реж. Илья Копалин
5. Великобритания в дни войны (Выпуск 2) — реж. Илья Копалин
6. Великобритания в дни войны (Выпуск 3) — реж. Илья Копалин
7. День войны — реж. Михаил Слуцкий
8. Концерт фронту — реж. Михаил Слуцкий
9. К переговорам премьер-министра Великобритании г-на Уинстона Черчилля с председателем СНК СССР товарищем И. В. Сталиным — реж. Марьяна Фиделева, Мария Славинская
10. Отомстим! — реж. Николай Кармазинский
11. Под белыми куполами — реж. Владимир Бойков
12. Разгром немецких войск под Москвой — реж. Леонид Варламов, Илья Копалин
13. Ратификация англо-советского союзного договора — реж. Роман Кармен
14. Черноморцы — реж. Василий Беляев

### 1943
1. 26 лет Октября — реж. Илья Копалин
2. 28 героев (фильм-песня)
3. Битва за нашу Советскую Украину — реж. Александр Довженко, Юлия Солнцева, Яков Авдеенко
4. Гвардейцы-миномётчики — реж. Сергей Гуров
5. За Родину — реж. Илья Копалин
6. Закавказский фронт — реж. Людмила Снежинская
7. Кавказ — реж. Леонид Варламов при участии Ч. Шагунавы; совместно с сектором хроники Тбилисской киностудии
8. Клянёмся земле Польской — реж. Александр Форд; совместно с Киногруппой 1-й польской дивизии
9. Комсомольцы — реж. Сергей Гуров, Лидия Степанова
10. Конференция трёх министров — реж. Ирина Сеткина
11. Крылья народа — реж. Иосиф Посельский
12. Монголия — фронту — реж. Мария Славинская
13. Монгольский народ — Красной армии — реж. Ирина Сеткина
14. Народные мстители — реж. Василий Беляев, Николай Комаревцев
15. Орловская битва — реж. Рафаил Гиков, Лидия Степанова
16. Приговор народа — реж. Ирина Сеткина
17. Славяне, к оружию! — реж. Лидия Степанова
18. Сталинград — реж. Леонид Варламов
19. Суд идёт — реж. Илья Копалин
20. Трофеи великих битв — реж. Иосиф Посельский
21. Тувинский народ – Красной армии
22. Урал куёт победу — реж. Владимир Бойков, Фёдор Киселёв

### 1944
1. Белград. Освобождение столицы Югославии — реж. Леонид Варламов
2. Битва за Прибалтику (не завершён)[3]
3. Битва за Россию (русский вариант американского фильма 1943 года) — реж. Анатоль Литвак; реж. русского варианта Лидия Степанова, Мария Славинская
4. Битва за Севастополь — реж. Василий Беляев
5. Бобруйский котёл — реж. Яков Посельский
6. В Восточной Пруссии — реж. Илья Копалин
7. В освобождённой Молдавии — реж. Леонид Кристи
8. Восьмой удар — реж. Рафаил Гиков при участии Лидии Степановой
9. Вступление Красной армии в Болгарию — реж. Марьяна Фиделева
10. Вступление Красной армии в Бухарест — реж. Илья Копалин
11. Гимн Советского Союза
12. К вопросу о перемирии с Финляндией — реж. Юлий Райзман, Николай Шпиковский
13. К пребыванию в Москве главы временного правительства Французской Республики генерала де Голля и министра иностранных дел г-на М. Бидо — реж. Иосиф Посельский
14. Летающие крепости — реж. Николай Кармазинский
15. Майданек — реж. Ирина Сеткина
16. Минск наш — реж. Яков Посельский
17. На митинге славян воинов в Москве — реж. Самуил Бубрик
18. На освобождённой польской земле — реж. Илья Копалин
19. На подступах к Варшаве — реж. Фёдор Киселёв
20. Октябрь. Доклад председателя Государственного комитета обороны товарища И. В. Сталина на торжественном заседании Московского совета депутатов трудящихся с партийными и общественными организациями г. Москвы 6 ноября 1944 года — реж. Илья Копалин
21. Освобождение Вильнюса (фронтовой выпуск № 4) — реж. Леонид Варламов
22. Освобождённая Франция — реж. Сергей Юткевич, Гарри Заргарьян
23. Победа на Севере — реж. Мария Славинская
24. Победа на Юге / Битва на Юге — реж. Леонид Варламов
25. Похороны дважды Героя Советского Союза генерал-лейтенанта авиации Токарева
26. Прибытие в Москву главы временного правительства Французской Республики генерала де Голля — реж. Иосиф Посельский
27. Проконвоирование военнопленных немцев через Москву — реж. Ирина Венжер
28. Сражение за Витебск — реж. Илья Копалин
29. Трагедия в Катынском лесу — реж. Иосиф Посельский
30. Фернихтунгс лагерь Майданек — кладбище Европы — реж. Александр Форд; совместно с киностудией Польского войска

### 1945
1. XXVIII Октябрь — реж. Яков Посельский
2. Албания — реж. Роман Кармен
3. Александр Покрышкин — реж. Альберт Гендельштейн
4. Берлин — реж. Юлий Райзман
5. Берлинская конференция (цветной вариант) — реж. Илья Копалин
6. Берлинская конференция (ч/б вариант) — реж. Илья Копалин
7. Будапешт — реж. Василий Беляев
8. В Верхней Силезии — реж. Иосиф Посельский
9. В День Победы (спецвыпуск) — реж. Ирина Венжер
10. Вена — реж. Яков Посельский
11. В логове зверя / Восточная Пруссия — реж. Яков Посельский
12. В освобождённой Литве — реж. Г. П. Широков
13. В Померании — реж. Василий Беляев
14. Всесоюзный парад физкультурников — реж. Василий Беляев, Ирина Венжер, Иосиф Посельский
15. День танкистов — реж. Владимир Бойков
16. Знамя Победы над Берлином водружено — реж. Василий Беляев
17. Знамя Победы над Берлином водружено (специальный фронтовой выпуск) — реж. Юлий Райзман
18. Из истории советского кино — реж. Всеволод Пудовкин, Эсфирь Шуб
19. «Кардиф-Сити» — «Динамо» — реж. Владимир Ешурин, Абрам Хавчин
20. Кёнигсберг — реж. Фёдор Киселёв
21. Кинодокументы о зверствах немецко-фашистских захватчиков
22. К подписанию договора между Советским Союзом и Чехословацкой Республикой о Закарпатской Украине — реж. Мария Славинская
23. К пребывании в Москве государственного секретаря Соединённых Штатов Америки г-на Эдварда Р. Стеттиниуса — реж. Ирина Венжер
24. К пребыванию в Москве председателя Совета министров Югославии маршала И. Броз Тито — реж. Самуил Бубрик
25. К пребыванию Президента Чехословацкой Республики г-на Эд. Бенеша в Москве — реж. Пера Аташева
26. Крымская конференция — реж. Илья Копалин
27. Освенцим — реж. Елизавета Свилова
28. Освобождение Советской Белоруссии — реж. Владимир Корш-Саблин, Николай Садкович
29. Освобождённая Чехословакия — реж. Илья Копалин, Пера Аташева
30. От Вислы до Одера — реж. Василий Беляев
31. Парад Победы (цветной вариант) — реж. Николай Соловьёв
32. Парад Победы (ч/б вариант) — реж. Василий Беляев, Ирина Венжер, Иосиф Посельский
33. Первомайский парад в Москве — реж. Ирина Венжер, Ирина Сеткина, Самуил Бубрик
34. Победа на правобережной Украине и изгнание немецких захватчиков за пределы Украинских советских земель — реж. Александр Довженко, Юлия Солнцева
35. Повесть о наших детях — реж. Арша Ованесова
36. Подписание Акта о капитуляции Японии — реж. Самуил Бубрик
37. Подписание Декларации о поражении Германии, о взятии на себя верховной власти правительствами четырёх союзных держав — реж. Рафаил Гиков
38. Подписание Договора о дружбе, взаимной помощи и послевоенном сотрудничестве между Советским Союзом и Польской Республикой — реж. Мария Славинская
39. Похороны А. С. Щербакова — реж. Борис Ляховский
40. Похороны маршала Советского Союза Б. М. Шапошникова — реж. Самуил Бубрик
41. Праздник советской науки — реж. Самуил Бубрик
42. Прибытие в Москву председателя Совета министров Югославии маршала Тити — реж. Мария Славинская
43. Прибытие в Москву Президента крайовой рады Народовой Польской Республики г-на Берута и премьер-министра и министра иностранных дел временного правительства Польской Республики г-на Э. Осубко-Моравского — реж. Мария Славинская
44. Прибытие в Москву Президента Чехословацкой Республики г-на Э. Бенеша и премьер-министра Чехословацкой Республики г-на Я. Шрамека  — реж. Илья Копалин
45. Процесс Окулицкого и других — реж. Рафаил Гиков
46. Разгром милитаристской Японии. Год 1945 — реж. Ирина Сеткина, Мария Славинская, Николай Соловьёв
47. Сан-Франциско — реж. Мария Славинская
48. Юные музыканты — реж. Вера Строева

### 1946
1. 1 Мая — реж. Яков Посельский, Сергей Гуров, Ирина Сеткина
2. Венгрия — реж. Алексей Лебедев
3. День авиации (спецвыпуск) — реж. Лидия Степанова
4. День танкистов — реж. Владимир Бойков
5. Зимние праздники юных москвичей
6. Зимой
7. Молодость нашей страны — реж. Сергей Юткевич, Ирина Венжер
8. Народные таланты — реж. Самуил Бубрик
9. Парад молодости — реж. Владимир Бойков, Елизавета Свилова
10. Разрушения произведений искусства и памятников национальной культуры, произведенные немцами на территории СССР — реж. Самуил Бубрик
11. Советская Эстония — реж. Лидия Степанова
12. Суд народов — реж. Роман Кармен, Елизавета Свилова
13. Физкультурный парад 1946 г.

### 1947
1. В день выборов — реж. Самуил Бубрик
2. Всесоюзный парад физкультурников — реж. Самуил Бубрик, Ирина Венжер
3. Газопровод «Саратов — Москва» — реж. Нина Соловьёва
4. День Воздушного флота СССР — реж. Владимир Бойков
5. День победившей страны — реж. Илья Копалин, Ирина Сеткина
6. День шахтёра — реж. Леонид Кристи
7. Мастера высоких урожаев — реж. Василий Беляев
8. Москва — столица СССР — реж. Фёдор Киселёв, Лидия Степанова
9. На всеармейских конноспортивных соревнованиях 1947 года — реж. Марк Трояновский
10. Первое Мая
11. Слава Москве / Празднование 800-летия города Москвы — реж. Иосиф Посельский, К. Шапка, Самуил Бубрик, Яков Бабушкин
12. Советская Латвия — реж. Сергей Гуров, Леонид Кристи; при участии Рижской студии кинохроники
13. Советская Литва — реж. Иосиф Посельский

### 1948
1. 1 Мая — реж. Сергей Гуров
2. XXXI Октябрь — реж. Ирина Сеткина, Сергей Гуров
3. День Воздушного флота СССР — реж. Владимир Бойков, Леонид Кристи
4. Кинодокументы о В. И. Ленине — реж. Михаил Ромм, Мария Славинская
5. Лов сельди у берегов Исландии — реж. Екатерина Хаханова
6. На страже мира / 30 лет Советской армии — реж. Роман Григорьев, Марьяна Фиделева
7. Советское сыроделие — реж. Александр Щекутьев
8. У берегов Исландии — реж. Георгий Голубов
9. Чемпион мира — реж. Мария Славинская

### 1949
1. 1 Мая 1949 года — реж. Ирина Сеткина, Лидия Степанова
2. XXXII Октябрь — реж. Ирина Венжер, Ирина Сеткина
3. Великий пример — реж. Ирина Венжер
4. Владимир Ильич Ленин — реж. Михаил Ромм, Василий Беляев
5. Здравствуй, Нил — реж. Лев Данилов
6. День Военно-Морского Флота СССР — реж. Николай Соловьёв
7. День Воздушного флота СССР — реж. Сергей Гуров, Владимир Бойков
8. Животноводы Подмосковья — реж. Илья Кравчуновский
9. Жизнь Адольфа Гитлера
10. И. В. Сталин (кинодокументы)
11. Матч дружбы — реж. Яков Посельский
12. Мир победит войну — реж. Самуил Бубрик, Сергей Герасимов, Елизавета Свилова
13. Молодые строители коммунизма — реж. Арша Ованесова
14. Пушкин — реж. Самуил Бубрик, Владимир Николаи
15. Пушкинские дни — реж. Лидия Степанова
16. Слово 28 миллионов — реж. Леонид Кристи, Николай Соловьёв
17. Спортивная зима — реж. Леонид Кристи, Георгий Бобров

### 1950
1. 30 лет советского кино — реж. Владимир Бойков, Сергей Гуров
2. XXXIII Октябрь — реж. Ирина Венжер, Сергей Гуров
3. В борьбе за первенство — реж. Борис Вейланд
4. В новом Шанхае — реж. Ирина Сеткина; совместно с Пекинской студией Китайской Народной Республики
5. Корейские артисты в Москве — реж. Ирина Венжер
6. Москва голосует (спецвыпуск) — реж. Ирина Сеткина
7. На кубок СССР по футболу — реж. Борис Вейланд
8. На юге Китая — реж. Иван Лукинский; совместно с Пекинской студией Китайской Народной Республики
9. Новый Пекин — реж. Сергей Герасимов, Ирина Сеткина; совместно с Пекинской студией Китайской Народной Республики
10. Первые крылья — реж. Альберт Гендельштейн
11. Победа китайского народа — реж. Леонид Варламов
12. По реке Янцзы — реж. Елизавета Свилова; совместно с Пекинской студией Китайской Народной Республики
13. Празднование 70-летия И. В. Сталина

## 1951—1960

### 1951
1. 1 Мая 1951 г. — реж. Илья Копалин, Василий Беляев
2. В московском зоопарке — реж. Нина Агапова
3. Владимир Маяковский — реж. Самуил Бубрик
4. Делегация дружбы — реж. Ирина Венжер
5. День Воздушного флота СССР — реж. Владимир Бойков
6. Дорога им. Октября — реж. Лия Дербышева
7. Матчи дружбы — реж. Борис Вейланд
8. Международное соревнование легкоатлетов — реж. Борис Вейланд
9. Мир победит во всём мире (русский вариант фильма Студии документальных фильмов Польской Республики) — реж. Йорис Ивенс, Ежи Шелюбский
10. Неделя детской книги — реж. Ирина Венжер
11. На водных просторах — реж. Владимир Ешурин
12. На озере Рица — реж. Леонид Варламов
13. На первенство мира по шахматам — реж. Эльдар Рязанов
14. На строительстве Волго-Донского водного пути — реж. Зоя Тулубьева
15. По Центрально-Чернозёмной полосе — реж. Василий Беляев
16. Юбилей Большого театра — реж. Самуил Бубрик

### 1952
1. 150-летие со дня рождения В. Гюго — реж. Сергей Гуров
2. Библиотека имени В. И. Ленина — реж. Мария Славинская
3. День воздушного флота СССР — реж. Владимир Бойков
4. Командное первенство СССР по боксу — реж. Борис Вейланд
5. На строительстве Волго-Донского пути
6. Открытие XIX съезда ВКП(б)
7. Открытие Волго-Донского судоходного канала имени Ленина — реж. Фёдор Киселёв
8. Пионерское лето — реж. Тамара Лаврова
9. По берегам Нижней Волги — реж. Леонид Кристи
10. Товарищеские встречи советских и болгарских футболистов — реж. Борис Вейланд

### 1953
1. В Домбайской долине — реж. Борис Вейланд
2. Великое прощание — реж. Григорий Александров, Сергей Герасимов, Илья Копалин, Елизавета Свилова, Ирина Сеткина, Михаил Чиаурели; не выпущен
3. Возрождённый Севастополь
4. Лев Толстой — реж. Самуил Бубрик
5. Недалеко от Краснодара — реж. Эльдар Рязанов
6. Озеро Селигер — реж. Иосиф Посельский
7. Пик дружбы — реж. Илья Гутман
8. Прощание с вождём — реж. Сергей Герасимов, Илья Копалин
9. Советское Приморье — реж. Иосиф Посельский
10. Состязания футболистов СССР — Индия — реж. Александра Рыбакова
11. Твои книжки — реж. Эльдар Рязанов, Зоя Фомина
12. Товарищеские встречи советских и шведских футболистов — реж. Мария Гаврилова, Александра Рыбакова
13. Товарищеские состязания футболистов Москвы и Чехословакии — реж. Александра Рыбакова
14. Финские футболисты в СССР — реж. Борис Вейланд

### 1954
1. 376 дней на дрейфующей льдине — реж. Мария Славинская
2. В передовых леспромхозах — реж. Лия Дербышева
3. В Риме — реж. Даниил Каспий
4. Воздушный парад
5. ГУМ — реж. Леонид Кристи, Зинаида Тузова
6. Дворец науки — реж. Роман Григорьев
7. Дорога в тайге — реж. Ольга Подгорецкая
8. Ёлка в Кремле — реж. Ирина Сеткина
9. «Жиронда» (Франция) — «Динамо» (Москва) — реж. Борис Вейланд
10. Лионская выставка
11. Мастера индийского искусства — реж. Сергей Гуров
12. На международной ярмарке в Лионе — реж. Ирина Сеткина
13. На морских рубежах — реж. Илья Кравчуновский
14. Остров Сахалин — реж. Эльдар Рязанов, Василий Катанян
15. Париж — реж. Павел Русанов, Алексей Сёмин
16. Первая весна — реж. Иосиф Посельский, Александр Медведкин
17. По Индонезии — реж. Иосиф Посельский, Илья Копалин, Роман Григорьев, Ежи Боссак
18. Праздник на стадионе «Динамо» — реж. Владимир Бойков
19. Праздник нашей молодости — реж. Владимир Бойков, Илья Копалин
20. Сильнейшие в мире — реж. Мария Гаврилова
21. Советские конькобежцы в Японии — реж. Александра Рыбакова
22. Футбол СССР — Венгрия — реж. Борис Вейланд

### 1955
1. Английский драматический театр в Москве — реж. Генрих Гурков
2. В гостях у птиц и зверей — реж. Владислав Микоша, Аркадий Зенякин
3. В Дальневосточных морях — реж. Эльдар Рязанов, Василий Катанян
4. В центре Арктики — реж. Марк Трояновский
5. В чудесном городе — реж. Илья Копалин
6. Великий памятник русского зодчества — реж. Леонид Кристи
7. Встречи на ринге — реж. Борис Вейланд
8. Вторая сессия Верховного Совета СССР четвёртого созыва 3—9 февраля 1955 г. — реж. Ирина Венжер
9. Вьетнам — реж. Роман Кармен
10. Выставка картин Дрезденской галереи — реж. Аркадий Левитан
11. Выставка произведений скульптора В. И. Мухиной — реж. Яков Бабушкин
12. Дружба великих народов — реж. Роман Кармен, Ирина Сеткина
13. Исторические кинодокументы о писателях нашей Родины
14. Исторические памятники московского Кремля — реж. Тамара Лаврова
15. Крылья Родины — реж. Владимир Бойков
16. Миссия доброй воли — реж. Леонид Варламов
17. На Всесоюзной сельскохозяйственной выставке — реж. Василий Беляев, Арша Ованесова
18. Переговоры между правительственными делегациями Советского Союза и Германской Федеральной Республики — реж. Ирина Сеткина
19. Песни над Вислой — реж. Илья Копалин, Роман Григорьев, Ежи Боссак, Иосиф Посельский
20. Путешествие по Исландии — реж. Мария Гаврилова
21. Сахалин
22. Северный полюс — 5 — реж. Алексей Сёмин
23. Счастье трудных дорог
24. Этого допустить нельзя — реж. Фёдор Киселёв

### 1956
1. 100 лет Государственной Третьяковской галереи — реж. Фёдор Киселёв
2. 7 зимние Олимпийские игры — реж. Михаил Ошурков
3. Акт дружбы — реж. Клавдия Кулагина
4. Американская разведка теряет своих агентов — реж. Ольга Подгорецкая
5. В Будапеште — реж. Семирамида Пумпянская, Илья Копалин
6. В дни Спартакиады / Спартакиада народов СССР 1956 г. — реж. Владимир Бойков, Ирина Венжер
7. В стране вечных льдов — реж. Владимир Ешурин
8. Владимир Ильич Ленин — реж. Мария Славинская, Василий Беляев
9. Выставка английских мод в Москве — реж. Вера Плотникова
10. Гости Афганистана в Советской стране — реж. Лия Дербышева
11. Граммофонные пластинки — реж. Евгений Легат
12. Достоевский — реж. Самуил Бубрик, Илья Копалин
13. К пребыванию английских энергетиков в Советском Союзе — реж. Кира Старокадомская
14. Моды сезона — реж. Иосиф Посельский
15. Мы были на целине — реж. Владлен Трошкин, Вячеслав Ходяков
16. На воздушных линиях ГВФ
17. На пятой сессии Верховного Совета СССР — реж. Елизавета Вертова
18. На ярмарке в Лейпциге — реж. Яков Бабушкин
19. О Москве и москвичах — реж. Роман Григорьев, Иосиф Посельский
20. Они выступали в Москве — реж. Тамара Лаврова
21. От Москвы до Диксона — реж. Мариана Семёнова
22. Охотники южных морей — реж. Мария Славинская
23. Под куполом парашюта — реж. Леонид Варламов
24. Праздник индийского народа — реж. К. Льянос
25. Праздник советской авиации — реж. Георгий Бобров, Илья Копалин
26. Праздник юности — реж. Александра Рыбакова
27. Празднование 39-й годовщины Великого Октября в Москве (Спецвыпуск к/ж «Новости дня») — реж. Александра Рыбакова, Ирина Сеткина
28. Пребывание албанской парламентской делегации в СССР — реж. Кирилл Эггерс
29. Рассказывает Саша Дмитриев — реж. Зоя Фомина
30. Россия сегодня
31. Рыбаки Дальнего Востока
32. Советско-японские переговоры в Москве — реж. Василий Киселёв
33. У падунских порогов — реж. Ольга Подгорецкая
34. Утро Индии — реж. Роман Кармен
35. Чемпионы спартакиады Советской России — реж. Борис Вейланд
36. Школьные годы — реж. Арша Ованесова

### 1957
1. 250 лет Ленинграду — реж. Кирилл Эггерс
2. Великая битва — реж. Мария Славинская
3. Встречи с солнцем — реж. Василий Беляев
4. Герои Бреста — реж. Лия Дербышева
5. Дар Меконга — реж. Николай Генералов
6. Искусство друзей — реж. Лия Дербышева
7. Король Афганистана Муххамед Захир Шах в Советском Союзе — реж. Фёдор Киселёв
8. Лебединое озеро — реж. Зоя Тулубьева
9. Мы подружились в Москве — реж. Михаил Слуцкий
10. На острове Цейлон — реж. Зоя Фомина
11. На чудесном празднике — реж. Зоя Фомина
12. На шестом континенте — реж. Владимир Ешурин
13. Незабываемые годы / Сквозь годы мчась — реж. Илья Копалин
14. Нерушима албано-советская дружба — реж. Илья Копалин
15. Открытие VI Всемирного фестиваля молодёжи и студентов в Москве — реж. Ирина Сеткина
16. Первые советские спутники Земли — реж. Мария Славинская, Николай Чигорин
17. Поёт Ив Монтан — реж. Михаил Слуцкий
18. Праздник нового мира / 40-летие Октября
19. Спутник над планетой — реж. Зоя Фомина
20. Сто дней в Бирме — реж. Леонид Варламов
21. Утро Индии — реж. Роман Кармен; совместно со Студией документальных фильмов (Индия)
22. Центральная студия документальных фильмов — 25 лет — реж. Яков Бабушкин

### 1958
1. 20 век — реж. Сергей Гуров
2. 41-й Октябрь — реж. Яков Бабушкин
3. Австрийские гости — реж. Зоя Фомина
4. Бессмертная юность — реж. Павел Русанов
5. Вглубь ледяного континента — реж. Николай Шмаков, Зоя Фомина
6. Всегда с партией — реж. Николай Генералов
7. Города меняют облик — реж. Леонид Махнач
8. Грядущему навстречу — реж. Марк Трояновский
9. Домик в тундре — реж. Владимир Ешурин
10. Душой исполненный полёт — реж. Зоя Тулубьева
11. Королева Бельгии Елизавета в Советском Союзе — реж. Александра Рыбакова
12. Матч легкоатлетов СССР — США — реж. Александра Рыбакова
13. Международные соревнования по академической гребле СССР — США — реж. Юлия Кочановская
14. Москва голосует — реж. Зоя Фомина
15. На ледяном поле Дворца спорта — реж. Зоя Фомина
16. Необыкновенные встречи — реж. Арша Ованесова
17. Победа на Волге — реж. Яков Бабушкин
18. Победа советских конькобежцев — реж. Борис Вейланд
19. Повесть о пингвинах — реж. Мария Славинская
20. По туристским тропам Крыма — реж. Иван Запорожский
21. Праздник православия — реж. Николай Кармазинский
22. Произведения изобразительных искусств, выдвинутые на соискание Ленинских премий — реж. Николай Генералов
23. С киноаппаратом по тайге и тундре — реж. Владимир Ешурин
24. Сергей Эйзенштейн — реж. Василий Катанян
25. Советско-японские переговоры в Москве — реж. Владимир Бойков
26. Страница великой жизни — реж. Яков Бабушкин
27. Так мы живём — реж. Василий Беляев
28. Хоккей США — СССР — реж. Ирина Венжер
29. Чемпионат мира по гимнастике — реж. Ирина Венжер
30. Широка страна моя — реж. Роман Кармен

### 1959
1. 10 минут над Москвой — реж. Соломон Коган
2. Албания, цвети! — реж. Илья Копалин
3. Американцы в СССР — реж. Клавдия Кулагина
4. Американские губернаторы в СССР — реж. Клавдия Кулагина
5. Визит Н. С. Хрущёва в США — реж. Ирина Сеткина
6. Визит финских гостей — реж. Яков Бабушкин
7. Говорит спутник — реж. Сергей Герасимов
8. Город чудес — реж. Леонид Варламов
9. Два дня на стадионе «Франклин — Филд». Соревнования легкоатлетов СССР и США — реж. Мария Гаврилова
10. День нашей жизни — реж. Роман Кармен
11. Единение и братство — реж. Александр Щекутьев
12. Звёзды встречаются в Москве — реж. Василий Катанян
13. Когда у вас выходной — реж. Зоя Тулубьева
14. Малая Земля — реж. Василий Беляев
15. На приз Москвы — реж. Борис Вейланд
16. На старте легкоатлеты — реж. Борис Вейланд
17. На страже морских рубежей — реж. Ольга Кутузова
18. На строительстве газопровода Серпухов — Ленинград — реж. Елена Залкинд
19. Олег Лундстрем
20. Они отправляются в путь — реж. Нина Соловьёва, Зоя Фомина
21. Пора большого новоселья — реж. Борис Небылицкий
22. Советская кинопанорама — реж. Ида Генина
23. Утро нашего города — реж. Юрий Григорьев, Ренита Григорьева, Фрунзе Довлатян, Лев Мирский
24. Час неожиданных путешествий — реж. Леонид Кристи

### 1960
1. Бассейн «Москва» — реж. Павел Касаткин
2. В краю вулканов — реж. Владимир Софронов
3. Всеволод Вишневский — реж. Василий Катанян
4. Встречи в Америке — реж. Леонид Варламов
5. Встречи на льду — реж. Зоя Фомина
6. Деловые люди США в СССР — реж. Сергей Репников
7. Живопись Великобритании — реж. Зоя Фомина
8. За технический прогресс — реж. Борис Небылицкий
9. За тунцами к экватору — реж. Юрий Транквиллицкий
10. Искусство народных мастеров — реж. Зоя Фомина
11. Крылатый корабль — реж. Александр Воронцов
12. Москва встречает друзей — реж. Сергей Репников
13. Наш друг Индонезия — реж. Роман Кармен; совместно с Государственной студией по производству фильмов Джакарты
14. Н. С. Хрущёв в Афганистане — реж. Фёдор Киселёв
15. Они учатся в СССР — реж. Борис Небылицкий
16. Оружие идёт на перековку — реж. Сергей Репников
17. Посланцы Кубы — наши гости — реж. Ольга Подгорецкая
18. Праздник в Либерии — реж. Владимир Ешурин
19. Разум против безумия — реж. Александр Медведкин
20. Рассказ иракского студента — реж. Борис Небылицкий
21. Рейс в Атлантику — реж. Клавдия Кулагина
22. Силы разума и мира победят — реж. Ирина Венжер
23. Твои помощники — реж. Владилена Мусатова
24. Тени на тротуарах — реж. Владимир Краснопольский, Валерий Усков
25. Футбол Польша — СССР — реж. Борис Вейланд
26. Цыганские напевы — реж. Мария Голубчикова, Евгений Ефимов
27. Шурик и Шарик — реж. Леонид Махнач
28. Это было в Скво-Велли — реж. Александра Рыбакова
29. Это тревожит всех — реж. Владилена Мусатова

## 1961—1970

### 1961
1. Большой совет тружеников села — реж. Яков Бабушкин
2. Выставка изобразительного искусства пограничников — реж. Александр Щекутьев
3. Годы и люди — реж. Владилена Мусатова
4. Голубая лампа — реж. Роман Кармен
5. Девочка и солнечный зайчик — реж. Ирма Тарковская
6. Закон подлости — реж. Александр Медведкин
7. Имя его переживёт века — реж. Александр Щекутьев
8. Комсомольцы Армии и Флота — реж. Владимир Софронов
9. Матч столетия — реж. Фёдор Киселёв
10. Могучие крылья — реж. Владимир Бойков
11. Москва встречает космонавта — 2 — реж. Ольга Подгорецкая
12. Н. С. Хрущёв на полях Кубани, Дона и Украины — реж. Владилена Мусатова
13. Наш гость — президент Сукарно — реж. Зоя Фомина
14. Наш Никита Сергеевич — реж. Ирина Сеткина
15. Наш новый рубль — реж. Яков Бабушкин
16. Первый рейс к звёздам — реж. Илья Копалин, Дмитрий Боголепов, Григорий Косенко
17. Порт-Саид — реж. Леонид Варламов
18. Праздник в Народной Монголии — реж. Владилена Мусатова
19. Рабиндранат Тагор — реж. Самуил Бубрик
20. Самый сильный — реж. Кирилл Эггерс
21. Сергей Лемешев — реж. Зинаида Тузова
22. Сказка о «Коньке-Горбунке» — реж. Зоя Тулубьева
23. Суэцкий канал — реж. Леонид Варламов
24. Тайна Страдивари — реж. Евгений Ефимов
25. Театр «Кабуки» в СССР — реж. Тамара Лаврова
26. Хозяйка полей — реж. Владилена Мусатова
27. Человек вернулся из космоса — реж. Екатерина Вермишева
28. Я и ты — реж. Леонид Махнач

### 1962
1. Белградские старты — реж. Борис Карпов
2. Богатыри оспаривают приз — реж. Борис Вейланд
3. Великая битва на Волге — реж. Мария Славинская
4. Визит друга — реж. Зоя Фомина
5. Глазами друга — реж. Ирина Венжер
6. Голос пяти континентов — реж. Ольга Подгорецкая
7. Гости из Польши — реж. Борис Карпов
8. Закон подлости — реж. Александр Медведкин
9. Играет Ван Клиберн — реж. Зоя Тулубьева
10. Карабановы — реж. Леонид Кристи
11. Колониализму — нет! — реж. Владилена Мусатова
12. Континент мира — реж. Марк Трояновский
13. Миссия доброй воли из Дагомеи — реж. Владилена Мусатова
14. Москва-Антарктида — реж. Марк Трояновский
15. Мяч над сеткой — реж. Александра Рыбакова
16. Недаром помнит вся Россия — реж. Александр Щекутьев
17. Осень надежды — реж. Виктор Лисакович
18. Пионерская двухлетка — реж. Зоя Фомина
19. По чёрной тропе — реж. Леонид Махнач
20. Путешествие в год 1918 — реж. Лия Дербышева
21. Серьёзные чудачества — реж. Игорь Бессарабов
22. Сибирская быль — реж. Георгий Бобров
23. Советским космонавтам слава — реж. Ирина Сеткина
24. Это — наш флот — реж. Владимир Бойков
25. Эхо в горах — реж. Владилена Мусатова
26. Юбилей И. Копалина
27. Я землю люблю — реж. Роллан Сергиенко
28. Японские новеллы — реж. Аркадий Зенякин

### 1963
1. Волшебный луч — реж. Роман Кармен, Василий Катанян, Леонид Махнач, Иосиф Посельский
2. Галина Уланова — реж. Леонид Кристи, Мария Славинская
3. Герои не умирают — реж. Самуил Бубрик
4. Город смоляных лодок — реж. Илья Гутман
5. Гость с острова Свободы — реж. Роман Кармен
6. Задумайтесь об этом — реж. Игорь Гелейн
7. Когда торжествует зима / Русская зима — реж. Владилена Мусатова
8. Манолис Глезос — сын Эллады — реж. Павел Русанов
9. Матч гигантов — реж. Михаил Ошурков
10. Мы с вами, патриоты Вьетнама — реж. Александр Щекутьев
11. Мы с тобой, Куба — реж. Василий Катанян
12. На Курской дуге — реж. Екатерина Вермишева
13. О чём ты думаешь, солдат? — реж. Игорь Бессарабов, Владилена Мусатова
14. Обвинению подлежат — реж. Леонид Махнач, Виктор Лисакович
15. Огни московского метро — реж. Борис Небылицкий
16. Огни кинофестиваля — реж. Василий Катанян
17. Перед началом спектакля — реж. Илья Гутман
18. Подвиг ежедневный — реж. Яков Бабушкин
19. Праздник труда и мира — реж. Ирина Сеткина
20. Путешествие в мечту — реж. Зоя Фомина
21. Репортаж из Солигорска — реж. Яков Бабушкин
22. Слово о Ростове Великом — реж. Ирина Венжер
23. Снова по чёрной тропе — реж. Леонид Махнач
24. Солнце, дождь и улыбки — реж. Екатерина Вермишева, Леонид Махнач
25. Солнце над Енисеем — реж. Игорь Гелейн
26. Товарищ такси — реж. Яков Бабушкин
27. Туда, где сходятся меридианы — реж. Иван Галин
28. Фидель Кастро — гость Волгограда — реж. Марк Трояновский

### 1964
1. Бокс СССР — Польша — реж. Борис Вейланд
2. Великая победа советского народа — реж. Иван Галин
3. Весна молодой Азии — реж. Зоя Фомина
4. Всесоюзный староста — реж. Самуил Бубрик
5. Выше — только небо — реж. Владимир Копалин
6. Гости из Браззавиля — реж. Марк Трояновский
7. Две недели в Японии — реж. Екатерина Вермишева
8. Династия Дуровых — реж. Игорь Гелейн
9. Катюша — реж. Виктор Лисакович
10. Красная площадь — реж. Владилена Мусатова
11. Магистраль — реж. Роман Григорьев
12. Международная конференция горняков — реж. Александр Щекутьев
13. На зимней охоте — реж. Нина Соловьёва, Зинаида Тузова
14. На Олимпиаде в Инсбруке — реж. Ирина Венжер
15. Наш братский долг — реж. Зоя Фомина
16. Открытый мир — реж. Борис Карпов
17. Подводные чемпионы — реж. Алексей Лебедев
18. Путь в завтра — реж. Виктор Лисакович
19. Сильнейшие в Европе — реж. Борис Вейланд
20. Сомали — республика на экваторе — реж. Иосиф Посельский
21. У нас в гостях женщины Америки — реж. Владилена Мусатова
22. У Тан — гость Советского правительства — реж. Зинаида Тузова
23. Я кинолюбитель! — реж. Фёдор Киселёв

### 1965
1. 38 минут в Италии — реж. Илья Гутман
2. В скафандре над планетой — реж. Мария Славинская
3. Великая Отечественная — реж. Ирина Венжер, Роман Кармен, Ирина Сеткина
4. Всегда вместе — реж. Семирамида Пумпянская
5. Дети цирка — реж. Леонид Кристи
6. Капли яда — реж. Леонид Махнач
7. Конный цирк — реж. Леонид Кристи
8. Крылатый гигант / АН-22 — реж. Владислав Микоша
9. Месяц доброго солнца — реж. Владлен Трошкин
10. Москва встречает президента Гвинеи — реж. Мария Гаврилова
11. Мусульмане Узбекистана — реж. Вадим Раменский; при участии ГК Совета министров СССР по культурным связям
12. Мы встретились на Байкале — реж. Владилена Мусатова
13. Мы идём на фестиваль — реж. Владилена Мусатова
14. На Волге — реж. Игорь Гелейн
15. Пока нет плотины — реж. Борис Карпов
16. Пять из семисот пятидесяти — реж. Владилена Мусатова
17. Разгром немецко-фашистских войск под Москвой (новая редакция фильма 1942 года) — реж. Леонид Варламов, Василий Катанян
18. Реликвии боевой славы — реж. Игорь Гелейн
19. Ровесники — реж. Владилена Мусатова
20. Сергей Есенин — реж. Павел Русанов, Борис Карпов
21. Укрощённый фонтан — реж. Борис Карпов
22. Через горы времени — реж. Самуил Бубрик
23. Я из Ефремова

### 1966
1. XV съезд ВЛКСМ — реж. Владилена Мусатова
2. В агинских степях — реж. Игорь Гелейн
3. В городе клоун. Олег Попов в Ленинграде — реж. Лия Дербышева; при участии Совэкспортфильма
4. Вместе с партией — реж. Владилена Мусатова
5. Встреча в Ташкенте — реж. Александра Рыбакова
6. Когда в город приходит весна — реж. Владислав Микоша
7. Командоры — реж. Владлен Трошкин
8. Леонид Енгибаров, знакомьтесь! — реж. Виктор Лисакович
9. Мастера высшего пилотажа — реж. Лев Данилов
10. Мир без игры — реж. Леонид Махнач
11. Москва, улица Горького — реж. Роман Григорьев
12. Народное искусство Сенегала — реж. Ирина Венжер, Леонид Махнач
13. Первороссийск — реж. Сергей Медынский
14. Подвиг / Феликс Дзержинский — реж. Леонид Махнач
15. Радуга над древней землёй — реж. Ц. Зандра, Фёдор Киселёв
16. Ритмы Африки — реж. Ирина Венжер, Леонид Махнач
17. С днем рождения, ЗИЛ! — реж. Борис Вейланд
18. Слово об одной русской матери — реж. Борис Карпов, Павел Русанов
19. Три Андрея — реж. Владилена Мусатова
20. Хоккей-66 — реж. Александра Рыбакова
21. Хроника без сенсаций — реж. Виктор Лисакович
22. Широка страна моя — реж. Борис Карпов
23. Это очень, очень серьёзно — реж. Леонид Кристи; при участии Совэкспортфильма
24. Этого вы не видели — реж. Эдуард Киселёв

### 1967
1. Басра… Багдад… Самарра… — реж. Зоя Фомина
2. Ветер века — реж. Фёдор Киселёв
3. Все 24 часа — реж. Борис Рычков
4. Героям битвы на Волге — реж. Леонид Кристи
5. Героям Сталинграда — реж. Леонид Кристи
6. Глазами вдохновения — реж. Владилена Мусатова
7. Доля женская — реж. Ирина Венжер
8. Комиссар — реж. Леонид Кристи
9. Крылья Октября — реж. Владимир Бойков
10. Ленин — реж. Татьяна Ширман; при участии Центрального телевидения СССР
11. Мастерская на Темзе — реж. Анатолий Колошин
12. Москва, Москва! — реж. Анатолий Колошин
13. Мстислав Ростропович — реж. Александра Рыбакова; при участии Центрального телевидения СССР
14. Мы члены профсоюза — реж. Владимир Софронов
15. Народа верные сыны — реж. Борис Небылицкий
16. На штурм царского самодержавия — реж. Игорь Гелейн
17. Память — реж. Владлен Трошкин
18. Первая мировая война — реж. Иосиф Посельский, Татьяна Казакова
19. Писатель и время — реж. Зоя Фомина
20. Письмо нашло адресата — реж. Галина Пчелякова; при участии Комитета по культурным связям с зарубежными странам
21. Посланцы корейского народа в СССР — реж. Мария Гаврилова
22. Репортаж с одного завода — реж. Владимир Коновалов
23. Семья Петра Бондарева — реж. Яков Бабушкин
24. Сибирью пленённые — реж. Иван Галин
25. Страна моя — реж.  Семирамида Пумпянская
26. Страницы стартов — реж. Георгий Бобров
27. Суздаль — град заповедный — реж. Павел Касаткин
28. Тёплые встречи на земле Канады — реж. Иван Галин
29. Фестиваль джаза — реж. Георгий Голубов
30. Эфиопия, апрель 1967 года — реж. Зинаида Тузова
31. Юбилей Бабушкина
32. Юрий Никулин — реж. Илья Гутман; при участии Совэкспортфильма

### 1968
1. Велико-Тырново — реж. Леонид Махнач
2. Во имя социализма, дружбы и мира — реж. Ирина Сеткина
3. Время жить — реж. Леонид Махнач
4. Гимнастёрка и фрак — реж. Виктор Лисакович
5. Десант на крышу мира — реж. Борис Рычков
6. Зрительная память истории — реж. Ирина Венжер
7. Лейтенант Шмидт — реж. Леонид Кристи
8. Контрреволюция не пройдет — реж. Екатерина Вермишева
9. О жизни буддистов-бурят в Советском Союзе — реж. Георгий Голубов
10. Олимпийский Гренобль — реж. Александра Рыбакова
11. Отпор врагам социализма — реж. Ирина Венжер
12. Парламентарии Чили в СССР — реж. Зоя Фомина
13. По долгу братства (Специальный выпуск киножурнала «Советский воин») — реж. Фёдор Киселёв
14. По земле Вологодской
15. Позор расистам США! — реж. Екатерина Вермишева, Мария Гаврилова
16. Президент Австрии в СССР — реж. Зоя Фомина
17. Римский салон — реж. Иван Галин
18. Русская православная церковь сегодня — реж. Борис Карпов
19. Служу Советскому Союзу — реж. Владимир Бойков, Борис Небылицкий
20. Трое в пути — реж. Владлен Трошкин
21. Чемпионы подводных трасс — реж. Олег Лебедев
22. Я буду жить долго — реж. Владимир Коновалов
23. Японцы в Москве — реж. Т. Кавасаки

### 1969
1. Была на земле деревня Красуха — реж. Павел Русанов
2. Взлёт — реж. Екатерина Вермишева
3. Визит Н. В. Подгорного в Монголию — реж. Зоя Фомина
4. Дорога в небо — реж. Галина Пчелякова
5. Дружба — реж. Владилена Мусатова
6. Живой Ленин — реж. Михаил Ромм, Мария Славинская
7. За вашу и нашу свободу — реж. Леонид Махнач
8. Здравствуй, Нил — реж. Лев Данилов
9. Кабинет и квартира В. И. Ленина в Кремле — реж. Борис Карпов
10. Кинорежиссёр Александр Довженко — реж. Василий Катанян
11. Ленин. Документы, факты, воспоминания — реж. Леонид Кристи
12. Ленин — основатель Советского государства — реж. Лидия Рамазина; при участии Всесоюзной Торговой палаты
13. Ленин. Страницы биографии — реж.  Семирамида Пумпянская; при участии ССОД
14. Москва, кинофестиваль-69 — реж. Зоя Фомина
15. Москва, товарищу Ленину — реж. Игорь Гелейн
16. Необъявленная война. Вьетнамский дневник — реж. Иван Галин
17. Николай Сличенко — реж. Владилена Мусатова
18. Письмо китайскому другу — реж. Александр Медведкин
19. По заветам Ленина — реж. Сергей Медынский
20. Поезд в революцию — реж. Владислав Микоша; при участии Центрального телевидения СССР
21. Поле, где умирал Воронин — реж. Игорь Гелейн
22. Президент Турции в Советском Союзе — реж. Александра Рыбакова
23. Романтика — 25 километров — реж. Александра Ляпидевская
24. Сергей Эйзенштейн — реж. Василий Катанян
25. Союз оружия и сердец — реж. Борис Небылицкий
26. Товарищ Берлин — реж. Роман Кармен
27. Товарищи лётчики — реж. Владимир Скитович
28. Трагедия и подвиг народа — реж. Иван Галин
29. Чехословакия, год испытаний — реж. Анатолий Колошин
30. Шагай, Спартакиада — реж. Кирилл Эггерс

### 1970
1. Австрия — вчера, сегодня — реж. Анатолий Колошин
2. Алый стяг в Осака — реж. Яков Бабушкин
3. Атомное пламя — реж. Борис Карпов
4. Бокс СССР — США — реж. Игорь Гелейн
5. В гостях у Пушкина — реж. Вера Плотникова
6. Великий план — реж. Римма Степанова
7. Великий подвиг — реж. Роман Григорьев, Борис Небылицкий
8. Глазами друга — реж. Леонид Махнач
9. Десятикратные — реж. Лев Данилов
10. Евангельские христиане-баптисты в СССР — реж. Лев Данилов
11. Люди земли (10 минут по СССР) — реж. Сергей Киселёв
12. На манёврах «Океан» — реж. Ю. Мичурин, Татьяна Ширман
13. Наша бригада — реж. Семён Киселёв
14. Неутомимый голландец — реж. Леонид Кристи
15. Парламентарии Руанды в СССР — реж. Игорь Гелейн
16. Партизанские тропы Анголы — реж. Владимир Комаров
17. По Ленинскому плану — реж. Ирина Сеткина
18. Победа социализма в СССР — реж. Ирина Жуковская; при участии Центрального музея имени В. И. Ленина
19. Праздник в Сомали — реж. Борис Карпов
20. Президент Центральноафриканской Республики генерал Жан-Бедель Бокасса в СССР — реж. Владилена Мусатова
21. Работа в новых условиях — реж. Ирина Жуковская; при участии Министерства лёгкой промышленности СССР
22. С дипломом дружбы — реж. Игорь Бганцев
23. Советская Россия — реж. Борис Карпов
24. Солдаты победы — реж. Зинаида Тузова
25. Стокгольм, который помнит Ленина — реж. Владислав Микоша; при участии Центрального телевидения СССР
26. Страницы спортивной славы — реж. Клавдия Рушницкая
27. Трагедия Перу — реж. Владлен Трошкин
28. Три песни о Ленине — новая редакция фильма Дзиги Вертова 1934 года; под руководством Елизаветы Вертовой-Свиловой, Ильи Копалина,  Семирамиды Пумпянской
29. У нас в Подмосковье — реж. Владимир Осьминин
30. Февральская революция 1917 года — реж. Ирина Жуковская; при участии Центрального музея имени В. И. Ленина
31. Хочу быть тренером — реж. Игорь Гелейн

## 1971—1980

### 1971
1. V съезд писателей Советского Союза — реж. Борис Карпов
2. А. Н. Косыгин у кубинских друзей — реж. Вера Плотникова
3. Аракс — река дружбы — реж. Геннадий Блинов
4. Армии, авиации, флоту — реж. Владимир Бойков
5. Асуан — символ дружбы — реж. Василий Катанян
6. В воздухе «ЯКи» — реж. Нина Соловьёва
7. В дружественной Индии — реж. Вера Плотникова
8. В одной московской школе — реж. Василий Катанян; при участии Центрального телевидения СССР
9. Вива, Фрелимо! — реж. Юрий Егоров, Лев Максимов
10. Визит А. Н. Косыгина в Марокко — реж. Ирина Венжер
11. Визит в интересах мира — реж. Клавдия Кулагина
12. Визит Л. И. Брежнева в ГДР — реж. Кирилл Эггерс
13. Во имя мира и дружбы — реж. Александра Рыбакова
14. Волгоград — реж. Ирина Жуковская; при участии ГУ по иностранному туризму СССР
15. Всегда друзья — реж. Мария Гаврилова
16. Газета «Социалистическая индустрия» — реж. Анатолий Хорьяков; при участии Союзпечати
17. Горячий ветер свободы — реж. Владимир Комаров
18. Грешневское лето — реж. Игорь Гелейн
19. Дважды рождённый — реж.  Семирамида Пумпянская; при участии Центрального телевидения СССР
20. День поэзии — реж. Владимир Скитович
21. Десант дружбы — реж. Владлен Трошкин
22. Дни культуры Монголии в Советском Союзе — реж. Сергей Репников
23. Дорогами дружбы — реж. Игорь Гелейн
24. Дружба и братство — реж. Тамара Лаврова
25. Дружественный визит в Югославию — реж. Александра Гаврилина
26. Дубна, Объединённый институт ядерных исследований — реж. Леонид Махнач
27. Звёзды фигурного катания — реж. Борис Небылицкий
28. Здесь жил Н. А. Некрасов — реж. Борис Карпов
29. К берегу Маклая — реж. Павел Русанов
30. К новым свершениям — реж. Семён Киселёв
31. Крестьяне — реж. Иван Галин
32. Ледовая дружина — реж. Александр Воронцов
33. Магистрали под землёй — реж. Владимир Софронов; при участии ССОД
34. Миллиарды для миллионов — реж. Яков Бабушкин
35. Молодость Кубы — реж. Александр Киселёв
36. На магистралях пятилетки — реж. Владимир Шорохов; при участии ССОД
37. Наш Гагарин — реж. Игорь Бессарабов, Ярослав Голованов
38. Ночь над Китаем — реж. Александр Медведкин
39. Парламентарии Бельгии в СССР — реж. Елена Геккер
40. Песнь моя — жизнь моя — реж. Александр Павлов
41. Планы и жизнь — реж. Леонид Кристи; при участии Центрального телевидения СССР
42. Поэма о рабочем классе — реж.Борис Рычков
43. Преступный курс сионизма — реж. Вадим Раменский
44. Прощальный матч Яшина — реж. Владимир Коновалов
45. Рассказ о лошади — реж. Александр Киселёв
46. Рассказы о коммунистах — реж. Лев Данилов
47. С неба на землю, в бой! — реж. Владимир Бойков
48. Сердечная встреча с Францией — реж. Екатерина Вермишева
49. Скумбрия — реж. Татьяна Ширман; при участии Главрыбсбыта Министерства рыбного хозяйства СССР
50. Страницы космических стартов — реж. Ирина Сеткина
51. Стрела стратосферы — реж. Борис Небылицкий
52. Так начинается цирк — реж. Зоя Фомина
53. Штурвал в надежных руках — реж. Вадим Раменский
54. Я вижу — реж. Игорь Гелейн

### 1972
1. XV съезд профсоюзов СССР. Выпуск № 2. Боевая программа действий — реж. Зоя Фомина
2. Бригадир Пётр Козин — реж. Александра Ляпидевская
3. В нашем доме — реж. Татьяна Ширман; при участии Исполнительного комитета СО Красного Креста
4. Визит А. Н. Косыгина в Норвегию — реж. Леонид Махнач
5. Визит в дружественный Ирак — реж.  Семирамида Пумпянская
6. Визит Иосипа Броз Тито в Советский Союз — реж. Илья Гутман
7. Визит Н. В. Подгорного в Турцию — реж. Василий Катанян
8. Визит президента Иракской республики в Советский Союз — реж. Зоя Фомина
9. Визит премьер-министра Афганистана в Советский Союз — реж. Зинаида Тузова
10. Визит премьер-министра Японии в СССР — реж. Зоя Фомина
11. Встреча молодёжи СССР и США — реж. Александр Павлов
12. Встреча на Волге — реж. Василий Катанян; при участии ССОД
13. Встреча с Дагомеей — реж. Владислав Микоша
14. Встречи друзей — реж. А. Гаврилина
15. Вьетнамский набат — реж. Екатерина Вермишева
16. Выбор один — борьба — реж. Тамара Лаврова
17. Глава советского правительства в Дании — реж. Леонид Махнач
18. Глаза и руки Перу — реж. Владлен Трошкин
19. Государственный банк СССР — реж. Владимир Софронов
20. Дворец пионеров — реж. Ирина Жуковская; при участии ССОД
21. Декомпарт (Детская коммунистическая партия) — реж. Игорь Гелейн
22. Дерево мира — реж. Нина Соловьёва; при участии ССОД
23. Дети нашего века — реж. Игорь Бессарабов
24. Добрые соседи — реж.  Семирамида Пумпянская
25. Дом на Ново-Басманной — реж. Семён Киселёв
26. Друг, воспитанный тобой — реж. Зоя Тулубьева
27. Дружба и сердечность — реж. Вадим Раменский
28. Египет в борьбе и труде — реж. Юрий Коровкин
29. Единство — реж. Владимир Коновалов
30. За высью высь — реж. Леонид Кристи
31. Земля и на ней человек — реж. Владимир Комаров
32. И если приходит беда — реж. Евгений Ефимов
33. И не прервётся связь времен — реж. Александр Опрышко; при участии Всероссийского общества охраны памятников истории
34. Каждый вечер — премьера — реж. Александр Воронцов
35. Китай сегодня
36. Конструктор легендарных ИЛов — реж. Борис Карпов
37. Ленин. Мечта и действие — реж. Вячеслав Ходяков; при участии Центрального музея имени В. И. Ленина
38. Ленин — основатель СССР — реж. Юлия Кочановская; при участии Центрального музея имени В. И. Ленина
39. Лётчики — реж. Тенгиз Семёнов
40. Личная ответственность — реж. Борис Рычков
41. Мой университет — реж. Елена Геккер; при участии Центрального телевидения СССР
42. Москва — город прибрежный — реж. Лия Дербышева
43. На высоте — реж. Тенгиз Семёнов
44. Наш гость Фидель Кастро — реж. Лия Дербышева
45. Новый город на Оке / Планы и жизнь — реж. Леонид Кристи
46. Окраина — реж. Игорь Гелейн
47. Осенний концерт — реж. Евгений Кряквин; при участии ССОД
48. Останкино — реж. Игорь Гелейн; при участии ССОД
49. Пентагон — реж. Екатерина Вермишева
50. Перу — тысячелетие и три года — реж. Владлен Трошкин
51. Познакомьтесь, Язеп Стрельч — реж. Евгений Кряквин
52. Праздник советско-индийской дружбы — реж. Мария Гаврилова
53. Президент Сирии в Москве — реж. Вадим Раменский
54. Президент США в Советском Союзе — реж. Екатерина Вермишева, Леонид Махнач
55. Причалы КАМАЗа — реж. Аркадий Зенякин
56. Путешествие в Останкино — реж. Игорь Гелейн
57. Репортаж спустя тридцать лет — реж. Игорь Гелейн
58. Русское сердце — реж. Леонид Кристи; при участии Центрального телевидения СССР
59. Саппоро, 72 — реж. Илья Гутман, Владимир Коновалов
60. Свободу Анджеле Дэвис — реж. Екатерина Вермишева
61. Сегодня и ежедневно — реж. Владилена Мусатова
62. Сельская жизнь — реж.  Семирамида Пумпянская; при участии «Союзпечать»
63. Солнце, море, дороги — реж. Яков Бабушкин
64. Сотрудничество в интересах народов — реж. Клавдия Кулагина
65. Социалистическая и экономическая интеграция в действии — реж. Вадим Раменский; при участии Всесоюзной торговой палаты
66. Спиро, Фарис и другие — реж. Аркадий Зенякин
67. Спортивный клуб «Торпедо» — реж. Игорь Григорьев
68. Стакан молока и хлеба кусок — реж. Илья Гутман
69. Столицы социалистических стран Европы — реж. Роман Григорьев; при участии Министерства просвещения СССР
70. Страна Советов — реж. Лев Данилов
71. Стройматериалы-71 — реж. Исаак Грек; при участии ВНИИЭСМ Министерства промышленности стройматериалов СССР
72. Строкой «Правды» — реж.  Семирамида Пумпянская
73. Тревожная хроника — реж. Александр Медведкин
74. Трудовая юность планеты — реж. Зоя Фомина
75. Хоккей против хоккея — реж. Борис Рычков
76. Чемпионка мира — реж. Игорь Гелейн
77. Чужого горя не бывает — реж. Марина Бабак
78. Эстафета дружбы — реж. Ирина Венжер
79. ЯК-40 — реж. Борис Небылицкий; при участии Внешторгрекламы

### 1973
1. Авиасалон-73 — реж. Александр Павлов
2. Бестужевки — реж. Игорь Гелейн
3. Братство (визит дружбы Л. И. Брежнева в Болгарию) — реж. Владлен Трошкин
4. Будьте здоровы — реж. Александра Рыбакова; при участии 4 ГУ при Минздраве СССР
5. В борьбе закаляется юность планеты — реж. Тенгиз Семёнов
6. В небе ЯК-40 — реж. Лев Данилов
7. Визит А. Н. Косыгина в Австрию — реж. Илья Гутман
8. Визит А. Н. Косыгина в Иран — реж. Леонид Махнач
9. Визит А. Н. Косыгина в Швецию — реж. Нина Соловьёва
10. Визит А. Н. Косыгина в Югославию — реж. Игорь Бессарабов
11. Визит Л. И. Брежнева во Францию — реж. Екатерина Вермишева
12. Визит Л. И. Брежнева в ФРГ — реж. Юрий Монгловский
13. Визит мира и солидарности — реж. Ирина Сеткина
14. Визит Н. В. Подгорного в Болгарию — реж. Нина Соловьёва
15. Визит Премьер-министра Дании в Советской Союз — реж. Владилена Мусатова
16. Визит Премьер-министра Ирана в Советский Союз — реж. Татьяна Казакова
17. Визит Премьер-министра Японии в СССР — реж. Зоя Фомина
18. Возвращённая песня — реж. Игорь Григорьев
19. Во имя дружбы — реж. Клавдия Кулагина
20. Во имя жизни — реж. Иван Галин
21. Во имя мира на земле (Визит Л. И. Брежнева в США) — реж. Ирина Сеткина
22. Время побед — время поражений — реж. Александра Рыбакова
23. Дверь, открытая в небо — реж. Александр Павлов
24. Делегация парламента Австрии в Советском Союзе — реж. Владилена Мусатова
25. Делегация польского сейма в СССР — реж. Мария Гаврилова
26. До экватора сто километров — реж. Александр Воронцов
27. Добро пожаловать на советскую землю — реж. Зинаида Тузова
28. Дороги на фестиваль — реж. Владимир Шорохов
29. Дружественный визит Л. И. Брежнева в ГДР — реж. Юрий Монгловский
30. Здравствуй, Куба! — реж. Лев Данилов
31. ИЛ-62 М — реж. Игорь Гелейн; при участии Внешторгрекламы
32. Индия открывает своё сердце — реж. Борис Рычков
33. Интурист показывает. Это Кавказ — реж. Вячеслав Ходяков
34. Как мы управляем государством — реж. Зоя Тулубьева; при участии Агентства печати «Новости»
35. Карты, атласы, схемы — реж. Евгений Ефимов
36. Книга пришла на завод — реж. Георгий Голубов
37. Красная суббота — реж. Иван Галин
38. Лётчики-истребители — реж. Иван Галин; при участии Министерства обороны СССР
39. Людмила Бухарина — реж. Лев Данилов
40. Мир тебе планета Земля! — реж. Екатерина Вермишева
41. Мы делу Ленина и партии верны — реж. Вера Плотникова
42. Мы — Универсиада — реж. Александра Рыбакова
43. На празднике братской Чехословакии (спецвыпуск) — реж. Екатерина Вермишева
44. Начало конца — реж. Семирамида Пумпянская
45. Новое в животноводстве — реж. Семён Киселёв
46. Одна минута — реж. Яков Бабушкин
47. Октябрь шагает по стране — реж. Владимир Шорохов; при участии Музея Революции СССР
48. Основа дружбы и сотрудничества — реж. Галина Бурашева
49. Особая должность — реж. Сергей Швецов
50. Парламентарии Австралии в СССР — реж. Мария Гаврилова
51. Паутина — реж. Леонид Махнач
52. Перу — страна контрастов — реж. Маргарита Спрышкова
53. Победа социализма в СССР
54. Позовите меня доктор — реж. Евгений Легат
55. Посланцы народа-брата — реж. Александра Рыбакова
56. Право на доверие — реж. Игорь Григорьев
57. Праздник на древней земле Сирии — реж. Владлен Трошкин
58. Рассказ о Сомали — реж. Евгений Аккуратов
59. Рассказать о Москве — реж. Илья Гутман; при участии ССОД
60. Рука на пульте — реж. Владимир Скитович; при участии Центрального телевидения СССР
61. С мужской точки зрения — реж. Геннадий Красков; при участии Центрального телевидения СССР
62. С ружьём — на глубину — реж. Олег Лебедев; при участии ЦК ДОСААФ СССР
63. Саянский дневник. Страницы первые — реж. Эдуард Киселёв
64. Сельское хозяйство СССР — реж. Александра Леонтьева; при участии ССОД
65. Серебряные крылья — реж. Владимир Бойков, Александр Воронцов, Борис Небылицкий
66. Сталинградское сражение — реж.  Семирамида Пумпянская; при участии Центрального телевидения СССР
67. Тайное и явное. Цели и деяния сионистов — реж. Борис Карпов
68. Торжество правого дела Вьетнама — реж. Ирина Сеткина
69. Тревожные будни — реж. Анатолий Хорьяков
70. Универсиада-73 — реж. Илья Гутман
71. Художник-гримёр в кино — реж. Мария Голубчикова
72. Эжени Коттон — реж. Нина Соловьёва
73. Я встаю в предрассветный час — реж. Иван Галин

### 1974
1. Американский фермер в СССР — реж. Александр Киселёв
2. Бельгийские социалисты в СССР — реж. Абрам Кричевский
3. Большие перемены — реж. Борис Рычков; при участии ГК Совета Министров по внешнеэкономическим связям
4. Бурям и ветрам наперекор — реж. Петерс Вяйнасту
5. Вдохновение и призыв — реж. Вадим Раменский
6. Венгерская партийно-правительственная делегация в СССР — реж. Вадим Раменский
7. Весна Победы — реж.  Семирамида Пумпянская; при участии Центрального телевидения СССР
8. Военные художники-грековцы — реж. Галина Бурашева
9. Воля, смелость, мастерство — реж. Владимир Бойков; при участии ЦК ДОСААФ СССР
10. Во имя мира и прогресса — реж. Леонид Махнач
11. Всегда вместе — реж. Леонид Махнач
12. Встреча во Владивостоке — реж. Екатерина Вермишева
13. Встреча с Джокондой — реж. Джемма Фирсова
14. Вторая жизнь Тутанхамона — реж. Лев Максимов
15. Газета «Советская культура» — реж. Юрий Егоров; при участии Союзпечати
16. Германской демократической республике — 25 лет — реж. Игорь Бессарабов
17. Голоса войны — реж. Геннадий Красков
18. Даешь, БАМ! (Начало летописи; Кинолетопись БАМа № 1) — реж. Владлен Трошкин
19. Два мира — две идеологии — реж. Алла Соловьёва; при участии Союзкниги
20. Двое на льду — реж. Игорь Григорьев
21. Делегация республики Южный Вьетнам в СССР — реж. Вера Плотникова
22. Десять дней в Сокольниках — реж. Лев Данилов; при участии Министерства просвещения СССР
23. Джунгли остывают от войны — реж. Екатерина Вермишева
24. Добро пожаловать — говорит Куба — реж. Юрий Монгловский
25. Дорогой партии, дорогой отцов! — реж. Владимир Коновалов
26. Здравствуй, детство — реж. Эдуард Киселёв
27. Земля под океаном — реж. Павел Русанов; при участии Академии наук СССР
28. Жигули миллионный — реж. Аркадий Зенякин
29. Идём в будущее — реж. Владимир Скитович
30. Каждую неделю, в среду — реж. Тенгиз Семёнов
31. Как утро делают добрым — реж. Ирина Жуковская
32. Ленинский призыв — реж. Игорь Бессарабов
33. Матч сюрпризов — реж. Владлен Трошкин
34. Молодым везде у нас дорога — реж. Владимир Шорохов; при участии Центрального телевидения СССР
35. Мы — Осводовцы — реж. Владимир Софронов; при участии ЦС ОСВОД РСФСР
36. На празднике в братской Болгарии — реж. Екатерина Вермишева
37. Народная республика Конго — реж. Анатолий Хорьяков
38. Начало биографии — реж. Игорь Григорьев
39. Начало всему — человек — реж. Владилена Мусатова
40. Наш Пушкин — реж. Василий Катанян
41. Новаторы — реж. Игорь Григорьев
42. Один день Горькой Балки — реж. Сергей Швецов
43. Орден на знамени
44. Освобождение Европы — реж.  Семирамида Пумпянская
45. Освобождение Родины — реж.  Семирамида Пумпянская
46. Партийно-государственная делегация республики Гвинея-Бисау в СССР — реж. Зинаида Тузова
47. Партийно-правительственная делегация Гвинейской республики в СССР — реж. Игорь Гелейн
48. Пилот Памира — реж. Валентин Венделовский
49. Португалия: первые дни свободы — реж. Татьяна Казакова
50. Порядок — реж. Илья Гутман
51. Премьер-министр Ливии в СССР — реж. Александр Павлов
52. Проблемы мира и социализма — реж. Алла Соловьёва; при участии Союзпечати
53. Рабочий человек — реж. Лия Дербышева
54. Рекордный год земледельца — реж. Сергей Швецов
55. Репортаж из Суэцкого залива — реж. Сергей Киселёв
56. Селигер, любовь моя и тревога — реж. Владимир Комаров
57. Сибирь в объективе науки (из серии «Планы и жизнь») — реж. В. Лебедь; при участии Центрального телевидения СССР
58. Скорость — реж. Александр Андреев
59. Слово о подземном гарнизоне — реж. Леонид Кристи
60. Советско-французская встреча в Пицунде — реж. Юрий Монгловский
61. СССР — США — реж. Леонид Махнач
62. Страна и наука — реж. Аркадий Зенякин
63. СЭВ — четверть века спустя — реж. Евгений Легат
64. Такая молодёжь — реж. Владлен Трошкин
65. Там, где собирают часы — реж. Екатерина Андриканис
66. Трагедия Ольстера — реж. Игорь Гелейн
67. Трудные дороги мира — реж. Анатолий Колошин
68. Формула красоты — реж. Елена Геккер

### 1975
1. IX Московский международный — реж. Илья Гутман
2. А где тут у вас море — реж. Александр Опрышко
3. Берендеи не из сказки — реж. Ирина Свешникова
4. Большой день Европы — реж. Владлен Трошкин
5. Большой праздник книги — реж. Георгий Голубов
6. Будущее рождается сегодня — реж. Сергей Швецов
7. ВДНХ СССР служит прогрессу — реж. Маргарита Спрышкова
8. Великий Герцог Люксембургский в СССР — реж. Тенгиз Семёнов
9. Верность милосердию — реж. Тамара Лаврова; при участии МГК общества Красного Креста РСФСР
10. Верные сыны Ливана — реж. Владимир Копалин
11. Весна труда — реж. Лия Дербышева
12. Визит А. Н. Косыгина в Ливию — реж.  Семирамида Пумпянская
13. Визит в СССР главы венгерского правительства — реж. Игорь Бессарабов
14. Визит президента республики Замбии в СССР — реж. Сергей Репников
15. Визит президента Франции в СССР — реж. Зоя Фомина
16. Волжские раздумья — реж. Геннадий Красков; при участии Центрального телевидения СССР
17. Воспоминание об осени — реж. Евгений Кряквин
18. Вручение «Золотой медали мира» Л. И. Брежневу — реж. Екатерина Вермишева
19. Всенародный подвиг — реж. Анатолий Хорьяков
20. Вспоминая военную песню — реж. Василий Катанян
21. Вьетнам — победитель — реж. Иван Галин
22. ГДР — 30-летие освобождения — реж. Иван Галин
23. Город-герой Новороссийск — реж. Джемма Микоша
24. Готов встать в строй — реж. Владимир Софронов; при участии ЦК ДОСААФ СССР
25. Девушки всей земли — реж. Ирина Свешникова
26. День Москвы — реж. Евгений Кряквин
27. Дистанция — реж. Игорь Моргачёв; при участии Центрального телевидения СССР
28. Дружба — наш девиз — реж. Вадим Раменский
29. Дорогой Октября — дорогой мира — реж. Владимир Коновалов
30. Им жить в XXI веке — реж. Зоя Фомина
31. Каждый день — реж. Александр Иванкин
32. КАМАЗ: служба тыла — реж. Александр Павлов
33. Королева Дании в Советском Союзе — реж. Александр Павлов
34. Крылья страны Советов — реж. Игорь Гелейн
35. Лёд и фантазия — реж. Владимир Коновалов
36. Минуты Нурека — реж. Семён Киселёв
37. Мир дому твоему — реж. Екатерина Вермишева
38. Михаил Шолохов — реж. Леонид Кристи
39. На земле подмосковной — реж. Леонид Кристи
40. На земле Суздальской — реж. Владилена Мусатова
41. Наследники воинской славы — реж. Александр Воронцов, Татьяна Казакова
42. О нашем театре — реж. Нина Соловьёва
43. Освобождённая Чехословакия — реж. Илья Копалин
44. Открывая мир — реж. Игорь Григорьев
45. Отрезвление — реж. Александр Опрышко
46. Памятники борьбы и побед — реж. Мария Гаврилова
47. Память навсегда — реж. Джемма Фирсова
48. Память о мужестве — реж. Георгий Бобров
49. Партийно-правительственная делегация Гвинеи-Бисау в СССР — реж. Сергей Киселёв
50. Партийно-правительственная делегация ДРВ в СССР — реж.  Семирамида Пумпянская
51. Перелёт, ставший легендой — реж. Игорь Бессарабов
52. Повесть о верности — реж. Борис Карпов
53. По приказу сердца — реж. Геннадий Красков
54. Под флагом Спартакиады — реж. Владимир Софронов
55. Подвиг Москвы (из серии «Города-герои») — реж. Вячеслав Ходяков
56. Поединок — реж. Игорь Григорьев
57. Правда и неправда — реж. Александр Медведкин
58. Праздник братства и дружбы — реж. Абрам Кричевский
59. Праздник труда — реж. Евгений Легат, Владимир Софронов
60. Президент итальянской республики в Советском Союзе — реж. Екатерина Вермишева
61. Президент ФРГ Вальтер Шеель в СССР — реж. Анатолий Колошин
62. Рассказ о наших городах — реж.  Семирамида Пумпянская; при участии Центрального телевидения СССР
63. Ректоры университетов мира в Советском Союзе — реж. Станислав Раздорский
64. Рождение вулкана — реж. Владимир Скитович
65. Рядом с солдатом — реж. Игорь Гелейн
66. Самая обыкновенная — реж. Ирина Свешникова
67. Серебряный рельс (Кинолетопись БАМа № 2) — реж. Владлен Трошкин
68. «Союз — Аполлон»: встреча на орбите — реж. Евгений Легат
69. СССР — Великобритания: новая страница отношений — реж. Екатерина Вермишева
70. СССР — Финляндия 30 лет дружбы и сотрудничества — реж. Евгений Легат
71. Тяжпромэкспорт-75 — реж. Лев Максимов
72. Художник революции — реж. Владилена Мусатова
73. Шёл солдат — реж. Марина Бабак
74. ЯК-40 в ФРГ — реж. Лев Данилов
75. Япония: о прошлом во имя будущего — реж. Ирина Сеткина

### 1976
1. 70-летие Л. И. Брежнева
2. Ангола — набат солидарности — реж. Ирина Свешникова
3. Армия, жизнь моя — реж. Яков Бабушкин; при участии Главпур СА и ВМФ
4. Большой театр вчера и сегодня — реж. Василий Катанян
5. Большой театр, двухсотый сезон — реж. Борис Карпов
6. Борис Сафонов — реж. Геннадий Распопов
7. Борцу за мир, за идеалы коммунизма — реж. Игорь Бессарабов
8. Вдохновение — реж. Владлен Трошкин
9. Визит А. Н. Косыгина в Иракскую республику — реж. Нина Соловьёва
10. Визит А. Н. Косыгина в Сирию — реж. Василий Катанян
11. Визит советской правительственной делегации в Турцию — реж. Игорь Григорьев
12. Внешторгреклама показывает: Достижения промышленности — реж. Алла Соловьёва
13. Война окончена — борьба продолжается — реж. Екатерина Вермишева
14. Волгоград — реж. Екатерина Андриканис
15. Делегация КПСС на XXII съезде компартии Франции — реж. Зоя Фомина
16. Доброволец свободы — реж. Игорь Гелейн
17. Добровольная народная — реж. Александр Андреев
18. Дом наш, земля наша — реж. Тенгиз Семёнов
19. ДОСААФ — школа патриотов — реж. В. Логинов; при участии ЦК ДОСААФ СССР
20. Дружественный визит Л. И. Брежнева в Югославию — реж. Илья Гутман
21. За морем — солнце — реж. Тенгиз Семёнов
22. Земля отцов — реж. Ирина Жуковская
23. Зиловцы — реж. Владимир Шорохов
24. Знакомьтесь, Советский Союз — реж. Тенгиз Семёнов
25. Кинооператор Анатолий Головня — реж. Олег Арцеулов
26. Книги по космонавтике — реж. Мария Голубчикова
27. Коммунисты Португалии — реж. Юрий Монгловский
28. Крепить добрососедство и сотрудничество — реж. Вячеслав Ходяков
29. Леонид Ильич Брежнев в Казахстане — реж. Игорь Бессарабов, Екатерина Вермишева
30. Марш Октября — реж. Нина Соловьёва
31. Маршрут на землю — реж. Геннадий Красков
32. Мирные ветры над Балтикой — реж. Екатерина Вермишева
33. Мирный атом Дубны — реж. Леонид Махнач; при участии Объединенного института ядерных исследований
34. Москва строится — реж. Зоя Фомина; при участии ССОД
35. Мужают юноши — реж. Александр Воронцов
36. Мы учимся в Москве — реж. Сергей Швецов
37. На XXV съезде КПСС. Благо народа — высшая цель партии (Спецвыпуск № 7) — реж. Борис Рычков
38. На XXV съезде КПСС. Спецвыпуск № 2. Дело партии — дело народа — реж. Лия Дербышева
39. На XXV съезде КПСС. Спецвыпуск № 3. Великая программа созидания — реж. Александр Павлов
40. На XXV съезде КПСС. Спецвыпуск № 5. С партией весь народ — реж. Екатерина Вермишева
41. На XXV съезде КПСС. Спецвыпуск № 6. Ленинским курсом — реж. Леонид Махнач
42. На XXV съезде КПСС. Спецвыпуск № 8. Планы партии претворим в жизнь — реж. Лия Дербышева
43. На XXV съезде КПСС. Спецвыпуск № 9. Десятой пятилетке — ударный труд — реж. Александр Павлов
44. Нам не грозит безработица — реж. Лев Данилов; при участии Центрального телевидения СССР
45. На новом пути — реж. Иван Галин
46. На переднем крае мира — реж. Анатолий Колошин
47. На форуме коммунистов Европы — реж. Илья Гутман
48. Новое о «Старом и новом» — реж. Леонид Кристи
49. Новь древнего Непала — реж. Владимир Копалин
50. Осторожно! Маоизм! — реж. Александр Медведкин
51. От сердца к сердцу — реж. Тамара Лаврова; при участии ССОД
52. Парламентарии Колумбии в СССР — реж. Игорь Гелейн
53. Парламентарии Швеции в Советском Союзе — реж. Зоя Фомина
54. Партийно-правительственная делегация Лаоса в СССР — реж. Семирамида Пумпянская
55. Партийно-правительственная делегация ЧССР в Советском Союзе — реж. Нина Соловьёва
56. Партнеры — реж. Сергей Швецов
57. Повесть о коммунисте — реж. Игорь Бессарабов, Александр Кочетков
58. Поезд номер один. (Кинолетопись БАМа № 5) — реж. Владлен Трошкин
59. Покой нам только снится — реж. Евгений Легат
60. Посланцы братского Лаоса — реж. Зоя Фомина
61. Поступь свободного Мозамбика — реж. Юрий Егоров
62. Право на жизнь (размышления над американской хроникой) — реж. Владлен Трошкин
63. Президент республики Венесуэла в СССР — реж. Елена Геккер
64. Президент республики Филиппины в СССР — реж. Аркадий Зенякин
65. Премьер-министр Швеции в Советском Союзе — реж. Нина Соловьёва
66. Праздник свободного Мозамбика — реж. Юрий Егоров
67. Рассказ о социальном обеспечении — реж. Георгий Голубов; при участии ССОД
68. Репутация — реж. Илья Гутман
69. С веком наравне — реж. Аркадий Зенякин
70. Саратовские миллионы — реж. Александр Саранцев
71. Севернее — только Северный полюс — реж. Иван Галин
72. Съезд созидателей — реж. Леонид Махнач, Борис Рычков
73. Советско-арабской дружбе крепнуть — реж. Александр Павлов; при участии ССОД
74. СССР в борьбе за мир — реж. М. Феденистов; при участии Торгово-промышленной палаты СССР
75. Тридцатилетние — реж. Игорь Григорьев
76. Хроника революции — реж. Георгий Бобров; при участии Центрального телевидения СССР
77. Шаги истории — реж. Борис Рычков
78. Энергомашэкспорт. Энергосистема «Мир» — реж. Юрий Татулашвили
79. ЯК-40 — гость Суоми — реж. Лев Данилов

### 1977
1. 70-летие Генерального секретаря ЦК КПСС Л. И. Брежнева — реж. Борис Рычков
2. Александр Твардовский и Александр Бартов — реж. Леонид Кристи
3. Анна Голубкина — художник и время — реж. Эдуард Киселёв
4. Атлас Ильича — реж. Исаак Грек
5. Балет Большого театра
6. Безграничное доверие партии и народа — реж. Борис Рычков
7. Борис Пророков — реж. Леонид Кристи
8. Бронзовый бюст — на Родине героя
9. Великая армия труда — реж. Борис Рычков
10. В ответе за будущее — реж. Аркадий Зенякин
11. Во имя мира — реж. Зоя Тулубьева; при участии Московской патриархии
12. Впервые в истории — реж. Тенгиз Семёнов
13. Встреча с Норвегией — реж. Борис Рычков
14. Главная площадь — реж. Екатерина Вермишева
15. Горны над миром — реж. Ирина Жуковская
16. До старта 1000 дней — реж. Вячеслав Ходяков, Александр Андреев
17. Дом, где рождаются аттракционы — реж. Вера Федорченко
18. Дорогой Октября к коммунизму (спецвыпуск № 2) — реж. Борис Карпов
19. Друг наш — песня — реж. Сергей Швецов
20. Дружба-Фройндшафт — реж. Георгий Голубов
21. Дружеский визит — реж. Георгий Бобров
22. Здравствуй, столица — реж. Илья Гутман
23. И творчества полёт… — реж. Геннадий Распопов
24. Игра на всю жизнь — реж. Леонид Гончаров
25. Коломна — город мастеров — реж. Лилия Зонина
26. Композитор Анатолий Новиков — реж. Александр Павлов
27. Конаковский фаянсовый завод — реж. Лидия Рамазина
28. Концерт народных талантов — реж. Василий Катанян
29. Красному знамени верны — реж. Леонид Кристи
30. Кубинский репортаж — реж. Юрий Монгловский
31. Курсом мира и разрядки. Визит Л. И. Брежнева во Францию — реж. Александра Рыбакова
32. Ленин на итальянской площади — реж. Юрий Монгловский
33. Ленин. Страницы великой жизни — реж. Семирамида Пумпянская; при участии Центрального телевидения СССР
34. Ленинским курсом мира — реж. Анатолий Хорьяков
35. Летопись борьбы и побед — реж. Евгений Ефимов; при участии Союзкниги
36. Люди доброго сердца — реж. Владимир Софронов; при участии Исполнительного комитета СО Красного Креста
37. Многоцелевой вертолёт КА-26. (разделы 1, 2) — реж. Римма Степанова
38. Мой Азербайджан — реж. Владилена Мусатова
39. Москва — Каракумы — Москва — реж. Александр Кулиджанов
40. Москвичи на субботнике — реж. Зоя Фомина
41. Москвичи одобряют и поддерживают курс КПСС — реж. Василий Катанян
42. Московская консерватория — реж. Станислав Раздорский; при участии ССОД
43. Московское швейное объединение «Смена» — реж. Лидия Рамазина
44. На IV съезде вьетнамских коммунистов — реж. Зоя Фомина
45. На XVI съезде профсоюзов СССР. Выпуск № 1. «Надёжная опора ленинской партии» — реж. Екатерина Вермишева
46. На 16-м съезде профсоюзов СССР. «Под знаменем Октября» (Спецвыпуск № 4) — реж. Леонид Махнач
47. На внеочередной седьмой Сессии Верховного Совета СССР — реж. Леонид Махнач
48. На внеочередной седьмой Сессии Верховного Совета СССР. № 2 — реж. Галина Бурашева
49. На новом пути — реж. Иван Галин
50. Неожиданное происшествие — реж. Игорь Гелейн
51. Новая Конституция Родины принята — реж. Юрий Монгловский
52. Новое село — реж. Владилена Мусатова
53. Обвиняется апартеид! — реж. Игорь Гелейн
54. Объединение «Большевичка» — реж. Ирина Жуковская; при участии Главкоопторгрекламы, Центросоюза, Минлегпрома РСФСР
55. Осторожно, дети — реж. Римма Степанова; при участии Управления ГАИ УВД Мособлисполкома
56. Первомай, год юбилейный — реж. Екатерина Вермишева
57. Планы и жизнь. Нечерноземье — реж. Александр Иванкин; при участии Центрального телевидение СССР
58. Праздник прогрессивного киноискусства — реж. Георгий Бобров
59. Путь в небо / ЯК-42 — реж. Лев Данилов; при участии Министерства гражданской авиации СССР
60. Путь, равный столетиям — реж. Илья Гутман; при участии ССОД
61. Пять страниц из одной жизни — реж. Барух Лазаров
62. Рапортует спортивная юность — реж. Георгий Бобров
63. Республика в океане — реж. Юрий Егоров, Олег Лебедев
64. Республика Шри Ланка — реж. Иван Галин
65. Рождение клубного вечера — реж. Владилена Мусатова
66. Рождённые Октябрём — реж. Владлен Трошкин
67. Самодеятельные художники — Родине — реж. Вячеслав Ходяков
68. Самые главные мгновения — реж. Владимир Коновалов
69. Товарищ Саддам Хусейн в Москве — реж. Семирамида Пумпянская
70. Тушино 1977 — реж. Нина Соловьёва; при участии предприятия п/я М-5050
71. Эфиопия — века и годы — реж. Александр Воронцов
72. Юбилей Великого Октября — реж. Екатерина Вермишева
73. Я сын твой, Москва — реж. Александр Кочетков, Игорь Бессарабов
74. ЯК-40 в стране «кленового листа» — реж. Лев Данилов

### 1978
1. 1000 дней республики — реж. Ирина Свешникова
2. Алжирские парламентарии в Советском Союзе — реж. Игорь Бессарабов
3. Американцы знакомятся с нами — реж. Олег Уралов
4. Ангола — МПЛА, народ, победа — реж. Леонид Махнач
5. Ангольцы — реж. Ирина Свешникова
6. Баллада о человеке — реж. Александр Кочетков
7. Большой счёт страны — реж. Геннадий Красков
8. Букинисты приглашают — реж. Эдуард Киселёв; при участии Союзкниги
9. Васильев из Васильева — реж. Леонид Кристи
10. Великая Отечественная (сериал) — реж. Роман Кармен, Игорь Григорьев, Лев Данилов, Василий Катанян, Леонид Кристи, Семирамида Пумпянская, Тенгиз Семёнов, Джемма Фирсова, Нина Соловьёва, Александра Рыбакова; при участии Air Time International и «Совинфильма»
11. Вива, Куба. Вива фестиваль — реж. Александр Опрышко
12. Визит Л. И. Брежнева в Чехословакию — реж. Борис Рычков
13. Визит премьер-министра Кооперативной Республики Гайана в СССР — реж. Римма Степанова
14. Визит премьер-министра Турции в СССР — реж. Ирина Свешникова
15. Всесоюзный съезд учителей — реж. Владилена Мусатова; при участии Министерства просвещения СССР
16. Вызов — реж. Владимир Коновалов
17. Высокие гости из Швеции в СССР — реж. Георгий Бобров
18. Гимнастика. Олимпийские надежды — реж. Александра Рыбакова
19. Главный педсовет страны — реж. Владилена Мусатова
20. Годы, равные векам / Северное сияние — реж. Игорь Гелейн
21. ГЭС «Сигалда» — реж. Иван Галин; при участии Внешторгрекламы
22. Делегация парламента Австралии в Советском Союзе — реж. Леонид Махнач
23. Десятая вершина Ирины Родниной — реж. Владимир Коновалов
24. Забота о будущем (из серии «Планы и жизнь») — реж. Семён Киселёв; при участии Гостелерадио СССР
25. Земля в наследство — реж. Геннадий Красков
26. Здесь и трава родится красной — реж. Екатерина Вермишева
27. Знакомьтесь: олимпийская деревня — реж. Александр Воронцов
28. ИБР-2 — новый исследовательский реактор Дубны — реж. Леонид Махнач
29. ИЛ-86 — реж. Алла Соловьёва; при участии Внешторгрекламы
30. История одного мундира — реж. Леонид Кристи
31. Каждый труд благослови, удача — реж. Борис Карпов
32. К новым рубежам — реж. Леонид Гончаров; при участии ЦК ДОСААФ СССР
33. Конституция советской России — реж. Зоя Фомина
34. Концерт в Кремле — реж. Владлен Трошкин
35. Мальдивы — реж. Иван Галин
36. Москва, времена года — реж. Евгений Кряквин; при участии Гостелерадио СССР
37. На 18-м съезде ВЛКСМ. Спецвыпуск № 3. «Надежды партии оправдаем» — реж. Александр Андреев
38. На концерте Людмилы Зыкиной — реж. Василий Катанян
39. На страже мира и труда — реж. Олег Уралов
40. На юбилейных торжествах в Финляндии — реж. Кира Старокадомская
41. Наследники — реж. Тенгиз Семёнов
42. Наука — людям — реж. Георгий Бобров
43. Национальная выставка Болгарии в Москве — реж. Юрий Татулашвили
44. Новый день Афганистана — реж. Эмма Лещёва
45. Окрылённые парусами — реж. Александр Киселёв
46. Орбиты братства — реж. Александр Опрышко
47. Основной закон великой страны — реж. Юрий Монгловский
48. Палестинцы: право на жизнь — реж. Владимир Копалин
49. Памятник подвигу — реж. Зоя Фомина
50. Память народная — реж. Александр Киселёв; при участии Министерства культуры СССР
51. Парламентарии Австрии в Советском Союзе — реж. Семирамида Пумпянская
52. Парламентарии Кубы в СССР — реж. Маргарита Спрышкова
53. Парламентарии Лаоса в Советском Союзе — реж. Мария Панкина
54. Парламентарии Люксембурга в Советском Союзе — реж. Мария Гаврилова
55. Парламентарии Малайзии в СССР — реж. Лев Данилов
56. Парламентарии Республики Гвинея-Бисау в СССР — реж. Анатолий Хорьяков
57. Парламентарии Чехословакии в Советском Союзе — реж. Елена Геккер
58. Пионерская помощь металлургам — реж. Ирина Жуковская; при участии ВПО «Союзвторчермет»
59. Плакат и время — реж. Евгения Головня
60. По пути прогресса и сотрудничества — реж. Владимир Копалин
61. Под знаменем Великого Октября — реж. Зинаида Тузова
62. Под знаменем Октября — реж. Илья Гутман; при участии ССОД
63. Под знаменем пролетарского интернационализма — реж. Семирамида Пумпянская; при участии ВЦСПС
64. Посланцы народной демократической республики Йемен на юбилее Великого Октября
65. Праздник революционной Эфиопии — реж. Иван Галин
66. Праздник страны — реж. Владлен Трошкин
67. Праздник труда в Москве — реж. Александр Киселёв
68. Президент Демократической республики Мадагаскар в Советском Союзе — реж. Елена Геккер
69. Президент Мексики в Советском Союзе — реж. Игорь Бессарабов
70. Президент Республики Мадагаскар в Советском Союзе — реж. Елена Геккер
71. Президент Сирии в Москве — реж. Леонид Кристи
72. Премьер-министр королевства Марокко в СССР — реж. Кира Старокадомская
73. Профессия — политработник — реж. Геннадий Распопов; при участии Главпур СА и ВМФ
74. Путь письма — реж. Евгений Ефимов
75. Рассвет Октября — реж. Вячеслав Ходяков
76. Родник — реж. Станислав Раздорский
77. Родословная подвига — реж. Владимир Бойков, Семирамида Пумпянская
78. России сердце не забудет — реж. Вадим Раменский
79. Русская православная церковь в СССР — реж. Лев Данилов
80. Свет Октября — реж. Борис Рычков
81. Сердечное спасибо — реж. Лия Дербышева
82. Сердце Родины — реж. Александр Иванкин
83. Сквозь вечную мерзлоту — реж. Владимир Софронов
84. Скульптор Вучетич — реж. Александр Воронцов
85. Социалистическая экономическая интеграция — реж. Владилена Мусатова
86. Союз трудящихся земли — реж. Александр Павлов
87. СССР — Венгрия: дружба на все времена — реж. Зинаида Тузова
88. СССР — верный союзник арабских народов — реж. Александра Гаврилина
89. СССР — Финляндия: 30 лет дружбы — реж. Владимир Скитович
90. СССР — Финляндия. Дружба и доверие — реж. Иван Галин
91. Сын родины Коперника — реж. Галина Бурашева
92. ТАСС сообщает… — реж. Зоя Фомина
93. Твой театр — реж. Алексей Ханютин
94. «Тихие» американцы — реж. Екатерина Вермишева, Леонид Махнач
95. Третий трудовой — реж. Александр Андреев
96. Художественная летопись страны — реж. Римма Степанова
97. ЦДСА. Время, люди, жизнь… — реж. Игорь Гелейн
98. Человек на земле — реж. Владимир Коновалов
99. Четыре дня в мае — реж. Анатолий Колошин
100. Эксперимент на себе — реж. Ирина Жуковская
101. Экспорт энергетического оборудования — реж. Борис Рычков
102. Электротехника сегодня — реж. Елена Залкинд; при участии Внешторгрекламы
103. Эти прекрасные мгновения — реж. Игорь Бганцев, Вячеслав Ходяков
104. Юбилей комсомола — реж. Леонид Махнач
105. Я жду тебя, олимпиец — реж. Вячеслав Ходяков

### 1979
1. 60 лет восстановленного патриаршества — реж. Борис Карпов; при участии Московской патриархии
2. А где-то над ними синее небо — реж. Игорь Гелейн
3. Барьер — реж. Геннадий Распопов
4. Безумие. Размышления о себестоимости убийства — реж. Александр Медведкин
5. Будапешт: братская встреча — реж. Василий Катанян
6. Будущее планеты — реж. Василий Катанян, Тамара Лаврова; при участии Исполнительного комитета СО Красного Креста, ЦК Болгарского Красного Креста
7. В интересах мира и подлинного добрососедства — реж. Александр Павлов
8. Великая Отечественная война / Неизвестная война (№ 1 22 июня 1941) — реж. Роман Кармен; при участии Эйр Тайм Интернейшнл
9. Великая Отечественная война / Неизвестная война (№ 2 Битва за Москву) — реж. Илья Гутман; при участии Эйр Тайм Интернейшнл
10. Великая Отечественная война / Неизвестная война (№ 3 Блокада Ленинграда) — реж. Тенгиз Семёнов; при участии Эйр Тайм Интернейшнл
11. Великая Отечественная война / Неизвестная война (№ 4 Партизаны. Война в тылу врага) — реж. Василий Катанян; при участии Эйр Тайм Интернейшнл
12. Великая Отечественная война / Неизвестная война (№ 5 На Восток) — реж. Игорь Григорьев; при участии Эйр Тайм Интернейшнл
13. Великая Отечественная война / Неизвестная война (№ 6 Война в Арктике) — реж. Леонид Кристи; при участии Эйр Тайм Интернейшнл
14. Великая Отечественная война / Неизвестная война (№ 7 Оборона Сталинграда) — реж. Семирамида Пумпянская; при участии Эйр Тайм Интернейшнл
15. Великая Отечественная война / Неизвестная война (№ 8 Победа под Сталинградом) — реж. Семирамида Пумпянская; при участии Эйр Тайм Интернейшнл
16. Великая Отечественная война / Неизвестная война (№ 9 Битва за Кавказ) — реж. Джемма Фирсова; при участии Эйр Тайм Интернейшнл
17. Великая Отечественная война / Неизвестная война (№ 10 Величайшее танковое сражение) — реж. Тенгиз Семёнов; при участии Эйр Тайм Интернейшнл
18. Великая Отечественная война / Неизвестная война (№ 11 Война в воздухе) — реж. Зоя Фомина; при участии Эйр Тайм Интернейшнл
19. Великая Отечественная война / Неизвестная война (№ 12 Битва на море) — реж. Семён Киселёв; при участии Эйр Тайм Интернейшнл
20. Великая Отечественная война / Неизвестная война (№ 13 Освобождение Украины) — реж. Лев Данилов; при участии Эйр Тайм Интернейшнл
21. Великая Отечественная война / Неизвестная война (№ 14 Освобождение Белоруссии) — реж. Игорь Гелейн; при участии Эйр Тайм Интернейшнл
22. Великая Отечественная война / Неизвестная война (№ 15 От Карпат на Балканы и Вену) — реж. Игорь Гелейн; при участии Эйр Тайм Интернейшнл
23. Великая Отечественная война / Неизвестная война (№ 16 Освобождение Польши) — реж. Илья Гутман; при участии Эйр Тайм Интернейшнл
24. Великая Отечественная война / Неизвестная война (№ 17 Союзники) — реж. Нина Соловьёва; при участии Эйр Тайм Интернейшнл
25. Великая Отечественная война / Неизвестная война (№ 18 Битва за Берлин) — реж. Александра Рыбакова; при участии Эйр Тайм Интернейшнл
26. Великая Отечественная война / Неизвестная война (№ 19 Последнее сражение войны) — реж. Игорь Григорьев; при участии Эйр Тайм Интернейшнл
27. Великая Отечественная война / Неизвестная война (№ 20 Неизвестный солдат) — реж. Роман Кармен; при участии Эйр Тайм Интернейшнл
28. Взгляд на Советский Союз — реж. Павел Касаткин, Евгений Легат; при участии Торгово-промышленной палаты СССР
29. Визит Абдель Фаттаха Исмаила в Советский Союз — реж. Зоя Фомина
30. Визит А. Н. Косыгина в Индию — реж. Владимир Копалин
31. Визит А. Н. Косыгина в Социалистическую Эфиопию — реж. Александр Воронцов
32. Визит в СССР Председателя временного военного административного Совета Социалистической Эфиопии — реж. Владимир Копалин
33. Визит премьер-министра Индии Морарджи Десаи в СССР — реж. Тамара Лаврова
34. Визит премьер-министра Ямайки в Советский Союз — реж. Мария Гаврилова
35. Во имя благородной цели — реж. Леонид Кристи; при участии ССОД
36. Возвращение «Сатурнов» — реж. Зинаида Тузова
37. Время, вперёд — реж. Ираида Егорова
38. Все лучшее в тебе — реж. Владимир Скитович
39. Выбор — реж. Мария Гаврилова
40. Высокий гость из Греции — реж. Леонид Кристи
41. Гордость страны — Магнитогорск — реж. Александр Павлов
42. Делегация Народного Совета Сирии в СССР — реж. Игорь Григорьев
43. Делегация национального панчаята Непала в СССР — реж. Леонид Махнач; при участии   Министерства просвещения СССР
44. Демократическая республика Сан-Томе и Принсипи — реж. Юрий Егоров, Олег Лебедев
45. Детство — реж. Зинаида Тузова
46. Дни Берлина в Москве — реж. Георгий Бобров
47. Добрые наши обряды — реж. Вера Федорченко
48. Дом у дороги (Кинолетопись БАМа № 6) — реж. Владлен Трошкин
49. Дорогами памяти — реж. Екатерина Андриканис
50. Дорогой Ленина — реж. Аркадий Зенякин; при участии Торгово-промышленной палаты СССР
51. Дружба и сотрудничество — реж. Галина Бурашева
52. Дружба с народами Африки — реж. Александр Воронцов; при участии ССОД
53. Европа: шаги разрядки — реж. Нина Соловьёва
54. Живой Ленин — реж. Василий Катанян
55. Жить на Севере — реж. Эдуард Киселёв
56. Заветная стезя — реж. Борис Карпов
57. Застава — реж. Галина Бурашева
58. Звёзды встречаются в Москве — реж. Маргарита Киселёва
59. Земля самая чистая (Гжель) — реж. Анатолий Панин
60. Знамя Октября — знамя мира — реж. Зоя Фомина
61. И плывёт теплоход — реж. Ирина Жуковская
62. Из искр великого почина — реж. Тамара Лаврова
63. Индонезийские парламентарии в Советском Союзе — реж. Василий Катанян
64. Иран: когда поднимается народ — реж. Ирина Свешникова
65. Искусство для народа — реж. Лидия Рамазина; при участии Всесоюзной художественной лотереи
66. К 20-летию общества советско-китайской дружбы. Во имя благородной цели — реж. Леонид Кристи
67. К берегам Эллады — реж. Александр Воронцов
68. Кампучия: народ, который хотели убить — реж. Екатерина Вермишева
69. Кино рассказывает о себе — реж. Александр Микриков
70. Кинодокументы наших дней — реж. Галина Бурашева
71. Когда приходит старость — реж. Алла Соловьёва; при участии Гостелерадио СССР
72. Конгрессмены США в СССР — реж. Галина Мусинова
73. Конструктор Исаев — реж. Геннадий Распопов
74. Краков помнит Ленина — реж. Семирамида Пумпянская
75. Красная гвоздика — реж. Олег Уралов
76. Красный дьявол
77. Кто сеет ветер — реж. Екатерина Вермишева
78. Лайнеры городских улиц — реж. Вячеслав Ходяков
79. Лаос: становление республики — реж. Ирина Свешникова
80. Мальдивы — реж. Иван Галин
81. Миллионы творцов — реж. Римма Степанова
82. Мир детству твоему — реж. Галина Бурашева
83. Москва готовится к Олимпиаде — реж. Игорь Григорьев
84. Москва ждёт Олимпиаду-80 — реж. Семён Киселёв
85. На переднем крае мира — реж. Ирина Свешникова
86. Навстречу миру — реж. Аркадий Зенякин
87. Нанайский портрет — реж. Евгений Кряквин
88. Народный депутат — реж. Леонид Махнач
89. Наша молодёжь — реж. Александр Микриков, Александр Опрышко
90. Нести в массы слово партии — реж. Александр Павлов
91. Никарагуа: крах диктатуры — реж. Тамара Лаврова
92. Норвегия — 35 лет спустя — реж. Иван Галин
93. Обвиняют дети — реж. Зинаида Тузова
94. Одиннадцатый Московский Международный — реж. Георгий Бобров
95. Олимпиада ждёт гостей — реж. Николай Генералов
96. ОСВ — надежда мира — реж. Александр Павлов
97. Осторожно! Маоизм! — реж. Александр Медведкин
98. Отдать борьбе всего себя — реж. Александр Кочетков; при участии Гостелерадио СССР
99. Память народа — реж. Вадим Раменский; при участии Торгово-промышленной палаты СССР
100. Парламентарии Индии в СССР — реж. Александр Воронцов
101. Парламентарии Мадагаскара в СССР — реж. Борис Карпов
102. Планы и жизнь (7 серия. «69 параллель») — реж. Владимир Софронов; при участии Гостелерадио СССР
103. Планы и жизнь. (8 серия. «Мы строим») — реж. Владилена Мусатова; при участии Гостелерадио СССР
104. Польские парламентарии в Советском Союзе — реж. Александр Воронцов
105. Премьер-министр Малайзии в СССР — реж. Сергей Киселёв
106. Приглашение к танцу — реж. Юрий Татулашвили; при участии ССОД
107. Рабочий класс СССР — реж. Вадим Раменский; при участии Торгово-промышленной палаты СССР
108. Равнение на мужество — реж. Лия Дербышева
109. Равные права — равные возможности — реж. Людмила Тусеева; при участии Торгово-промышленной палаты СССР
110. Репортаж с границ Вьетнама — реж. Екатерина Вермишева
111. Рядом с солдатом — реж. Игорь Гелейн
112. С дружественным визитом — реж. Семирамида Пумпянская
113. Сатирический плакат — реж. Евгений Федяев; при участии ВГО «Союзкнига»
114. Свидание — реж. Пётр Мостовой
115. Сговор — реж. Ирина Свешникова
116. Севастополь, Севастополь… — реж. Дмитрий Рымарев
117. Сенаторы Соединенных Штатов Америки в СССР — реж. Тенгиз Семёнов
118. Синема в России — реж. Борис Карпов, Павел Русанов
119. Слово о недобром юбилее — реж. Александр Кочетков, Игорь Бессарабов
120. Советские стратегические — реж. Александра Рыбакова
121. Советские фильмы за рубежом — реж. Александр Иванкин
122. Совтрансавто — ваш надёжный партнёр — реж. Юрий Татулашвили; при участии Совтрансавто
123. Солдаты победы — реж. Галина Кудряшова
124. Спорт Страны Советов — реж. Александра Рыбакова; при участии Гостелерадио СССР
125. СССР — ГДР. Великая сила единства — реж. Вячеслав Ходяков
126. СССР — Финляндия: страницы дружбы — реж. Борис Рычков
127. СССР — Франция: встреча на высшем уровне — реж. Вадим Раменский
128. Таиландские парламентарии в СССР — реж. Вадим Раменский
129. Такой это был человек, Рем Хохлов — реж. Вадим Раменский
130. Товарищи дружинники — реж. Лев Данилов
131. Третьего не дано — реж. Людмила Тусеева
132. У истоков советского кино — реж. Зоя Фомина
133. У опасной черты — реж. Римма Степанова
134. Фестиваль дружбы — реж. Игорь Гелейн
135. Фестиваль «Русская зима» — реж. Вера Федорченко; при участии ССОД
136. ФРГ — урок немецкого — реж. Анатолий Колошин
137. Халхин-Гол. Год 1939-й — реж. Марина Бабак
138. Хафез Асад в Советском Союзе — реж. Тамара Лаврова
139. Человек на своем месте — реж. Геннадий Распопов
140. Это на всю жизнь / Через всю жизнь — реж. Игорь Григорьев
141. Юбилей Народной Польши — реж. Георгий Голубов
142. Я живу в гимнастике — реж. Владимир Коновалов; при участии Гостелерадио СССР
143. ЯК-42 — реж. Лия Файнберг

### 1980
1. № 7 Максималисты. (Кинолетопись БАМа) — реж. Владлен Трошкин
2. Без права на ошибку — реж. Анатолий Хорьяков
3. Билет на Олимпиаду — реж. Вячеслав Ходяков
4. Визит делегации Республики Никарагуа в Советский Союз — реж. Леонид Махнач
5. Визит дружбы. Бабрак Кармаль в СССР — реж. Владлен Трошкин
6. Визит партийно-государственной делегации Анголы в СССР — реж. Александр Павлов
7. Визит партийно-правительственной делегации Сирии в СССР — реж. Пётр Мостовой
8. Визит президента республики Индии в СССР — реж. Александр Кочетков
9. Войди в дом крестьянина — реж. Владимир Коновалов
10. Вручение Ленинской премии Леониду Ильичу Брежневу — реж. Екатерина Вермишева
11. Всегда друзья — реж. Лев Данилов
12. Всемирный парламент народов — реж. Галина Бурашева
13. Всё для блага народа — реж. Александр Воронцов
14. Встреча с Михаилом Исаковским — реж. Зоя Фомина
15. Высокий гость из Демократического Йемена в Москве — реж. Леонид Кристи
16. Высокое небо Монголии — реж. Лев Данилов, Ц. Зандра
17. Высшая награда Родины — реж. Римма Степанова
18. Гость из социалистической Эфиопии — реж. Александр Кочетков
19. Готовьтесь родине служить! — реж. Владимир Софронов
20. Две матери — реж. Иван Галин
21. День коммунистического труда — реж. Александр Андреев
22. Десятый председатель — реж. Александр Иванкин
23. Детство Твардовского — реж. Игорь Гелейн
24. Дорога на Богучаны — реж. Эдуард Киселёв
25. Думы о Куликовом поле — реж. Борис Карпов
26. Дружба на века — реж. Римма Степанова
27. За рулём автолюбитель — реж. Александр Андреев; при участии ГУ ГАИ МВД СССР
28. Заговор против Республики — реж. Ирина Свешникова
29. Звёздный — реж. Аркадий Зенякин
30. Земля спросит — реж. Геннадий Красков
31. Золотая Звезда Героя — реж. Тамара Лаврова; при участии ССОД
32. И помнит мир спасённый — реж. Вячеслав Ходяков
33. Иерусалим — реж. Олег Уралов
34. К звёздам — вместе — реж. Владлен Трошкин
35. Книги — специалистам — реж. Евгений Федяев; при участии «Союзкниги»
36. Космический старт Вьетнама — реж. Зинаида Тузова
37. Костёр по четвергам — реж. Игорь Григорьев
38. Крепнет советско-польское сотрудничество — реж. Елена Геккер
39. Легка ли земля Кубани — реж. Лия Дербышева
40. Ленин и время — реж. Леонид Кристи, Александр Иванкин
41. Ленин. Семь лет в Швейцарии — реж. Борис Рычков
42. Максимка из Кампучии — реж. Евгений Аккуратов
43. Манеж — реж. Евгений Кряквин
44. Молодые гости Олимпиады-80 — реж. Александр Опрышко
45. Мстислав Келдыш — реж. Геннадий Распопов
46. На выставке «60 лет советского кино» — реж. Василий Катанян
47. На Мадридской встрече — реж. Александр Павлов
48. На одной орбите — реж. Игорь Бессарабов
49. На поле Куликовом — реж. Борис Карпов
50. На съезде венгерских коммунистов — реж. Вадим Раменский
51. На форуме польских коммунистов — реж. Екатерина Вермишева
52. Навстречу великому событию — реж. Леонид Кристи; при участии ССОД
53. Наш дом — реж. Галина Бурашева
54. Наш Свердловский район
55. Новый рубеж — новая высота — реж. Алла Соловьёва
56. Организация торгового обслуживания на играх XXII Олимпиады — реж. Александра Рыбакова; при участии Минестерства торговли СССР
57. От имени всех нас — реж. Владимир Шорохов
58. От площади Красной до Красной реки — реж. Семирамида Пумпянская
59. Парижская встреча коммунистов — реж. Галина Бурашева
60. Парламентарии Кипра в СССР — реж. Николай Генералов
61. Парламентарии Маврикия в СССР — реж. Леонид Махнач
62. Парламентарии Мозамбика в СССР — реж. Зинаида Тузова
63. Парламентарии Нигерии в СССР — реж. Леонид Махнач
64. Парламентарии Республики Шри Ланка в СССР — реж. Игорь Бессарабов
65. Планы и жизнь. 11 серия. «Три поля под одним небом» — реж. Владилена Мусатова
66. По примеру отцов — реж. Елена Геккер
67. По пути Великого Октября — реж. Александр Воронцов
68. Поезд особого назначения — реж. Юрий Татулашвили
69. Похороны вождя — реж. Маргарита Киселёва; при участии Центрального музея им. В. И. Ленина
70. Почему плакал Миша-олимпиец — реж. Татьяна Чубакова
71. Праздник весны и труда — реж. Александра Рыбакова
72. Праздник социалистической демократии — реж. Александр Павлов
73. Репортаж с Карибского меридиана — реж. Екатерина Вермишева
74. С днём рождения, Октябрь — реж. Галина Бурашева
75. Сионизм-стрит — реж. Олег Уралов
76. Словарь — реж. Станислав Раздорский, П. Флак
77. Советско-французская встреча в Варшаве — реж. Борис Карпов
78. Совинфильм — реж. Екатерина Андриканис
79. Солдаты народа, солдаты мира — реж. Александр Кочетков
80. Солдаты Сопротивления — реж. Тенгиз Семёнов
81. Союз во имя мира — реж. Игорь Бессарабов
82. Спорт для всех и каждого — реж. Александр Опрышко, Сергей Швецов; при участии ССОД
83. Срочно требуются единомышленники — реж. Ирина Жуковская
84. СССР — Кампучия: визит дружбы — реж. Георгий Бобров
85. СССР — Румыния: дружба и сотрудничество — реж. Римма Степанова
86. СССР — ФРГ: в интересах разрядки и сотрудничества — реж. Галина Бурашева
87. Старт в великое будущее — реж. Владлен Трошкин
88. Стройиндустрия столицы — Олимпиаде-80 — реж. Сергей Киселёв; при участии Мосоргстройматериалы
89. Твой телефон, Москва — реж. Вадим Раменский
90. Товарищ мужчина — реж. Александр Микриков
91. Трудная Олимпиада в Лейк-Плесиде — реж. Владимир Коновалов
92. Урхо Кекконен в СССР — реж. Леонид Махнач
93. Фестиваль «Русская зима» — реж. Вера Федорченко; при участии ССОД
94. Храним мы землю от войны — реж. Александр Воронцов; при участии Гостелерадио СССР
95. Этот «свободный» мир — реж. Леонид Махнач
96. Я люблю свою землю — реж. Зинаида Тузова; при участии ССОД

## 1981—1990

### 1981
1. IV съезд советских кинематографистов — реж. Геннадий Распопов
2. 60-летие Советского Дагестана — реж. Иван Галин
3. Академическая гребля. Олимпиада-80 — реж. Ирина Жуковская
4. Алжирские парламентарии в СССР — реж. Галина Бурашева
5. Береги этот вечный свет — реж. Анатолий Колошин
6. Ближний Восток: боль, тревога, надежда — реж. Олег Арцеулов, Владимир Копалин
7. Бокс. Олимпиада-80 — реж. Александр Иванкин
8. Боль и гнев Сальвадора — реж. Тамара Лаврова
9. Борис Стомоняков из Стомонеци — реж. Леонид Кристи; при участии Совинфильма
10. Бригада — реж. Юрий Татулашвили
11. Бронепоезд особого назначения (кинолетопись БАМа № 11) — реж. Владлен Трошкин
12. В древней Калуге, в юной Калуге — реж. Евгений Аккуратов
13. Верность земле — реж. Игорь Григорьев
14. Велоспорт-трек. Олимпиада-80 — реж. Владимир Коновалов
15. Велоспорт — шоссе. Олимпиада-80 — реж. Владимир Коновалов
16. Визит мира и дружбы — реж. Вячеслав Ходяков
17. Визит Монгольских парламентариев в СССР — реж. Аркадий Зенякин
18. Визит Муамара Каддафи в Советский Союз — реж. Тенгиз Семёнов
19. Визит парламентариев Сирийской Арабской республики в СССР — реж. Борис Карпов
20. Визит Президента Йеменской Арабской республики в СССР — реж. Семирамида Пумпянская
21. Визит президента Народной республики Мозамбик С. М. Машела в СССР — реж. Пётр Мостовой
22. Волейбол. Олимпиада-80 — реж. Александра Рыбакова
23. Высокие гости из Танзании — реж. Александр Кочетков
24. Высокое звание — реж. Зинаида Тузова; при участии ССОД
25. Город встречает праздник — реж. Римма Степанова
26. Двадцать эмблем на стекле — реж. Елена Геккер; при участии Управления ГАИ УВД Мособлисполкома
27. Дело всех и каждого — реж. Георгий Бобров; при участии Комитета защиты мира
28. День как день — реж. Александр Воронцов
29. Дороги Нечерноземья — реж. Геннадий Красков
30. Дружбе и братству верны — реж. Марина Бабак
31. Живая связь времён — реж. Зоя Фомина
32. За безъядерный Север — реж. Василий Катанян
33. Земля художника Шилова — реж. Станислав Раздорский
34. И взошла заря (Всего дороже № 7) — реж. Игорь Григорьев, Илья Гутман, Семирамида Пумпянская, Тенгиз Семёнов
35. Интурист показывает. Москва — реж. Игорь Гелейн; при участии Интуриста
36. Их ждёт театр  — реж. Геннадий Красков; при участии ССОД
37. К новым рубежам — реж. Лия Дербышева; при участии ССОД
38. Каждый из нас (кинорейд «Комсомольского прожектора») — реж. Александр Иванкин
39. Как Феникс из пепла (Всего дороже № 6) — реж. Игорь Григорьев, Илья Гутман, Семирамида Пумпянская, Тенгиз Семёнов
40. Качество продукции — забота общая — реж. Лидия Рамазина
41. Командиры восьмидесятых — реж. Александр Воронцов; при участии Главпур СА и ВМФ
42. Конный спорт. Олимпиада-80 — реж. Владимир Софронов
43. Крах операции «Тайфун» — реж. Вячеслав Ходяков
44. Курт Вальдхайм в СССР — реж. Анатолий Колошин
45. Любимый театр — реж. Игорь Гелейн
46. Майя Плисецкая — реж. Василий Катанян
47. Марш мира — реж. Леонид Махнач; при участии Комитета защиты мира
48. Мир или война (Всего дороже) — реж. Игорь Григорьев, Илья Гутман, Семирамида Пумпянская, Тенгиз Семёнов
49. Мы за мир и сотрудничество — реж. Ирина Жуковская; при участии Торгово-промышленной палаты СССР
50. Мы любим спорт — реж. Евгений Легат; при участии Торгово-промышленной палаты СССР
51. На XXVI съезде. «Во имя мира и социализма» — реж. Александр Павлов
52. На XXVI съезде. «Ленинским курсом» — реж. Леонид Махнач
53. На XXVI съезде КПСС. «Благо народа — высшая цель партии» — реж. Владлен Трошкин
54. На XXVI съезде КПСС. «Во имя мира, демократии и прогресса» — реж. Нина Соловьёва
55. На XXVI съезде КПСС. «Всепобеждающее знамя Ленина» — реж. Леонид Махнач
56. На XXVI съезде КПСС. «Высшая цель — коммунизм» — реж. Игорь Бессарабов
57. На XXVI съезде КПСС. «Дело партии — дело народа» — реж. Александр Павлов
58. На XXVI съезде КПСС. «Планы партии претворим в жизнь» — реж. Александр Павлов
59. На XXVI съезде КПСС. «С партией — весь народ» — реж. Леонид Кристи
60. Надо мечтать (Всего дороже № 8) — реж. Игорь Григорьев, Илья Гутман, Семирамида Пумпянская, Тенгиз Семёнов
61. Обгоняющие время (Всего дороже № 2) — реж. Игорь Григорьев, Илья Гутман, Семирамида Пумпянская, Тенгиз Семёнов
62. Отечеству предан — реж. Екатерина Андриканис
63. Новостройки Москвы — реж. Алла Соловьёва
64. Оружием сатиры — реж. Александр Микриков
65. Оффис в Москве — реж. Аркадий Зенякин
66. Парламентарии Бразилии в СССР — реж. Леонид Кристи
67. Парламентарии Дании в СССР — реж. Тамара Лаврова
68. Парламентарии Заира в СССР — реж. Римма Степанова
69. Парламентарии Исландии в СССР — реж. Игорь Гелейн
70. Парламентарии Мексики в СССР — реж. Семирамида Пумпянская
71. Парламентарии Народной Демократической Республики Йемен в СССР — реж. Семирамида Пумпянская
72. Парламентарии Перу в Советском Союзе — реж. Сергей Швецов
73. Парламентарии Республики Сейшельские острова в СССР — реж. Владлен Трошкин
74. Партия — авангард советского народа — реж. Леонид Махнач
75. Парторг (Кинолетопись БАМа № 8) — реж. Владлен Трошкин
76. Первый день мира (Всего дороже № 1) — реж. Игорь Григорьев, Илья Гутман, Семирамида Пумпянская, Тенгиз Семёнов
77. Песни над Тихой Сосной — реж. Павел Русанов
78. Писатель и время — реж. Александр Воронцов
79. Планы и жизнь. «Земля кубанская» — реж. Анатолий Хорьяков; при участии Гостелерадио СССР
80. Планы и жизнь. «Социальная программа» — реж. Владилена Мусатова; при участии Гостелерадио СССР
81. По пути укрепления дружбы — реж. Илья Гутман
82. Подвиг возрождения (Всего дороже № 5) — реж. Игорь Григорьев, Илья Гутман, Семирамида Пумпянская, Тенгиз Семёнов
83. Поддержка справедливого дела — реж. Владимир Копалин
84. Поезд мира и дружбы — реж. Владлен Трошкин
85. Поезд стоит 120 минут — реж. Вадим Раменский
86. Познать самого себя — реж. Геннадий Красков; при участии ЦК ВЛКСМ
87. Понимать друг друга — реж. Лия Дербышева
88. Праздник мира, труда и весны — реж. Алла Соловьёва
89. Праздничный концерт — реж. Владимир Коновалов; при участии Торгово-промышленной палаты СССР
90. Призыв к миру — реж. Владлен Трошкин
91. Рабочее время — работе — реж. Александр Андреев
92. Репортаж с кинофестиваля — реж. Аркадий Зенякин
93. Симфония мира — реж. Пётр Мостовой
94. Скорый до Кунермы (Кинолетопись БАМа № 12) — реж. Владлен Трошкин
95. Скульптор Мераб Бердзенишвили — реж. Юрий Татулашвили; при участии ССОД
96. Слово женщин о мире — реж. Зинаида Тузова
97. Содружество равных — реж. Александр Микриков; при участии ССОД
98. София, русский бульвар — реж. Леонид Кристи
99. Союз равноправных народов — реж. Владилена Мусатова; при участии Торгово-промышленной палаты СССР
100. СССР — Австрия: в интересах сотрудничества — реж. Василий Катанян
101. СССР — Алжир: новые вехи дружбы — реж. Алла Соловьёва
102. СССР — Конго: дружба, сотрудничество — реж. Леонид Махнач
103. СССР — МНР: равноправные партнёры — реж. Лев Данилов; при участии Торгово-промышленной палаты СССР
104. Съезд партии Ленина — реж. Борис Рычков
105. Такой солдат непобедим / Учения «Запад-81» — реж. Александр Воронцов, Илья Гутман
106. Твой мир, твоя земля — реж. Татьяна Чубакова
107. Товарищ мужчина — реж. Александр Микриков
108. Торговля — путь к миру — реж. Аркадий Зенякин; при участии Торгово-промышленной палаты СССР
109. Торжественный концерт в Кремле — реж. Владимир Коновалов
110. Трудное поле (Всего дороже № 3) — реж. Игорь Григорьев, Илья Гутман, Семирамида Пумпянская, Тенгиз Семёнов
111. Тяжёлая атлетика. Олимпиада-80 — реж. Игорь Григорьев
112. Урок на всю жизнь — реж. Александра Рыбакова
113. Хлеб-соль (Кинолетопись БАМа № 9) — реж. Владлен Трошкин
114. Цветы в океане — реж. Александр Опрышко
115. Центральная Америка: ставка на террор — реж. Ирина Свешникова
116. Человек, спаси планету Земля — реж. Нина Соловьёва; при участии ССОД
117. Через гуманизм — к миру — реж. Василий Катанян; при участии Исполнительного комитета СО Красного Креста
118. Экран и время — реж. Аркадий Зенякин
119. Этажи бригады Травкина — реж. Александр Павлов
120. Эхо прошедшей войны — реж. Александр Кочетков

### 1982
1. V съезд художников РСФСР — реж. Сергей Швецов
2. XVII съезд профсоюзов. Программа созидания и мира (спецвыпуск № 1) — реж. Леонид Махнач
3. XVII съезд профсоюзов. На благо людей (спецвыпуск № 2) — реж. Александр Опрышко
4. XVII съезд профсоюзов. На благо людей (спецвыпуск № 3) — реж. Галина Бурашева
5. XVII съезд профсоюзов. К новым трудовым свершениям (спецвыпуск № 4) — реж. Владлен Трошкин
6. XIX съезд ВЛКСМ. Мы — молодая гвардия страны (спецвыпуск № 1) — реж. Марина Бабак
7. XIX съезд ВЛКСМ. Жить, работать и учиться по-ленински (спецвыпуск № 2) — реж. Александр Опрышко
8. XIX съезд ВЛКСМ. Делу Ленина и партии верны (спецвыпуск № 3) — реж. Александр Иванкин
9. 60 лет СССР. Под ленинским знаменем дружбы народов (спецвыпуск № 2) — реж. Александр Павлов
10. 60 лет СССР. Союз, рождённый волей народов (спецвыпуск №1) — реж. Галина Бурашева
11. Афганистан, сплоченность в борьбе — реж. Игорь Бганцев
12. Бейрут. Август 1982 — реж. Олег Арцеулов, Владимир Копалин
13. В интересах мира и разоружения — реж. Марина Бабак
14. Верность великому почину — реж. Галина Бурашева, Василий Катанян
15. Верный сын партии и народа — реж. Илья Гутман
16. Взгляд на свой город — реж. Аркадий Левитан
17. Визит Али Насера Мухамеда в СССР — реж. Игорь Григорьев
18. Визит дружбы и братства — реж. Илья Гутман
19. Визит Менгисту Хайле Мариама в СССР — реж. Тамара Лаврова
20. Визит парламентариев КНДР в СССР — реж. Игорь Бессарабов
21. Визит партийно-государственной делегации ПНР в Москву — реж. Василий Катанян
22. Визит партийно-правительственной делегации Гренады в СССР — реж. Илья Гутман
23. Визит Президента Республики Кипр в СССР — реж. Александр Кочетков
24. Визит румынских парламентариев в СССР — реж. Леонид Махнач
25. Во имя братской дружбы — реж. Галина Бурашева
26. Во имя дружбы и сотрудничества — реж. Игорь Григорьев
27. Во имя священного дара жизни / Всемирная конференция религиозных деятелей в Москве — реж. Владимир Копалин; при участии Московской патриархии
28. Волжский автомобильный — реж. Евгений Кряквин; при участии Торгово-промышленной палаты СССР
29. Всё начинается с билета — реж. Владимир Скитович
30. Вспоминая Харламова — реж. Игорь Гелейн
31. Высокая трибуна сцены — реж. Пётр Мостовой
32. Где родился и рос / Наставники молодых — реж. Александр Иванкин
33. Границы Отчизны — реж. Владимир Скитович
34. Гимнастика… поиск продолжается — реж. Владимир Коновалов
35. Государственная делегация Республики Никарагуа в СССР — реж. Игорь Бессарабов
36. Государственный гимн Союза Советских Социалистических республик — реж. Илья Гутман
37. Грань мужества — реж. Аркадий Зенякин
38. Дела снабженческие — реж. Ирина Жуковская
39. Делегация Народной Ассамблеи Мозамбика в СССР — реж. Илья Гутман
40. Делегация сейма Польской Народной Республики в СССР — реж. Семирамида Пумпянская
41. Дорогой мира и труда — реж. Борис Рычков
42. Друг наш Индия — реж. Юрий Егоров, Олег Лебедев
43. Дуэт на льду — реж. Владимир Коновалов
44. Единство цели — реж. Ирина Жуковская
45. Ему было 23 — реж. Геннадий Красков
46. Заветам Ленина верны — реж. Владимир Софронов; при участии ЦК ДОСААФ СССР
47. За взлётом взлёт — реж. Иван Галин
48. Знамя боевое — реж. Тенгиз Семёнов; при участии Главпур СА и ВМФ
49. Когда в соседях есть доверие — реж. Анатолий Колошин
50. Когда рассеиваются туманы лжи — реж. Ирина Свешникова
51. Кое-что о Британии — реж. Игорь Гелейн
52. Конституция СССР и советские законы — реж. Владимир Софронов; при участии ССОД
53. Корабелы Севастополя — реж. Юрий Татулашвили
54. Король Иордании Хусейн Бен Талал в СССР — реж. Александр Кочетков
55. Культурно-бытовому строительству — индустриальную основу — реж. Семён Киселёв
56. Л. И. Брежнев — страницы жизни — реж. Илья Гутман; при участии ССОД
57. Мальчик на красном коне — реж. Леонид Кристи
58. Мангышлак — биография продолжается — реж. Татьяна Чубакова
59. Маршрутами подвига — реж. Вера Федорченко
60. Мир тебе, нам всем — реж. Римма Степанова
61. Мир яростный и прекрасный — реж. Геннадий Распопов
62. Молодые хозяева страны — реж. Александр Андреев, Владлен Трошкин
63. Московские каникулы — реж. Тамара Лаврова
64. Музей советского Красного Креста — реж. Лидия Рамазина; при участии Исполнительного комитета СО Красного Креста
65. На вечные времена — реж. Зинаида Тузова
66. Наглядная агитация на стройке — реж. Семён Киселёв
67. На селе новоселье — реж. Владимир Коновалов
68. Нам шестьдесят — реж. Владилена Мусатова
69. Народный депутат — реж. Анатолий Хорьяков
70. Нас 130 миллионов — реж. Александр Павлов
71. Наш телекс 411 388 — реж. В. Баратов; при участии ВЗК Техвнешреклама
72. Необыкновенный театр — реж. Вера Федорченко; при участии ССОД
73. Неофашизм — реж. Екатерина Вермишева
74. Нет ничего важнее мира — реж. Зоя Фомина
75. Обвиняются в геноциде — реж. Александр Павлов
76. Огонь вечной славы — реж. Леонид Махнач
77. Оперативный комсомольский отряд действует — реж. Владимир Шорохов
78. Памятник у Байкала (Кинолетопись БАМа № 14) — реж. Владлен Трошкин
79. Память народа — реж. Владлен Трошкин
80. Парламентарии Анголы в СССР — реж. Александр Воронцов
81. Парламентарии Венесуэлы в СССР — реж. Вячеслав Ходяков
82. Парламентарии Кампучии в Советском Союзе — реж. Екатерина Вермишева
83. Парламентарии Кипра в СССР — реж. Игорь Григорьев
84. Парламентарии Республики Острова Зелёного Мыса в СССР — реж. Леонид Кристи
85. Пентагон (новая редакция) — реж. Екатерина Вермишева
86. Плакат — зеркало времени — реж. Василий Катанян
87. Плакаты о передовиках производства — реж. Сергей Швецов
88. Под знамёнами Первомая — реж. Зинаида Тузова
89. По комсомольскому календарю — реж. Александр Андреев
90. Последний десант (Кинолетопись БАМа № 13) — реж. Владлен Трошкин
91. Похищение Европы — реж. Леонид Махнач
92. Похождения Ярослава Гашека в рассказах Йозефа Швейка / Не стреляйте, здесь люди ! — реж. Станислав Раздорский
93. Президент Финляндии в Советском Союзе — реж. Марина Бабак
94. Принадлежу к рабочему классу — реж. Вадим Раменский
95. Произведения Брежнева — реж. Семирамида Пумпянская; при участии Внешторгрекламы
96. Раиса Стручкова — реж. Вадим Раменский
97. Размышления о доме Герцена — реж. Игорь Гелейн
98. Разумом и силой мы победим / Подставь плечо Родине — реж. Александр Киселёв
99. Ритмы голубой магистрали — реж. Зоя Фомина
100. Родное Подмосковье — реж. Анатолий Хорьяков
101. Свобода совести. О положении религий в СССР — реж. Владимир Копалин
102. Сергей Бондарчук — реж. Борис Карпов; при участии Гостелерадио СССР
103. Сионизм перед судом истории / Сионизм: приговор выносит история — реж. Олег Уралов
104. Слово о вещах — реж. Лия Дербышева
105. Советуясь с Лениным — реж. Семирамида Пумпянская
106. Солдат Семён Мирный — реж. Леонид Кристи
107. Спасибо, музыка, за то… — реж. Лев Данилов
108. Спорт отважных — реж. Елена Геккер
109. СССР — Индия, могучее дерево дружбы — реж. Александр Павлов
110. Строители — реж. Александр Микриков; при участии ССОД
111. Танцы на льду — реж. Владимир Коновалов
112. Трасса — реж. Анатолий Панин
113. Трудная должность быть революционером — реж. Игорь Бессарабов
114. Университет миллионов — реж. Исаак Грек
115. Учиться работать с первоисточниками — реж. Исаак Грек
116. Ферма Тропарёвых — реж. Эдуард Киселёв
117. Форум советских профсоюзов — реж. Александр Павлов
118. Цирк, цирк, цирк — реж. Евгений Кряквин
119. Человек в борьбе с огнём — реж. Владимир Софронов
120. Человек делом славится — реж. Галина Бурашева; при участии ССОД
121. Чёрный ход — реж. Марк Авербух, Александр Иванкин
122. Что могут простые люди — реж. Леонид Махнач
123. Экспоцентр приглашает — реж. Аркадий Зенякин; при участии Торгово-промышленной палаты СССР
124. Эффективность управления качеством — реж. Лидия Рамазина

### 1983
1. АН-32 — реж. Юрий Егоров; при участии Внешторгрекламы
2. Аэрофлоту — 60 лет — реж. Иван Галин; при участии Министерства Гражданской авиации СССР
3. Бунтари и фараоны — реж. Тенгиз Семёнов
4. Вертолёт МИ-26 — реж. Иван Галин; при участии «Внешторгрекламы»
5. Вертолёт на службе ГАИ — реж. Алла Соловьёва
6. Ветераны Сопротивления: нет войне — реж. Татьяна Чубакова
7. Визит в СССР группы сенаторов США — реж. Тенгиз Семёнов
8. Визит в СССР парламентариев Бельгии — реж. Игорь Бессарабов
9. Визит Генерального секретаря ООН в СССР — реж. Александр Воронцов
10. Визит Ливийской делегации в СССР — реж. Марина Бабак
11. Визит Н. А. Тихонова в Югославию — реж. Александр Кочетков
12. Вопросы и ответы — реж. Римма Степанова
13. Воспоминание о Бригантине — реж. Александр Павлов
14. Время Спартакиады — реж. Александра Рыбакова, Михаил Рыбаков
15. Встреча друзей в канун юбилея СССР — реж. Юрий Татулашвили
16. Встреча на 65 параллели — реж. Владилена Мусатова
17. Высокие этажи Главмосстроя — реж. Эдуард Киселёв; при участии Главмосстроя
18. Высокий гость из Мозамбика — реж. Семирамида Пумпянская
19. Высокое доверие народа — реж. Борис Рычков
20. Газонагреватель для восстановления асфальтобетонных покрытий — реж. Татьяна Скабард
21. Газ — трубы. Осуществление проекта — реж. Игорь Григорьев; при участии Гостелерадио СССР
22. Голос советских женщин — реж. Зинаида Тузова; при участии ССОД
23. Демьян Бедный — реж. Римма Степанова
24. «Динамо» — сила в движении — реж. Игорь Гелейн; при участии Центрального совета ВФСО «Динамо»
25. Дни Праги в Москве — реж. Леонид Кристи
26. Добрый день, человек — реж. Александр Киселёв; при участии Министерства культуры СССР
27. Если бы молодость знала — реж. Алла Соловьёва
28. Женя Новосёлов и другие — реж. Татьяна Чубакова
29. Живу надеждой — реж. Вячеслав Ходяков
30. Жила-была на свете бабка Варвара — реж. Александр Кочетков
31. Заботы наши земные — реж. Владимир Коновалов
32. Здесь солнце Родины встаёт — реж. Александр Воронцов
33. Знамя Октября — знамя мира — реж. Вадим Раменский
34. Золотое яблоко — Суздалю — реж. Александр Кочетков
35. Инженер — профессия творческая — реж. Вера Федорченко
36. Испытание (Кинолетопись БАМа № 15) — реж. Владлен Трошкин
37. История деревянного человечка — реж. Екатерина Андриканис
38. Как феникс из пепла. СССР 1945-1950. Фильм 4 «Когда Гагарин ещё ходил в школу» — реж. Игорь Григорьев, Илья Гутман, Семирамида Пумпянская, Тенгиз Семёнов
39. Канадские парламентарии в СССР — реж. Александр Кочетков
40. Карьера под солнцем — реж. Олег Уралов; при участии  ССОД
41. Кинорежиссёр Юлий Райзман — реж. Галина Бурашева; при участии «Союзинформкино»
42. Командировка за сервисом — реж. Марк Авербух, Александр Иванкин
43. Конгрессмены США в Советском Союзе — реж. Иван Галин
44. Костомукша — символ советско-финляндского сотрудничества — реж. Игорь Бессарабов
45. Красная Пресня — вчера и сегодня — реж. Леонид Кристи
46. Куда ведут нити заговора — реж. Екатерина Вермишева
47. Логика победы — реж. Борис Рычков
48. Место жительства — место воспитания — реж. Вадим Раменский
49. Мозамбик строит социализм — реж. Игорь Гелейн
50. Москва славит юбилей — реж. Вадим Раменский
51. Моя бригада — реж. Юрий Татулашвили
52. На Курской дуге — реж. Екатерина Вермишева
53. На марше — Железная — реж. Владимир Шорохов
54. Налёт — реж. Игорь Гелейн
55. На новом этапе — реж. Александр Микриков; при участии Министерства путей сообщения СССР
56. На стройках 11-й пятилетки — реж. Лидия Рамазина; при участии ССОД
57. Наш Расул — реж. Зинаида Тузова
58. Неизвестный квадрат Леваневского — реж. Владимир Скитович
59. Несколько интервью о внешней политике СССР — реж. Лев Данилов; при участии Гостелерадио СССР
60. Никарагуа: люди и вулканы — реж. Леонид Махнач
61. Об увлечённости, о школе, о поэте — реж. Зоя Фомина
62. О доблестях, о подвигах, о славе — реж. Алла Соловьёва
63. Окно художника — реж. Леонид Кристи
64. Отвести ядерную угрозу — реж. Вадим Раменский; при участии Комитета защиты мира
65. От всего сердца — реж. Елена Геккер
66. От каждого из нас — реж. Александр Иванкин
67. От трудов своих — реж. Лев Данилов
68. Парламентарии Австрии в СССР — реж. Василий Катанян
69. Парламентарии Венгрии в Советском Союзе — реж. Игорь Бессарабов
70. Парламентарии Йеменской Арабской республики в СССР — реж. Алла Соловьёва
71. Парламентарии Камеруна в Советском Союзе — реж. Владимир Копалин
72. Парламентарии Колумбии в Советском Союзе — реж. Леонид Махнач
73. Парламентарии Кубы в Советском Союзе — реж. Леонид Махнач
74. Парламентарии Кувейта в Советском Союзе — реж. Александр Воронцов
75. Парламентарии Нигерии в Советском Союзе — реж. Леонид Махнач
76. Парламентарии Филиппин в СССР — реж. Екатерина Вермишева
77. Парламентская делегация Мексики в СССР — реж. Владимир Скитович
78. Парламентская делегация Эквадора в СССР — реж. Галина Бурашева
79. Пешеходы: взрослые и дети — реж. Елена Геккер; при участии ГУ ГАИ МВД СССР
80. Поезд дружбы из Франции — реж. Зоя Фомина; при участии ВЦСПС
81. По законам братства — реж. Александр Павлов
82. Поле под Прохоровкой — реж. Павел Русанов
83. Праздник весны, труда, мира — реж. Нина Соловьёва
84. Праздник в рабочей спецовке — реж. Лев Данилов
85. Предупреждение об опасности / Свидетельство обвинения — реж. Джемма Фирсова
86. Президент Финляндской Республики в СССР — реж. Александр Воронцов
87. Преступление без наказания — реж. Фадель Мутлак
88. Приглашение на свадьбу — реж. Ирина Жуковская
89. Пропагандист и соревнование — реж. Исаак Грек
90. Профилировщик для восстановления асфальтобетонных покрытий — реж. Татьяна Скабард
91. Путь к людям — реж. Александр Андреев, Лия Дербышева
92. Размышления о Доме Герцена — реж. Игорь Гелейн
93. С официальным визитом — реж. Иван Галин
94. Сирийские парламентарии в СССР — реж. Галина Бурашева
95. Система управления качеством в Главмосстрое (Главмосстрой СССР) — реж. Людмила Тусеева
96. Скрываются от возмездия — реж. Ирина Свешникова
97. Смотр дружбы и братства — реж. Александра Рыбакова
98. Союз нерушимый — реж. Борис Рычков
99. СССР — Ангола: дружба, сотрудничество, солидарность — реж. Александр Павлов
100. СССР — ГДР: единству крепнуть — реж. Александр Кочетков
101. СССР — Финляндия: добрососедство, доверие, дружба — реж. Марина Бабак
102. Судьбы мира — в руках народов — реж. Вадим Раменский
103. Техноэкспорт строит и обучает — реж. Евгений Федяев
104. У истоков советской культуры — реж. Василий Катанян
105. Федеральный канцлер ФРГ Гельмут Коль в СССР — реж. Галина Бурашева
106. Художник Греков — реж. Елена Геккер
107. Художник и время — реж. Сергей Швецов
108. Человек летает на работу — реж. Аркадий Зенякин
109. Школа юристов МАЮД в Москве — реж. Вера Федорченко; при участии ССОД
110. Юбилейный концерт в Кремле — реж. Владимир Коновалов

### 1984
1. 125 строк в номер — реж. Елена Шаталина
2. Баян — реж. Алла Соловьёва
3. В авангарде борцов — реж. Олег Арцеулов, Владимир Копалин
4. В интересах мира и социализма — реж. Александр Воронцов
5. В семье равноправных — реж. Александр Воронцов
6. Великое право художника — реж. Владимир Скитович
7. Вертолёт МИ-17 — реж. В. Бобков; при участии «Внешторгрекламы», «Авиаэкспорта»
8. Весна Эфиопии — реж. Игорь Бганцев
9. Взошла и выросла свобода — реж. Тенгиз Семёнов
10. Визит делегации Парламента Нидерландов в Советский Союз — реж. Зинаида Тузова
11. Визит парламентариев Таиланда в СССР — реж. Галина Бурашева
12. Визит Президента Франции в СССР — реж. Вадим Раменский
13. Визит товарища Лазара в Советский Союз — реж. Владимир Коновалов
14. Визит Хафеза Асада в СССР — реж. Нина Соловьёва
15. Владислав Третьяк. Монолог в зрительном зале — реж. Владимир Коновалов
16. Внуки непокорных — реж. Алла Соловьёва
17. Во имя мира на земле — реж. Елена Геккер
18. Вода живая — реж. В. Левин
19. Войску Польскому — 40 лет — реж. Александр Воронцов
20. Воля народа — реж. Олег Уралов
21. Время собирать камни — реж. Игорь Гелейн
22. Встреча в Гаване — реж. Леонид Махнач
23. Высокий гость из Кампучии — реж. Олег Арцеулов
24. Высокий гость из Монголии в СССР — реж. Владимир Коновалов
25. Высокий долг народного контролёра — реж. Александр Павлов
26. Два дня в Звёздном (Кинолетопись БАМа № 17) — реж. Владлен Трошкин
27. Дела базарные — реж. Ирина Жуковская
28. Делегация Национальной Ассамблеи Республики Замбии в СССР — реж. Аркадий Зенякин, Александр Киселёв
29. Делегация парламента Индии в Советском Союзе — реж. Леонид Махнач
30. Дети планеты, тревоги и надежды — реж. Иосиф Пастернак
31. Для Вас, строители — реж. Анатолий Хорьяков; при участии Главмоспромстройматериалов
32. Дома для всех — реж. Ольга Комарова; при участии Гостелерадио СССР
33. Дорога к большому хлебу — реж. Алла Соловьёва
34. ДОСААФ — Родине — реж. Владимир Софронов; при участии  ЦК ДОСААФ СССР
35. Достучаться до сердец людей — реж. Борис Карпов
36. Дружбой рождённый — реж. Ирина Жуковская
37. Думы крестьянские — реж. Владилена Мусатова
38. Если распахать межу — реж. Татьяна Юрина
39. Ещё раз о тревогах века — реж. Лев Данилов
40. Жизнь, отданная народу — реж. Игорь Гелейн, Олег Уралов
41. Заговор против страны Советов (фильм № 1) — реж. Екатерина Вермишева
42. Здравствуй, поле — реж. Вера Федорченко
43. Зимняя дорога и дети — реж. Вадим Раменский
44. И всё сначала каждый раз — реж. Татьяна Чубакова
45. Идём дорогой Ленина, дорогой Октября — реж. Александр Павлов
46. Иду к тебе, Арктика — реж. Иосиф Пастернак
47. Интерес взаимный, выгода обоюдная — реж. Семён Киселёв; при участии Торгово-промышленной палаты СССР
48. Карл Маркс. Учёный, революционер, человек — реж. Игорь Бессарабов
49. К золотому звену (Кинолетопись БАМа № 18) — реж. Владлен Трошкин
50. Кино и время — реж. Геннадий Распопов
51. Когда партнером становится «Нефтехимпромэкспорт» — реж. Евгений Федяев
52. Красный Крест Эфиопии — реж. Василий Катанян
53. Крепить рабочую солидарность — реж. Владимир Шорохов; при участии ВЦСПС
54. Крепнет советско-финляндская дружба — реж. Александр Воронцов
55. Куликово поле Юрия Ракши — реж. Олег Арцеулов
56. Лесные посёлки — реж. Александр Микриков; при участии Минлесбумпрома СССР
57. Маршал Жуков. Страницы биографии — реж. Марина Бабак
58. Мир скульптора Рябичева — реж. Александр Павлов
59. Могучая сила содружества — реж. Александр Опрышко
60. Москва… как много в этом звуке… — реж. Борис Карпов
61. Москва — столица СССР — реж. Евгений Аккуратов; при участии Торгово-промышленной палаты СССР
62. Москва — Хельсинки. Весна 1984 года — реж. Иван Галин; при участии ССОД
63. Моя страна — реж. Иван Галин
64. Мы — интернационалисты — реж. Геннадий Красков; при участии ЦК ВЛКСМ, КМО СССР
65. Мы — москвичи — реж. Илья Гутман, Владимир Коновалов
66. Мы строим — реж. Лидия Рамазина
67. Мы — хозяева — реж. Татьяна Скабард
68. На крыльях Аэрофлота — реж. Иван Галин
69. Наглядно, действенно — реж. Юрий Егоров
70. На основе взаимовыгодного сотрудничества — реж. Аркадий Зенякин; при участии Торгово-промышленной палаты СССР
71. Народы хотят мира — реж. Нина Соловьёва; при участии ССОД
72. Наш дом — реж. Иван Галин; при участии Торгово-промышленной палаты СССР
73. Нет альтернативы миру — реж. Лев Данилов
74. Общее дело — реж. Эдуард Киселёв
75. Объединить усилия ради мира — реж. Екатерина Вермишева
76. Один билет на вечерний поезд — реж. Леонид Кристи
77. Особая граница — реж. Владимир Скитович
78. Парад Победы (восстановленный фильм 1945 года) — реж. Александр Павлов, Василий Беляев, Ирина Венжер, Иосиф Посельский
79. По пути разбоя и насилия — реж. Галина Бурашева
80. По пути созидания — реж. Владимир Шорохов; при участии ССОД
81. Парламентарии Аргентины в СССР — реж. Елена Геккер
82. Парламентарии Греции в СССР — реж. Игорь Григорьев
83. Парламентарии Колумбии в СССР — реж. Олег Арцеулов
84. Парламентарии Польской Народной Республики в СССР — реж. Семирамида Пумпянская
85. Парламентская делегация Иордании в СССР — реж. Александр Воронцов
86. Поверьте музыке — реж. Лев Данилов
87. Праздник труда — реж. Юрий Татулашвили
88. Природа в опасности — реж. Илья Гутман
89. Проблемы села Подольского — реж. Аркадий Зенякин
90. Рассказывают документы архивов — реж. Владимир Коновалов, при участии Главного архивного управления при СМ СССР
91. Сенаторы Испании в Советском Союзе — реж. Леонид Махнач
92. Серебряный юбилей Бхилаи — реж. Галина Бурашева
93. Сибирский грузин (Кинолетопись БАМа № 16) — реж. Владлен Трошкин
94. Сколько стоит картошка — реж. Марк Авербух, Владимир Копалин
95. Слово газеты «Правда» — реж. Ирина Жуковская
96. Советская Армия. Высокое звание: Советский солдат — реж. Мария Гаврилова
97. Советская армия. Командир взвода — реж. Александра Рыбакова
98. СССР — КНДР: курсом дружбы и сотрудничества — реж. Илья Гутман
99. СССР — Финляндия: по пути дружбы и сотрудничества — реж. Владимир Копалин
100. С «Техноэкспортом» к гармонии и совершенству — реж. Лев Максимов; при участии Внешторгрекламы
101. Судьба лесных посёлков — реж. Александр Микриков; при участии Минлесбумпрома СССР
102. СЭВ — внешняя торговля — реж. Александр Опрышко; при участии Внешторгрекламы
103. Такие побеждают — реж. Владимир Коновалов
104. Тревога. Раздумья старого человека — реж. Александр Иванкин, Александр Медведкин
105. Ум и смелость — реж. Илья Гутман
106. Фильм необычной судьбы — реж. Екатерина Андриканис
107. Халхин-Гол: необъявленная война — реж. Александр Кочетков
108. Хозяйский подход — реж. Юрий Татулашвили
109. Хочу увидеть мир — реж. Иван Галин; при участии Всероссийского общества слепых
110. Эхо Гренады — реж. Леонид Махнач
111. Цена рабочей минуты — реж. Юрий Татулашвили
112. Человек и природа — реж. Илья Гутман
113. Чёрная металлургия СССР — реж. А. Немец

### 1985
1. 12 Всемирный. Страницы фестивального дневника — реж. Александр Опрышко
2. Бьётся сердце — реж. Анатолий Колошин
3. В вечном движении — реж. Вера Федорченко; при участии Главмосгортранс
4. В интересах советско-зимбабвийской дружбы — реж. Пётр Мостовой
5. В интересах советско-румынского сотрудничества — реж. Пётр Мостовой
6. Вам взлёт — реж. Павел Русанов; при участии ЦК ДОСААФ СССР
7. Вера Хоружая (Люди-легенды. Фильм второй) — реж. Илья Гутман
8. Визит высокого гостя из Мадагаскара — реж. Олег Арцеулов
9. Визит египетских парламентариев в СССР — реж. Николай Генералов
10. Визит Кейсона Фомвихана в Москву — реж. Вадим Раменский
11. Военно-стратегический паритет — реж. Пётр Мостовой
12. Во имя мира и добрососедства. Визит Н. А. Тихонова в Турцию — реж. Нина Соловьёва
13. Вопрос к чемпиону — реж. Екатерина Андриканис
14. Девочка из блокадного города (Люди-легенды. Фильм третий) — реж. Илья Гутман
15. Дни Будапешта в Москве — реж. Игорь Бессарабов
16. До новых фестивальных встреч — реж. Александр Опрышко
17. Доверие молодым — реж. Анатолий Хорьяков
18. Друзья — реж. Йозеф Грегор
19. Женева: начало диалога — реж. Олег Уралов
20. Заботы сельских пропагандистов / Пропагандист пятилетки — реж. Лидия Рамазина
21. Завтра на рассвете. День Победы — реж. Лев Данилов
22. За мир и жизнь — реж. Вадим Раменский; при участии  Комитета защиты мира
23. Здравствуй, 12 Всемирный — реж. Александр Опрышко
24. Знаменосцы Победы (Люди-легенды. Фильм первый) — реж. Илья Гутман
25. И невозможно забыть / Война народная — реж. Игорь Гелейн
26. И фильмы продолжают жить — реж. Владимир Шорохов
27. Илья Глазунов — реж. Павел Русанов
28. К новым свершениям — реж. Юрий Татулашвили, Илья Гутман
29. Каспийское, Краснознамённое / Советская Армия — реж. Галина Бурашева
30. Мадонны революции. Никарагуа, год 1985 — реж. Екатерина Вермишева
31. Майские звёзды — реж. Александра Рыбакова, Нина Соловьёва
32. Маньчжурия, август 1945-го — реж. Игорь Григорьев
33. Мечта сбылась — реж. Вера Федорченко; при участии ЦК ДОСААФ СССР
34. Мир, единство, сотрудничество — реж. Иван Галин
35. Молодая семья — реж. Вера Федорченко; при участии Торгово-промышленной палаты СССР
36. Москва. 7 ноября 1985 года — реж. Галина Бурашева
37. Москва — Париж: конструктивный диалог — реж. Владимир Коновалов
38. Моя страна — реж. Иван Галин; при участии Торгово-промышленной палаты СССР
39. Мы — народы объединённых наций — реж. Галина Бурашева
40. Навстречу фестивалю — реж. Василий Катанян
41. Народные промыслы России — реж. Галина Кудряшова; при участии Торгово-промышленной палаты СССР
42. Наше счастье — это мир и дружба — реж. Иван Галин
43. Особая профессия — реж. Юрий Егоров; при участии Главного управления кинофикации и кинопроката
44. Ответственность перед временем — реж. Вадим Раменский
45. От декрета о мире к программе мира — реж. Анатолий Хорьяков
46. Открытие Антарктиды — реж. Александр Кочетков
47. Памяти Константина Устиновича Черненко — реж. Леонид Махнач
48. Памятники живы — реж. Семирамида Пумпянская
49. Парламентарии Демократического Йемена в Советском Союзе — реж. Елена Геккер
50. Парламентарии Тунисской республики в СССР — реж. Александра Рыбакова
51. Парламентарии Японии в СССР — реж. Нина Соловьёва
52. Пирамида — реж. Александр Иванкин
53. Планету сохраним для счастья — реж. Иосиф Пастернак
54. Победа на БАМе (Кинолетопись БАМа № 20) — реж. Владлен Трошкин
55. Подмосковная деревня — реж. Вадим Раменский
56. Политическая литература в нашей жизни — реж. Сергей Швецов; при участии ВГО «Союзкнига»
57. Политрук Василий Клочков — реж. Геннадий Красков
58. Помни — реж. Екатерина Вермишева
59. Праздник спорта и мира — реж. Михаил Войнов
60. Празднуя День Победы — реж. Лев Данилов
61. Разведчик Николай Кузнецов (Люди-легенды) — реж. Иосиф Пастернак
62. Разговор по совести (Уроки Пахомыча) — реж. Александр Андреев
63. Разгром милитаристской Японии. 1945 год — реж. Аркадий Зенякин
64. Размышления о времени и мире — реж. Олег Арцеулов
65. Реликвии воинской славы — реж. Мария Гаврилова
66. Советы 1905 года — реж. Геннадий Распопов
67. Солдаты Орловы — реж. Роллан Сергиенко
68. Сотворение доброты — реж. Алла Соловьёва
69. Сотрудничество — реж. Пётр Мостовой; при участии Торгово-промышленной палаты СССР
70. Сотрудничество — путь к миру — реж. Борис Рычков
71. СССР — Ливия: взаимопонимание, сотрудничество — реж. Александра Рыбакова
72. СССР — сегодня — реж. Лидия Рамазина
73. СССР — Сирия. Плодотворное сотрудничество — реж. Лев Максимов; при участии Загранрекламы
74. СССР — СРВ: дружба, сотрудничество, солидарность — реж. Алла Соловьёва
75. Стройиндустрия Москвы — агропромышленному комплексу — реж. Эдуард Киселёв
76. СЭВ — новые рубежи — реж. Владилена Мусатова
77. Тегеран — Ялта — Потсдам — реж. Борис Рычков
78. Улица Юности, 5 — реж. Елена Геккер
79. Урхо Кекконен и его время — реж. Марина Бабак
80. Хоровод мира и дружбы — реж. Галина Бурашева
81. Хочу увидеть мир — реж. Иван Галин
82. Хроника Октября — реж. Игорь Бессарабов; при участии Гостелерадио СССР
83. Шахматы анфас и в профиль — реж. Екатерина Андриканис
84. Школа воспитания — реж. Лидия Рамазина
85. Это наша земля — реж. Георгий Овчаренко
86. Ю. В. Андропов. Страницы жизни — реж. Олег Уралов

### 1986
1. V съезд советских кинематографистов — реж. Галина Бурашева
2. XXVII съезду КПСС посвящается — реж. Пётр Мостовой
3. XXVII съезд КПСС — реж. Владимир Коновалов
4. 40-летие Львовского собора — реж. Роллан Сергиенко; при участии Совета по делам религии
5. Аксиома — реж. Александр Иванкин, Алексей Колесников
6. Бела Кун — реж. В. Габор, Аркадий Зенякин
7. Берёзовый свет / Они со мной — рассветы лета — реж. Борис Карпов
8. Борьба за мир — дело всех и каждого — реж. Лидия Рамазина; при участии Музея Революции СССР
9. Будапештская встреча — реж. Василий Катанян
10. Будапештские встречи: новая страница в борьбе за мир — реж. Александр Опрышко
11. Великая победа — реж. Алла Соловьёва;  при участии Музея Революции СССР
12. Верность ленинскому учению о защите социалистического Отечества — реж. Сергей Швецов; при участии Дома-музея В. И. Ленина в Горках
13. Взгляд в 21 век — реж. Вячеслав Ходяков
14. Взлётная полоса — реж. Владлен Трошкин
15. Взятка. Факты и размышления — реж. Марк Авербух
16. Визит в СССР Президента Мали — реж. Сергей Швецов
17. Визит парламентариев Бразилии в Советский Союз — реж. Алла Соловьёва
18. Визит Председателя Совета Министров Польши в СССР — реж. Владимир Коновалов
19. Визит президента Ирака в СССР — реж. Олег Арцеулов
20. Визит президента Мадагаскара — реж. Вадим Раменский
21. Визит премьер-министра Афганистана в СССР — реж. Александр Опрышко
22. Визит премьер-министра Дании в СССР — реж. Борис Карпов
23. Визит премьер-министра НДРЙ в Москву — реж. Олег Арцеулов
24. Визит премьер-министра Швеции в СССР — реж. Владимир Коновалов
25. Визит Тоголезских парламентариев в Советский Союз — реж. Пётр Мостовой
26. Восемь углов под одной крышей — реж. Игорь Григорьев
27. Время обновления — реж. Игорь Гелейн
28. Время решений — реж. Борис Рычков
29. Все надежды мира / 40-летие ЮНЕСКО — реж. Борис Карпов; при участии ССОД
30. Всегда с хлебом — реж. Ирина Жуковская
31. Выбор пути (Цикл «Энергетическая стратегия партии», фильм первый) — реж. Игорь Григорьев
32. Высокий гость из Буркина Фасо в СССР — реж. Олег Арцеулов
33. Высокий рубеж / На рубеже пятилеток — реж. Александр Опрышко, Юрий Татулашвили
34. Гобелен, скульптура и мы — реж. Геннадий Распопов
35. Город — реж. Лия Дербышева
36. Города БАМа — реж. В. Бобков; при участии Торгово-промышленной палаты СССР
37. Гость из Швейцарии — реж. Николай Генералов
38. Дальний Восток. Сегодня и завтра — реж. Леонид Махнач, Борис Сарахатунов
39. Делегация парламента Мальты в СССР — реж. Александра Рыбакова
40. Дни этого столетия / 100-летие Первомая — реж. Лев Данилов
41. Добрая воля — реж. Борис Рычков
42. Жил-был Матвей — реж. В. Левин
43. Заботы благополучного района — реж. Вадим Раменский
44. Зримое время / Этого вы не видели — реж. Зинаида Тузова; при участии ЦГАКФД СССР
45. И слышится отечества волнующее слово — реж. Татьяна Юрина
46. Клуб увлечённых — реж. Марина Вермишева; при участии Торгово-промышленной палаты СССР
47. Комплексно-блочный метод строительства — реж. Мария Гаврилова, Игорь Осипов; при участии Госстроя СССР
48. Континент без границ — реж. Александр Кочетков; при участии Академии наук СССР
49. Континент, который принадлежит всем — реж. Александр Кочетков; при участии ССОД
50. Ленин. Коминтерн. Современность — реж. Елена Шаталина
51. Лицо игры — реж. Борис Рычков
52. Любовь к танцу — реж. Юрий Татулашвили; при участии ССОД
53. Медвежье… Что дальше? — реж. Алексей Гелейн
54. Мир Европе — реж. Владимир Скитович
55. Мир нашему дому / 40-летие Победы — реж. Игорь Гелейн
56. Михаил Сомов. Хроника спасательной экспедиции — реж. Александр Кочетков
57. Михаил Фрунзе — революционер и полководец — реж. Геннадий Распопов
58. Молодёжь Афганистана — реж. Владимир Шорохов
59. Молодёжь встречается в Москве — реж. Лидия Рамазина; при участии Торгово-промышленной палаты СССР
60. Молодость в борьбе за мир (Молодёжь в борьбе за мир) — реж. Михаил Войнов
61. Москва — Париж: продолжение диалога — реж. Леонид Махнач
62. Московский Кремль — реж. Илья Гутман
63. Московский судостроительный завод / Где рождаются белые корабли — реж. Лидия Рамазина; при участии Внешторгрекламы, Судоимпорта
64. На XXVII съезде КПСС. Спецвыпуск № 1 — реж. Владлен Трошкин
65. На XXVII съезде КПСС. Спецвыпуск № 2 — реж. Александр Опрышко
66. На XXVII съезде КПСС. Спецвыпуск № 3 — реж. Владимир Копалин
67. На XXVII съезде КПСС. Спецвыпуск № 4 — реж. Галина Бурашева
68. На XXVII съезде КПСС. Спецвыпуск № 5 — реж. Лия Дербышева
69. На XXVII съезде КПСС. Спецвыпуск № 6 — реж. Илья Гутман
70. На XXVII съезде КПСС. Спецвыпуск № 7 — реж. Лев Данилов
71. На XXVII съезде КПСС. Спецвыпуск № 8 — реж. Владимир Коновалов
72. На XXVII съезде КПСС. Спецвыпуск № 9 — реж. Леонид Махнач
73. На юге, во льдах — реж. Александр Кочетков; при участии Госкомгидромета
74. Навстречу грядущему веку — реж. Леонид Махнач; при участии ССОД
75. Наше слово — реж. В. Левин
76. Наш Первомай — реж. Алла Соловьёва
77. Не повторить ошибку — реж. Александр Киселёв; при участии Министерства культуры СССР
78. Новое время старого города — реж. Юрий Татулашвили
79. Нюрнберг: 40 лет спустя — реж. Илья Гутман
80. Одиннадцатая пятилетка: время и люди — реж. Александр Павлов
81. Они и мы — реж. Екатерина Андриканис
82. Официальный визит министра иностранных дел Японии в СССР — реж. Борис Сарахатунов
83. Парламентарии Австралии в СССР — реж. Вадим Раменский
84. Парламентарии Анголы в СССР — реж. Анатолий Хорьяков
85. Парламентарии Бенина в СССР — реж. Ирина Жуковская
86. Парламентарии Великобритании в СССР — реж. Зинаида Тузова
87. Парламентарии Дании в СССР — реж. Александр Опрышко
88. Парламентарии Кампучии в СССР — реж. Евгений Федяев
89. Парламентарии КНДР в Советском Союзе — реж. Лидия Рамазина
90. Парламентарии Норвегии в СССР — реж. Аркадий Зенякин
91. Парламентарии Республики Сьерра Леоне в СССР — реж. Пётр Мостовой
92. Парламентарии Сенегала в СССР — реж. Олег Арцеулов
93. Парламентарии Швейцарии в СССР — реж. Евгений Федяев
94. Парламентская делегация Ливана в СССР — реж. Мария Гаврилова
95. Письма Ленина родным — реж. Елена Шаталина
96. Письмо — реж. Иван Галин
97. Поединок с высотой — реж. Владимир Коновалов
98. Посланцы мира и дружбы — реж. Зоя Фомина; при участии ССОД
99. Праздничный концерт XXVII съезду КПСС — реж. Владлен Трошкин
100. Праздничный концерт. Посвящается XXVII съезду КПСС — реж. Владлен Трошкин; при участии Торгово-промышленной палаты СССР
101. Пребывание министра иностранных дел Уругвая в СССР — реж. Екатерина Вермишева
102. Предел — реж. Татьяна Скабард
103. Президент Анголы в СССР — реж. Борис Карпов
104. Президент Народной республики Бенин в СССР — реж. Вадим Раменский
105. Премьер-министр Нидерландов в Москве — реж. Леонид Махнач
106. Премьер-министр Судана в СССР — реж. Юрий Егоров
107. Причастность — реж. Елена Геккер
108. Рабиндранат Тагор и Советская Россия — реж. Вера Федорченко
109. Раздумья о русской ниве — реж. Лев Данилов
110. Рассказать об Албании — реж. Марина Бабак
111. Родом из Звёздного — реж. Аркадий Зенякин
112. С дистанции времени. Советский Союз и китайская революция — реж. Марина Бабак
113. С дружественным рабочим визитом — реж. Вадим Раменский
114. С Октябрём сверяя шаг — реж. Нина Соловьёва
115. С рабочим визитом — реж. Александра Рыбакова
116. Сахновские зарисовки. Рассказ об одной сельской школе — реж. Татьяна Юрина
117. Сельское хозяйство в СССР — реж. Владилена Мусатова; при участии Госагропрома СССР
118. Сионизм. Продолжение разговора — реж. Александр Андреев
119. Слово писателей — реж. Юрий Татулашвили
120. Советско-болгарская встреча — реж. Галина Бурашева
121. Советско-корейскому договору — четверть века — реж. Владимир Шорохов
122. Содействуй укреплению обороноспособности Родины — реж. Юрий Егоров; при участии ЦК ДОСААФ СССР
123. Соло трубы — реж. Александр Иванкин
124. Социалистическая экономическая интеграция — реж. Елена Геккер
125. «Спартак». Действующие лица и… болельщики — реж. Илья Гутман, Иосиф Пастернак
126. СССР — Алжир: дружба и сотрудничество — реж. Иван Галин
127. СССР — Аргентина: новый этап сотрудничества — реж. Вячеслав Ходяков
128. СССР — Испания: новый этап сотрудничества — реж. Анатолий Хорьяков
129. СССР — КНДР: крепнут узы дружбы и сотрудничества — реж. Нина Соловьёва
130. СССР — Польша: крепнет братская дружба — реж. Галина Бурашева
131. Стратегия ускорения — реж. Леонид Махнач, Владлен Трошкин
132. Сухопутный транспорт СССР — реж. Олег Лебедев; при участии Торгово-промышленной палаты СССР
133. Съезд созидателей — реж. Лидия Рамазина; при участии Торгово-промышленной палаты СССР
134. Торгово-промышленная палата СССР — реж. Иосиф Пастернак; при участии Торгово-промышленной палаты СССР
135. Третий крик петуха — реж. Иосиф Пастернак
136. Трудный диалог в Рейкьявике — реж. Владимир Коновалов
137. У нас в Москве — реж. Эдуард Киселёв; при участии Гостелерадио СССР
138. Улоф Пальме. Почему? — реж. Владимир Скитович
139. Ускорение. Поиски резервов — реж. Владимир Шорохов
140. Центросоюз — покупателю — реж. Евгений Федяев; при участии Центросоюза
141. Час ноль — реж. Вадим Раменский
142. Человек с Пятой авеню — реж. Тенгиз Семёнов

### 1987
1. 50 лет героическим перелётам — реж. Владимир Коновалов
2. Адам, Ева и загранпрописка — реж. Марина Вермишева
3. Афганистан: трудный путь к миру — реж. Тенгиз Семёнов
4. Без героя (Искусство № 1) — реж. Татьяна Юрина
5. Большая нефть — реж. Игорь Григорьев
6. Большая нефть (Цикл «Энергетическая стратегия партии», фильм второй) — реж. Игорь Григорьев; при участии Гостелерадио СССР
7. Больше света — реж. Марина Бабак
8. Брызги на том берегу — реж. Ирина Жуковская
9. Бурда моден в Москве — реж. Василий Катанян; при участии Внешторгиздата
10. Быть хозяином на земле — реж. Игорь Осипов
11. В горнице моей — реж. Михаил Войнов
12. Ваш спутник — реж. Александр Андреев
13. Взгляд — реж. Ирина Жуковская; при участии Всероссийского общества слепых
14. Видеть землю — реж. Дмитрий Парфенов
15. Видеть, мыслить, действовать — реж. Михаил Войнов, Алла Соловьёва
16. Визит высокого Иранского гостя в Москву — реж. Зинаида Тузова
17. Визит Георгия Атанасова в СССР — реж. Александр Андреев
18. Визит Маргарет Тэтчер в СССР — реж. Пётр Мостовой
19. Визит министра иностранных дел Таиланда в СССР — реж. Екатерина Вермишева
20. Визит мира и дружбы — реж. Мария Гаврилова
21. Визит мозамбикской партийно-государственной делегации в СССР — реж. Вера Федорченко
22. Визит парламентариев Гвинеи-Бисау в Советский Союз — реж. Пётр Мостовой
23. Визит парламентариев Швеции в Советский Союз — реж. Александра Рыбакова
24. Визит Председателя Совета Министров Венгрии в СССР — реж. Аркадий Зенякин
25. Визит президента Замбии в СССР — реж. Юрий Егоров
26. Визит Премьер-министра Франции в СССР — реж. Александр Опрышко
27. Визит Хафеза Асада в СССР — реж. Владимир Шорохов
28. Возвращение — реж. Татьяна Чубакова
29. Во имя мира и дружбы — реж. Семирамида Пумпянская
30. Вспоминая Ильича — реж. Игорь Бессарабов
31. Встреча представителей партий и движений — реж. Владимир Коновалов
32. Выбор «Артека» — реж. Елена Геккер
33. Выбор, проверенный временем — реж. Вадим Раменский
34. Выигрыш вручает чемпион — реж. Мария Гаврилова; при участии ЦК ДОСААФ СССР
35. Вы поедете на бал (Советский спорт № 2) — реж. Надежда Хворова
36. Высокий гость из Ливии — реж. Анатолий Хорьяков
37. Высокий гость королевства Тонга в СССР — реж. Иван Галин
38. Вьетнамские друзья в Москве — реж. Олег Арцеулов
39. Гололедица — реж. Юрий Татулашвили; при участии ГУ ГАИ МВД СССР
40. Горький сахар — реж. Олег Лебедев
41. Гость из Куала-Лумпура — реж. Семирамида Пумпянская
42. Группа товарищей — реж. Михаил Ляховецкий
43. Далёкое — близкое (кинообозрение «Советский воин» № 1) — реж. Евгений Легат
44. Дважды два (кинообозрение «Пионерия» № 4) — реж. Эмма Агаджанян, Галина Кудряшова
45. Делегация Йеменской Арабской Республики в СССР — реж. Александр Воронцов
46. Делегация Национального конгресса Боливии в СССР — реж. Евгений Федяев
47. Делегация Национального конгресса Мексики в СССР — реж. Вера Федорченко
48. Делегация палаты представителей конгресса США в Советском Союзе — реж. Борис Сарахатунов
49. Делегация польского сейма в СССР — реж. Александр Кочетков
50. Дели 1986: доверие и сотрудничество — реж. Владимир Копалин
51. Диалоги в Прибалтике. Фильм 1. Встречи в Латвии — реж. Владлен Трошкин
52. Диалоги в Прибалтике. Фильм 2. На земле Эстонии — реж. Владлен Трошкин
53. Доверие, равенство, ответственность. Визит Н. И. Рыжкова в Австрию — реж. Александр Кочетков
54. Дорогой братской дружбы и сотрудничества — реж. Олег Арцеулов
55. Дурман — реж. Юрий Конопкин
56. Если не мы, то кто же — реж. Ирина Жуковская
57. Жить, работать по-новому. Первомай, год 1987 — реж. Нина Соловьёва
58. Жоаким Чиссано в Советском Союзе — реж. Зоя Фомина
59. Заговор против страны Советов — реж. Екатерина Вермишева
60. Задача была непростой — реж. Анатолий Колошин
61. Зарплата через Сберегательный банк — реж. Владимир Софронов; при участии Правления Сбербанка СССР
62. Звёздные войны — реж. Пётр Мостовой; при участии  ССОД
63. И стоят деревеньки — реж. Александр Киселёв
64. Из жизни на Северном полюсе — реж. Александр Кочетков
65. Испанские парламентарии в СССР — реж. Олег Арцеулов
66. К советско-американской встрече в верхах — реж. Нина Соловьёва
67. Как слово наше отзовётся — реж. Александр Опрышко
68. Камаль Джумблат — реж. Александр Андреев
69. Кино: пути перестройки — реж. Вадим Раменский
70. Книжный форум Москвы — реж. Анатолий Хорьяков; при участии Генеральной дирекции международных выставок и ярмарок Госкомиздата
71. Колокол Чернобыля — реж. Роллан Сергиенко
72. Крепи оборону Родины — реж. Александр Воронцов; при участии ЦК ДОСААФ СССР
73. Крик души / Планета сегодня — реж. Иван Галин
74. Ленин и будущее — реж. Елена Шаталина
75. Майданы — реж. Сергей Ховенко
76. Майское утро — реж. Роллан Сергиенко
77. Маршруты дружбы молодых — реж. Алла Соловьёва
78. Мир Европе. (Доверие — путь к миру) — реж. Владимир Скитович
79. Михаил Ульянов
80. Монголия — прекрасная страна — реж. Лидия Рамазина
81. Монголия — экономический партнёр СССР — реж. Евгений Федяев; при участии Загранрекламы
82. Монологи Ивана Васильева — реж. Александр Павлов
83. Московская семья: короткий рассказ — реж. Вячеслав Ходяков; при участии Торгово-промышленной палаты СССР
84. На благо мира и развития — реж. Илья Гутман
85. На земле опалённой — реж. Борис Карпов
86. На крутой волне времени — реж. Семён Киселёв
87. На пути ускорения — реж. Владимир Софронов
88. Навечно в сердцах людей — реж. Владимир Коновалов
89. Наедине с высотой (Советский спорт № 3) — реж. Александра Рыбакова
90. Не оборвать нить жизни — реж. Зинаида Тузова
91. Неперсональное дело — реж. Альгис Арлаускас
92. Несколько интервью по профсоюзным вопросам — реж. Александр Павлов
93. Октябрь продолжается — реж. Александр Павлов
94. Он брал Зимний — реж. Екатерина Андриканис
95. Онежская быль / Оглянись — реж. Татьяна Скабард
96. Они служат во внутренних войсках — реж. Сергей Швецов
97. Остров в горах — реж. Сергей Ховенко
98. Отдых зимой — реж. Семён Киселёв; при участии Торгово-промышленной палаты СССР
99. От первого лица — реж. Олег Арцеулов
100. Парламентарии Бирмы в СССР — реж. Вадим Раменский
101. Парламентарии Гватемалы в СССР — реж. Александр Опрышко
102. Парламентарии Мадагаскара в СССР — реж. Нина Соловьёва
103. Парламентарии Румынии в СССР — реж. Геннадий Красков
104. Парламентарии Сан-Марино в СССР — реж. Татьяна Скабард
105. Парламентарии Сирии в Советском Союзе — реж. Галина Бурашева
106. Парламентарии Танзании в СССР — реж. Николай Генералов
107. Парламентская делегация Ливана в СССР — реж. Мария Гаврилова
108. Парламентская делегация Уругвая в СССР — реж. Зинаида Тузова
109. Партийно-правительственная делегация демократического Йемена в СССР — реж. Семирамида Пумпянская
110. Первые шаги госприёмки — реж. Владимир Скитович
111. Первые шаги Страны Советов — реж. Сергей Швецов
112. Перестройка — дело всех и каждого — реж. Александр Павлов
113. Пионерия — сигнал «SОS» (кинообозрение «Пионерия»)
114. Пока не поздно — реж. Тенгиз Семёнов
115. По ленинскому пути электрификации — реж. Лидия Рамазина
116. Полесье. Будни одного района — реж. Георгий Овчаренко
117. По пути взаимопонимания и дружбы — реж. Алла Соловьёва
118. Португальские парламентарии в Советском Союзе — реж. Аркадий Зенякин
119. Поход за мир — реж. Галина Бурашева
120. Прага. Весна. Социализм — реж. Олег Арцеулов
121. Праздник делаю сам — реж. Лия Дербышева
122. Президент Португалии Мариу Соареш в СССР — реж. Владимир Шорохов
123. Президент Финляндии в Советском Союзе — реж. Тенгиз Семёнов
124. Премьер-министр Исландии в СССР — реж. Нина Соловьёва
125. Происшествие в доме Кармена — реж. Семирамида Пумпянская
126. Проклятие (кинообозрение «Планета сегодня») — реж. Татьяна Скабард
127. Профсоюзы: шаг к обновлению — реж. Александр Павлов
128. Пусть на планете будет мир — реж. Анатолий Хорьяков
129. Пятачок — реж. Алексей Ханютин
130. Пять лет спустя — реж. Юрий Татулашвили
131. Революционный этюд — реж. Али Хамраев; при участии ССОД
132. Рейс сквозь память — реж. Владимир Коновалов
133. Роман Кармен, которого мы знаем и не знаем — реж. Игорь Григорьев, Семирамида Пумпянская, Тенгиз Семёнов
134. Рукопожатие через океан — реж. Олег Арцеулов
135. Свой взгляд — реж. Эдуард Киселёв
136. Северное сияние — реж. Игорь Гелейн
137. Синий кот на белом снегу — реж. Валерия Ловкова
138. Сказание о празднике — реж. Иван Галин, Лия Дербышева
139. Сквозь безмолвие / Очарованный Арктикой — реж. Николай Русанов
140. Слово партии — молодёжи (специальный выпуск о XX съезде ВЛКСМ) — реж. Михаил Войнов, Алла Соловьёва
141. Советско-югославская встреча на высшем уровне — реж. Галина Бурашева
142. Солидарность народов в действии — реж. Владимир Копалин
143. Спорт — арена сотрудничества — реж. Александр Кочетков; при участии Госкомспорта СССР
144. СССР — Афганистан. Дружба, сотрудничество — реж. Зоя Фомина
145. СССР — Индия: новые горизонты дружбы — реж. Леонид Махнач
146. СССР — Куба. Страницы дружбы и сотрудничества — реж. В. Тихонов
147. СССР — Румыния: по пути дружбы и сотрудничества — реж. Вячеслав Ходяков
148. СССР — Финляндия: мост в будущее — реж. Леонид Махнач
149. Стране Советов — 70 лет — реж. Борис Сарахатунов; при участии ССОД
150. Там, за полярным кругом — реж. Вячеслав Ходяков
151. Уйти, чтобы вернуться — реж. Александр Микриков
152. Ускорение. Орловский вариант — реж. Владимир Шорохов
153. Хранители / Живая тайна мастерства — реж. Геннадий Распопов
154. Художник и время — Илья Глазунов — реж. Павел Русанов
155. Художники — народу — реж. Сергей Швецов
156. Цепочка жизни — реж. Василий Катанян, К. Холлеберг; при участии Исполнительного комитета СО Красного Креста
157. Шаг к взаимопониманию — реж. Юрий Егоров
158. Этот неудобный Турубара — реж. Татьяна Чубакова
159. Ядерная война — угроза для всех — реж. Александр Андреев; при участии Гостелерадио СССР

### 1988
1. Александр Ведерников. Тихая моя родина — реж. Станислав Раздорский
2. Анна Ахматова. Листки из дневника — реж. Василий Катанян
3. Аншлаг в театре абсурда. (Планета сегодня № 4) — реж. Татьяна Юрина
4. Афганский сонник — реж. Татьяна Чубакова
5. Ах, Лев Иваныч, Лев Иваныч! — реж. Василий Забабурин
6. Байкальская боль — реж. Лев Ермолаев
7. Блаженны кроткие — реж. Ирина Жуковская
8. Будни русской больницы — реж. Владимир Шорохов
9. Буду спорить! Анатолий Тарасов — реж. Александр Кочетков
10. Был день и час — реж. Татьяна Скабард
11. В ожидании праздника (кинообозрение «Планета сегодня» № 8) — реж. Сергей Ховенко
12. В свободной беседе о веке двадцатом — реж. Лев Данилов
13. В сельском КПП — реж. Мария Гаврилова; при участии Главкоопторгрекламы
14. Веление времени — реж. Александр Воронцов
15. Весь этот брейк — реж. Геннадий Попов
16. Визит А. А. Громыко в Румынию — реж. Борис Сарахатунов
17. Визит Андрея Андреевича Громыко в Венгрию — реж. Олег Арцеулов
18. Визит в СССР Генерального секретаря Румынской КП, Президента СРР Н. Чаушеску — реж. Екатерина Вермишева
19. Визит дружбы — реж. Тенгиз Семёнов
20. Визит кубинских парламентариев в СССР — реж. Сергей Швецов
21. Визит министра иностранных дел КНР в Советский Союз — реж. Вера Федорченко
22. Визит президента Бразилии Жозе Сарнея в Советский Союз — реж. Екатерина Вермишева
23. Визит Президента Индии в СССР — реж. Галина Бурашева
24. Визит премьер-министра Афганистана в СССР — реж. Юрий Егоров
25. Визит премьер-министра Таиланда в СССР — реж. Нина Соловьёва
26. Визит Франца Враницкого в СССР — реж. Лия Дербышева
27. Виктор — победитель — реж. Геннадий Попов, Константин Арцеулов
28. Власть земли — реж. Ирина Жуковская; при участии Госагропрома СССР
29. Внимание, таможня — реж. Иван Галин
30. Вопросы гражданам страны — реж. Пээт Петерс
31. Вспоминая Калгари — реж. Владимир Коновалов; при участии Госкомспорта СССР
32. Второе дыхание — реж. Иван Галин
33. Вук и Россия — реж. Борис Сарахатунов
34. Вторая жизнь старого фото — реж. Александра Рыбакова
35. Голубиная охота — реж. Надежда Хворова
36. Госприёмка действует — реж. Юрий Татулашвили; при участии Госстандарта СССР
37. Делегация парламента Финляндии в СССР — реж. Николай Генералов
38. Держать цель / Анатомия удачи — реж. Галина Бурашева
39. Дети войны — реж. Владимир Скитович; при участии Гостелерадио СССР
40. Джефри Хау в Советском Союзе — реж. Аркадий Зенякин
41. Диалог. Хроника Московской встречи в верхах — реж. Александр Кочетков
42. Дискуссия — реж. Игорь Осипов
43. Договор — реж. Леонид Махнач
44. Долг — реж. Нина Соловьёва
45. Дом на площади Коммуны (кинообозрение «Советский воин» № 2) — реж. Евгений Андриканис; при участии Главпур СА и ВМФ
46. Домовой — реж. Алла Соловьёва
47. Дружба крепнет в труде — реж. Лидия Рамазина; при участии ССОД
48. Жил человек рассеянный — реж. Екатерина Андриканис
49. Звёздный. Космические будни — реж. Аркадий Зенякин
50. Землетрясение — реж. Владлен Трошкин
51. И Горбунова не забудьте — реж. Семирамида Пумпянская
52. И дух смирения, терпения, любви… — реж. Владилена Мусатова; при участии Исполнительного комитета СО Красного Креста
53. И земля воздаст… — реж. Владимир Копалин
54. И каждый вечер ровно в семь — реж. Александр Андреев
55. И назовёт своей Родиной — реж. Вера Федорченко
56. История войны по Брайлю. (кинообозрение «Пионерия» № 2) — реж. Лев Данилов
57. К новой встрече в верхах. Джордж Шульц. Переговоры в Москве — реж. Александр Кочетков
58. Каждый десятый — реж. Татьяна Юрина
59. Картина — реж. Николай Русанов
60. Коллаж — реж. Владлен Трошкин, Е. Константинов, Николай Чуев
61. Комплекты для отдыха — реж. Сергей Швецов; при участии Центросоюза
62. Консилиум — реж. Сергей Швецов
63. Корабль памяти — реж. Владимир Софронов
64. Крепнут узы солидарности и дружбы — реж. Илья Гутман
65. Кривоарбатский, дом 12 («Искусство» № 2) — реж. Зоя Фомина
66. Курсом доверия — реж. Семён Киселёв
67. Ле Зуан. Памятные дни и годы — реж. Семирамида Пумпянская
68. Ликвидация — реж. Михаил Павлов
69. Лимита, или Четвёртый сон — реж. Евгения Головня
70. Малийские парламентарии в Советском Союзе — реж. Олег Арцеулов
71. Мело, мело по всей земле — реж. Зоя Фомина
72. Мы журналисты… Не стреляйте — реж. Илья Гутман
73. Мы и я — реж. Александр Опрышко
74. Мы художники — реж. Екатерина Вермишева
75. Мюнхен: предисловие к войне — реж. Вадим Раменский; при участии ССОД
76. Новые встречи с Венгрией — реж. Вадим Раменский
77. Огурец со слезой — реж. Владимир Скитович
78. Организация выставочного дела — реж. Лидия Рамазина; при участии ВДНХ СССР
79. Особая зона — реж. Марк Авербух
80. От сердца к сердцу — реж. Алла Соловьёва
81. Отечества сыны (Советский воин № 1) — реж. Игорь Осипов; при участии Главпур СА и ВМФ
82. Парламентарии Венесуэлы в Советском Союзе — реж. Вадим Раменский
83. Парламентарии ГДР в Советском Союзе — реж. Анатолий Хорьяков
84. Парламентарии Индии в СССР — реж. Зинаида Тузова
85. Парламентарии Коста-Рики в Москве — реж. Николай Генералов
86. Парламентарии Марокко в СССР — реж. Василий Забабурин
87. Парламентарии Мозамбика в СССР — реж. Александр Воронцов
88. Парламентарии Новой Зеландии в СССР — реж. Вера Федорченко
89. Парламентарии Перу в СССР — реж. Олег Арцеулов
90. Парламентарии Республики Гондурас в СССР — реж. Зинаида Тузова
91. Парламентарии Республики Зимбабве в СССР — реж. Александр Опрышко
92. Парламентарии Республики Экваториальной Гвинеи в СССР — реж. Николай Григорьев
93. Первомай в Москве — реж. Зоя Фомина
94. Первый прыжок — реж. Пээт Петерс
95. Перед вершиной — реж. Лариса Колесова; при участии Главпур СА и ВМФ
96. Плюрализм — реж. Александр Павлов
97. Победы приходят в сражениях — реж. Геннадий Красков
98. Повесть о маршале Коневе — реж. Лев Данилов
99. Под благодатным покровом. Фильм 1 «Крещение Руси» — реж. Борис Карпов
100. Под благодатным покровом. Фильм 2 — реж. Борис Карпов
101. Полководцы — реж. Лев Данилов; при участии Гостелерадио СССР
102. Потребительская кооперация сегодня — реж. Семён Киселёв; при участии Центросоюза
103. Право на жизнь — реж. Юрий Егоров; при участии МГК общества Красного Креста РСФСР
104. Прага — Москва: диалог дружбы — реж. Вячеслав Ходяков
105. Президент Уругвая в СССР — реж. Борис Рычков
106. Пробуждение — реж. Владлен Трошкин
107. Прозрение — реж. Екатерина Вермишева
108. Простите нас — реж. Владлен Трошкин; при участии Гостелерадио СССР
109. Прощайте, горы великие… — реж. Пээт Петерс
110. Пятый вариант — реж. Александр Микриков
111. Рабочий визит Дж. Шульц. Переговоры в Москве — реж. Александр Кочетков
112. Размышления о детском театре — реж. Владилена Мусатова
113. Ранние заморозки. Детская сказка — реж. Алексей Гелейн
114. Расстрел на рассвете — реж. Семён Киселёв
115. Рекорд Ц-275 — реж. Мария Гаврилова
116. Русские в глазах американцев (Фильм 1) — реж. Ирина Свешникова
117. Русские в глазах американцев (Фильм 2) — реж. Ирина Свешникова
118. Русские в глазах американцев. (Фильм 3 Прорыв) — реж. Ирина Свешникова
119. Свобода слова — как мы её понимаем — реж. Александр Андреев
120. Северу Европы — сотрудничество и безопасность — реж. Евгений Федяев
121. Сказки для золушек — реж. Татьяна Юрина
122. Служебное собаководство — реж. Татьяна Чубакова; при участии ЦК ДОСААФ СССР
123. Солдаты — реж. Алла Мамонтова; при участии Гостелерадио СССР
124. СПИД: тень над планетой (Планета сегодня № 7) — реж. Азат Мирумян
125. СССР: время перемен — реж. Юрий Егоров; при участии Торгово-промышленной палаты СССР
126. СССР — Италия: взгляд в будущее — реж. Олег Арцеулов
127. Старый новый МХАТ — реж. Елена Шаталина; при участии Гостелерадио СССР
128. СЭВ — новые рубежи — реж. Александр Опрышко
129. Сюрприз лотереи ДОСААФ — реж. Евгения Головня, Александр Воронцов; при участии ЦК ДОСААФ СССР
130. Тайна Буэнос-Айреса — реж. Екатерина Вермишева
131. Товары — почтой — реж. Владимир Шорохов
132. Тропа — реж. Вячеслав Орехов
133. У меня есть тайна — реж. Александр Опрышко
134. Увидеть себя — реж. Владимир Рябцев
135. Удар, ещё удар — реж. Михаил Войнов
136. Федеральный канцлер ФРГ в Москве — реж. Борис Рычков
137. Харе Кришна (Планета сегодня № 5) — реж. Владимир Беляев
138. Хау ду ю ду (кинообозрение «Ровесник» № 5) — реж. Сергей Баранов
139. Хор в одиночку — реж. Геннадий Попов, Олег Арцеулов
140. Художники театра, кино, телевидения — реж. Елена Геккер
141. Час икс — реж. Сергей Ховенко
142. Частники — реж. Юрий Татулашвили
143. Чем больше людей с гитарами — реж. Василий Катанян
144. Честь мундира (кинообозрение Советский воин № 3) — реж. Анатолий Хорьяков; при участии Главпур СА и ВМФ
145. Чёрный квадрат — реж. Иосиф Пастернак
146. Чтобы не было мучительно больно — реж. Михаил Войнов
147. Что год грядущий нам готовит. (Планета сегодня № 9) — реж. Михаил Войнов
148. Чужак — реж. Александр Андреев
149. Шахтёрские горизонты (фильм 3 из цикла «Проблемы энергетики») — реж. Игорь Григорьев; при участии Гостелерадио СССР
150. Шёл человек через поле — реж. Александра Рыбакова
151. Эпилог — реж. Сергей Ховенко
152. Эх, скучное время, пройди поскорей — реж. Семён Киселёв
153. Юрий Любимов. Пять лет спустя — реж. Елена Шаталина
154. Ягода-малина — реж. Надежда Хворова
155. Ядерная оспа — реж. Пётр Мостовой; при участии ССОД

### 1989
1. 25-летний юбилей — реж. Екатерина Вермишева
2. А дольше всего продержалась душа — реж. Станислав Раздорский
3. Австрия. Альпийская баллада — реж. Анатолий Колошин
4. Автопортрет с птицами и цветами — реж. Игорь Бганцев
5. Агропромышленный комбинат «Вологда» — реж. Семён Киселёв
6. Афганистан. 11-я годовщина апрельской революции — реж. Борис Сарахатунов
7. Белые розы — реж. Виктор Шкурко
8. Берлин. Послесловие к Юбилею — реж. Вячеслав Ходяков
9. Бонн, четыре дня в июне — реж. Вадим Раменский
10. Будешь драться — реж. Михаил Войнов
11. Весна надежд и забот — реж. Зоя Фомина
12. Визит Вилли Брандта в Москву — реж. Борис Сарахатунов
13. Визит Джеймса Бейкера в Москву — реж. Вадим Раменский
14. Визит М. С. Горбачёва в Великобританию — реж. Екатерина Вермишева
15. Визит Премьер-министра Канады в Советский Союз — реж. Нина Соловьёва
16. Виктор Астафьев. Нет мне ответа — реж. Олег Лебедев
17. Внешнеэкономические связи СССР — реж. Владимир Софронов; при участии Торгово-промышленной палаты СССР
18. Внимание! Таможня! — реж. Иван Галин
19. Волейбол на песке — реж. Виктор Мамонтов; при участии ВС ВДФСО профсоюзов, Федерации волейбола
20. Врата в будущее — реж. Алла Соловьёва
21. Выстрел в себя — реж. Юрий Татулашвили
22. Горящие пески — реж. Хассан, В. Ходжаев
23. Да… Дэ… Ди… До… Ду… — реж. Александр Микриков
24. Давайте посоветуемся — реж. Борис Рычков
25. День откровения — реж. Александр Кибкало
26. Доктор Назлоян — реж. Эмма Агаджанян, Галина Кудряшова
27. Дружба остаётся навсегда — реж. Олег Лебедев
28. Живая память — реж. Алла Соловьёва
29. Жили-были — реж. Ирина Голубева
30. За горизонтом — горизонт. Штрихи к портрету академика Трешникова — реж. Александр Кочетков
31. Завещание Веры Мухиной — реж. Лия Дербышева
32. Замкнутый круг — реж. Сергей Кондаков, Григорий Каковкин
33. Здравствуйте, товарищи — реж. Сергей Хейфец
34. И земля и небо (Планета сегодня № 13) — реж. А. Васильев
35. Имя его — Джавахарлал Неру — реж. Вера Федорченко
36. Итог — реж. Сергей Ховенко
37. К вопросу о Катыни — реж. Лев Данилов
38. К земле возвращается хозяин — реж. Лев Максимов
39. Карьера — реж. Геннадий Попов
40. Книга в Звёздном океане — реж. Александр Кочетков; при участии Всесоюзного общества любителей книги
41. Книжная панорама перестройки — реж. Сергей Швецов; при участии ВГО «Союзкнига»
42. Княгиня Милосердия — реж. Игорь Осипов
43. Ковчег — реж. Ирина Жуковская
44. Когда я вернусь — реж. Вячеслав Ходяков; при участии Гостелерадио СССР
45. Крест мой — реж. Валерия Ловкова
46. Кто за?… — реж. Александр Павлов
47. «…лично тов. Жданову» — реж. Марина Бабак
48. Либретто одной жизни — Игорь Голубев
49. Линия судьбы — реж. Владимир Коновалов
50. Маята — реж. Эмма Агаджанян, Галина Кудряшова
51. Мелодия для победителя — реж. Татьяна Чубакова
52. Министр иностранных дел Швеции в СССР — реж. Евгений Федяев
53. Мир оставляю вам — реж. Ирина Жуковская
54. Мне суд и аз воздам — реж. Елена Шаталина
55. Молодёжная мозаика — реж. Сергей Швецов; при участии Торгово-промышленной палаты СССР
56. Москва. 7 ноября 1989 года — реж. Зоя Фомина
57. Москва — Пекин: перспективы сотрудничества — реж. Владимир Копалин
58. Московский дворик — реж. Владимир Скитович
59. На земле святой Руси — реж. Александр Киселёв
60. Не потерять себя — реж. Григорий Озёрский
61. Не совместимо с жизнью — реж. Марина Вермишева
62. Не умирай никогда — реж. Вячеслав Орехов
63. Никарагуа — Никарагуита — реж. Александр Кочетков
64. Николай Бухарин — реж. Екатерина Андриканис
65. Нон-стоп (Планета сегодня № 10) — реж. Эмма Агаджанян, Галина Кудряшова
66. Однажды утром — реж. Владимир Скитович
67. Оздоровительный комплекс — реж. Лидия Рамазина; при участии Бытрекламы Минбыта РСФСР
68. Осторожно, дети! — реж. Владилена Мусатова
69. Открытый урок — реж. Лия Дербышева
70. Паломники — реж. Юрий Федянин
71. Парламентарии Афганистана в Советском Союзе — реж. Борис Сарахатунов
72. Пекин. Май 89-го — реж. Евгений Федяев
73. Письма красному командарму — реж. Нина Соловьёва
74. Площадь революции — реж. Александр Иванкин
75. Поднимаю глаза свои к небу — реж. А. Васильев
76. Пока гром не грянет (Планета сегодня № 11) — реж. Сергей Хейфец
77. Полцарства за коня — реж. Александр Опрышко
78. Полночь и вновь рассвет — реж. Михаил Войнов
79. Поместный собор русской православной церкви (фильм 1 из серии «С нами бог») — реж. Борис Карпов
80. Поражение — реж. Михаил Павлов
81. Последний шаг — реж. Геннадий Попов
82. Праздник рабочего спорта — реж. Лев Максимов; при участии ВС ВДФСО профсоюзов
83. Празднование 1000-летия крещения Руси (фильм 2 из серии «С нами бог») — реж. Борис Карпов
84. Пребывание делегации Великого Хурала Монголии в СССР — реж. Евгений Федяев
85. Пришельцы — реж. В. Кузьмина
86. Пространство любви — реж. А. Каневский
87. Путь к здоровью — реж. Лев Максимов; при участии ВС ВДФСО профсоюзов
88. Путь к последнему приюту — реж. Надежда Хворова
89. Пушки на колокола — реж. Олег Арцеулов
90. Руководитель воздушного движения — реж. Алексей Колесников; при участии Министерства гражданской авиации СССР
91. Рыцарский этюд — реж. Вячеслав Орехов
92. Сказы матушки Фроси о монастыре Дивеевском — реж. Сергей Баранов
93. С нами Бог. Поместный собор Русской Православной церкви — реж. Борис Карпов
94. С нами Бог. Празднование тысячелетия Крещения Руси — реж. Борис Карпов
95. Спортивный фестиваль в Автограде — реж. Лев Максимов; при участии Спортклуба Волжского автозавода
96. СССР — Индия: праздник и будни — реж. Вера Федорченко
97. СССР. Профсоюзы. Перестройка — реж. Елена Геккер; при участии ВЦСПС
98. СССР — Япония диалог продолжается — реж. Александр Воронцов
99. Стали Фаи — реж. Юрий Егоров; при участии Центр НТТМ «Алгоритм»
100. Стригуны — Москва — Милан — реж. Андрей Колобродов
101. Строительство социализма в СССР — реж. Мария Гаврилова
102. Сургут. Что дальше… — реж. Алла Соловьёва
103. То ли быль, то ли небыль — реж. Елена Шаталина
104. Точка зрения — реж. Владлен Трошкин
105. Тучи над Ливией — реж. Владимир Копалин, С. Эль-Харати
106. Уличный портрет — реж. Григорий Каковкин, Сергей Кондаков
107. Фатальные знаки — реж. Александр Андреев
108. Хомо Дуплекс — реж. Константин Эрнст
109. Хотим перемен — реж. Владилена Мусатова; при участии ССОД
110. Хочется верить — реж. Александр Опрышко
111. Художник Геннадий Добров — реж. Сергей Ульянов
112. Художники — народу — реж. Сергей Швецов; при участии Всесоюзной художественной лотереи
113. Чтобы быть красивой — реж. Вера Федорченко; при участии Бытреклама Минбыта РСФСР
114. Чужой беды не бывает — реж. Ирина Свешникова; при участии Исполнительного комитета СО Красного Креста
115. Штрафники (Сюжеты из приказа № 227) — реж. Лев Данилов
116. Эксгумация — реж. Валерия Ловкова
117. Это не шахматы, это… — реж. Сергей Кондаков

### 1990
1. 15 лет спустя — реж. Сергей Ховенко
2. 7 ноября 1990 года. Москва — реж. Зоя Фомина
3. 9 мая, год 1990 — реж. Зоя Фомина
4. Абсолютное соло — реж. Татьяна Юрина
5. Аврора — реж. Галина Бурашева
6. Акция. 5 минут молчания — реж. Владимир Копалин
7. Алёнушка из Брюсселя — реж. Ирина Жуковская
8. Анатолий Аграновский — специальный корреспондент — реж. Владимир Скитович
9. Атас — реж. Ирина Голубева
10. Бан Саминг — реж. Сергей Ховенко
11. Беженцы — реж. Сергей Швецов
12. Безработные — реж. Владлен Трошкин
13. Боги, гуру и другие (кинообозрение «Планета сегодня») — реж. Вадим Раменский
14. Борис Ельцин. Портрет на фоне борьбы — реж. Геннадий Попов
15. Братья по оружию — реж. Геннадий Попов
16. Был месяц май — реж. Лев Ермолаев
17. Бытие — реж. Ирина Голубева
18. В дремучий лес с таинственной луной… — реж. Вячеслав Орехов
19. В моих руках протекшего страницы — реж. Игорь Осипов
20. В ожидании исхода — реж. Александр Кибкало
21. В ожидании мецената — реж. Татьяна Юрина
22. В поисках Александры — реж. Эмма Агаджанян, Галина Кудряшова
23. Вам, молодым — реж. Алла Соловьёва
24. Верность — реж. Александр Саранцев
25. Весело на душе — реж. М. Садчикова
26. Веский голос российских коммунистов — реж. Борис Сарахатунов
27. Визит М. С. Горбачёва в Финляндию — реж. Владимир Копалин
28. ВНИИгенетика смотрит в будущее — реж. Григорий Озёрский; при участии ВНИИгенетика
29. Всё будет лучше — реж. Александр Кочетков
30. Вы чьи, старики — реж. Василий Забабурин
31. Где деньги лежат — реж. А. Резников
32. Гидронавты — реж. Сергей Хейфец
33. Горы зовут — реж. Владилена Мусатова
34. Гуси-лебеди — реж. Татьяна Чубакова
35. Доказательство очевидного — реж. Алла Соловьёва; при участии ЦК ВЛКСМ
36. Дом — реж. Таисия Курская
37. Дорога, которую выбирает МАДИ — реж. Вера Федорченко; при участии Московского автомобильно-дорожного института
38. Досье на генерала Власова — реж. Лев Данилов
39. Если бы не эта музыка — реж. Олег Лебедев
40. Желаем удачи — реж. Юрий Егоров; при участии ЦК ДОСААФ СССР
41. Живой Ленин — реж. Мария Гаврилова, Михаил Ромм, Мария Славинская; при участии Центрального музея имени В. И. Ленина
42. Жизнь прекрасна — реж. Пётр Мостовой
43. Запрос Верховному Совету — реж. Юрий Федянин
44. Здоровье медицины — реж. Владимир Шорохов; при участии ЦК профсоюза медработников
45. И возродится храм на Красной площади — реж. Виталий Брынцев
46. И всё это мне охота — реж. Вячеслав Орехов
47. И настанет день — реж. Екатерина Вермишева
48. Идём по кругу? Не останавливаемся? — реж. Елена Шаталина
49. Исповедь разведчика — реж. Ирина Свешникова
50. Испытание — реж. Р. Геваркянц
51. История моей болезни — реж. Лев Данилов
52. Канал — реж. Владимир Шорохов; при участии Ставропольагропромсоюза
53. Кому нужен атом? — реж. Игорь Григорьев
54. Литовский синдром — реж. Генрих Гурков
55. Мёртвая дорога — реж. А. Шилкин
56. Москва. Тушино — реж. Владимир Софронов; при участии ЦК ДОСААФ СССР
57. Мы встречали Первомай — реж. Александр Опрышко
58. Намибия: долгий путь к независимости — реж. Евгений Аккуратов
59. Немцы России — реж. Сергей Марков
60. Непридуманные посвящения Владимиру Семёновичу — реж. Сергей Кондаков
61. Никарагуа: Февраль-90 (кинообозрение «Планета сегодня») — реж. Александр Кочетков
62. Ничего плохого не помню — реж. Николай Русанов
63. О земном и небесном — реж. Зинаида Тузова
64. Одна из многих блуждающих звёзд — реж. Пётр Мостовой
65. Ой, спасибо, доктор — реж. Александр Андреев
66. Опыт эксплуатации универсальных приёмозаготовительных пунктов с колбасным производством — реж. Виктор Мамонтов; при участии Центросоюза
67. Осень тревоги нашей — реж. Владимир Копалин
68. Отвори потихоньку калитку — реж. Ирина Жуковская
69. Отречение от иллюзий — реж. Вячеслав Ходяков
70. Папоротник Орляк — реж. М. Садчикова
71. Парламентарии Бразилии в СССР — реж. Евгений Федяев
72. Парламентарии Ирландии в Советском Союзе — реж. Леонид Махнач
73. Парламентарии Пакистана в Советском Союзе — реж. Владимир Копалин
74. Подари себе радость — реж. Лев Максимов; при участии Спортклуба волжского автозавода
75. Поступок Несудимова — реж. Владлен Трошкин
76. Почём нынче кинематограф — реж. Лев Данилов
77. Поэт и война — реж. Борис Конухов
78. Проповедь о милосердии — реж. Лев Данилов; при участии МГК общества Красного Креста РСФСР
79. Прибалтика. Письма до востребования — реж. В. Карин
80. Принципы — реж. Александр Павлов
81. Пробуждение золотой богини — реж. Вадим Раменский
82. Путешествие в чужой город (кинообозрение «Планета сегодня») — реж. Александр Опрышко
83. Путь — реж. Татьяна Скабард
84. Расскажи анекдот, не бойся… — реж. Юрий Федянин
85. Рождественская открытка из 1913 года — реж. Татьяна Юрина
86. Россия — путь к истине — реж. Александр Киселёв
87. Святая Русь — реж. Иван Галин
88. Святой престол. Взгляд из Москвы. Фильм второй «Надежда» — реж. Марина Бабак
89. Святой престол. Взгляд из Москвы. Фильм первый «Вера» — реж. Марина Бабак
90. Святой престол. Взгляд из Москвы. Фильм третий «Любовь» — реж. Марина Бабак
91. Семья Ульяновых — реж. Владимир Шорохов; при участии Центрального музея имени В. И. Ленина
92. Сила и слабость Президента — реж. Леонид Махнач
93. Совершенно секретно. Некоторые страницы из биографии С. П. Королёва — реж. А. Берлин
94. Союз хозяев земли — реж. Владимир Копалин; при участии Союзного Совета колхозов
95. СССР — США: роман века — реж. Леонид Махнач
96. Стартуют «Лады» — реж. Лев Максимов; при участии Спортклуба Волжского автозавода
97. Судьба России — реж. Галина Бурашева
98. Такое многоликое единство — реж. Алла Соловьёва
99. Там, где закончилась война — реж. Александра Рыбакова
100. Тихий голос академика Сахарова — реж. Лия Дербышева
101. Трудный путь перемен — реж. Борис Рычков
102. Увертюра — реж. Александр Павлов
103. Услышать музыку — реж. Анатолий Панин
104. Физкультура против недуга — реж. Григорий Озёрский; при участии Министерства здравоохранения СССР
105. Формула возрождения — реж. Лидия Рамазина; при участии Торгово-промышленной палаты СССР
106. Футбол Фёдора Черенкова — реж. Иван Двойников; при участии Московского футбольного клуба «Спартак»
107. Царская болезнь — реж. Анатолий Хорьяков; при участии Всесоюзного гематологического научного центра Минздрава СССР
108. Чревовещательница — реж. Сергей Ховенко
109. Шестая заповедь — реж. А. Резников
110. Это я, господи — реж. Татьяна Чубакова
111. Юрий Афанасьев. Определение позиции — реж. Екатерина Андриканис
112. Я, немецкий композитор из России… Монолог Альфреда Шнитке — реж. Марина Бабак
113. Я пришёл в этот мир, чтобы… — реж. Вячеслав Орехов

## 1991—2000

### 1991
1. Воздвижение Креста Господня — реж. В. Ивченко
2. Вопрос вопросов — реж. Владимир Шорохов
3. Вразуми меня и буду жить — реж. С. Ерофеев
4. Год овцы / Очередь. Новое мышление — реж. Владимир Скитович
5. Горькие мысли о Чёрном море — реж. Ирина Свешникова
6. Единение, мир и согласие (К 50-летию начала Великой Отечественной) — реж. Зинаида Тузова
7. Если бы знать — реж. Сергей Швецов
8. Если бы я имел миллион — реж. Екатерина Андриканис
9. Загадочная пластика У-шу — реж. Григорий Озёрский
10. И всё былое… оживёт — реж. Алла Соловьёва
11. Изгои. Драма без финала — реж. Екатерина Вермишева
12. Лицедеи и пророки — реж. Борис Сарахатунов
13. Май тревог и надежд — реж. Вадим Раменский
14. Мир спокойствия, свободы — реж. Игорь Бганцев
15. Монолог в Мытищах — реж. Вячеслав Орехов
16. Московские могикане — реж. Татьяна Чубакова
17. Не смущаясь микрофона — реж. Борис Рычков
18. Нет памяти о прежнем — реж. Елена Геккер
19. Охотники за лавинами — реж. Эмма Агаджанян
20. Планета…!!!??? — реж. Марина Вермишева
21. Помилуй нас… / Эмигрант — реж. Василий Забабурин
22. Портрет на чёрном фоне — реж. А. Васильев
23. Правила игры — реж. Александр Андреев
24. Пустите детей приходить ко мне — реж. Владилена Мусатова
25. Республика Карелия — реж. Валерия Ловкова
26. Рождество Пресвятой Богородицы — реж. Владимир Копалин
27. Россия мне снится редко — реж. Вера Федорченко
28. Русские идут — реж. Игорь Осипов
29. С миссией покаяния — реж. Сергей Хейфец
30. Сельские разговоры / Всё вокруг колхозное — реж. Владимир Скитович
31. Скамейка Силуана — реж. Тенгиз Семёнов
32. Сохранить Союз — реж. Борис Рычков
33. Стена — реж. Вячеслав Ходяков
34. Столица семи империй — реж. Владимир Еланчук
35. Сыщик ищет вора — реж. Екатерина Вермишева
36. Тайна древних магов — реж. Вадим Раменский
37. Такой вот праздник — реж. Сергей Кузминский
38. Человек в городе — реж. Владимир Шорохов
39. Я — Мерилин Монро — реж. Ирина Голубева

### 1992
1. А нам нужна великая Россия — реж. Владимир Копалин
2. Благовещение — реж. Владимир Копалин
3. Введение во храм — реж. Зинаида Тузова
4. Ветераны… ветераны… — реж. Владимир Скитович
5. Вознесение Господне — реж. Игорь Осипов
6. Вся жизнь в танце — реж. Марина Вермишева
7. Вятская похвала — реж. Алла Соловьёва
8. До, ре, ми — реж. Эмма Агаджанян, Галина Кудряшова
9. Единственная в своём роде — реж. Алла Соловьёва
10. Зарубежная мозаика («Планета сегодня») — реж. Сергей Швецов
11. И всё-таки я продолжаю — реж. Игорь Бганцев
12. Играем в сказку «Три медведя» — реж. Вера Федорченко
13. Крещение Господне — реж. Виктор Шкурко
14. Металлсервис — реж. Владимир Шорохов
15. Милость к падшим — реж. Василий Забабурин
16. Минувших дней очарованье — реж. Елена Шаталина
17. Московское чаепитие — реж. Владимир Скитович
18. Непобедимый никогда — реж. Зинаида Тузова
19. Отчего непрестанен ветер — реж. Вячеслав Орехов
20. Преображение — реж. Владимир Осипов
21. Пресвятая Троица — реж. Вадим Раменский
22. Раджив Ганди. Гибель на взлёте… — реж. Вера Федорченко
23. Рождество Христово — реж. Анатолий Хорьяков
24. Светлое Христово Воскресение — реж. Владимир Копалин
25. Сказки Ирины Емелиной — реж. Елена Геккер
26. Сретение Господне — реж. Татьяна Чубакова
27. Успение Пресвятой Богородицы — реж. Сергей Швецов
28. Чтоб не пропасть поодиночке — реж. Екатерина Вермишева
29. Чуда-а! Или эхо Гайдара — реж. Борис Сарахатунов

### 1993
1. Василий Подшебякин и резервация для пришельцев — реж. Игорь Григорьев
2. Врата небес — реж. Алла Соловьёва
3. Вся власть — реж. Борис Сарахатунов
4. ГКЧП, следствие окончено — реж. Александр Андреев
5. И увидел я… — реж. Александр Микриков
6. Кинопоезд на все времена — реж. Вадим Раменский
7. Московский вор — реж. Владимир Скитович
8. По плодам их узнаете их — реж. Борис Сарахатунов
9. Равные, но разные — реж. Елена Шаталина
10. Только кошки — реж. Лия Дербышева
11. У последней черты — реж. Борис Сарахатунов
12. Ярославский портрет — реж. Ада Лазо

### 1994
1. Борис Александров — реж. Александр Опрышко
2. Борис Скобельцин — реж. Елена Геккер
3. Возрождение — реж. Иван Галин
4. Герои-пасынки — реж. Екатерина Вермишева
5. Звёзды земли Саха. Фильм 2. Нина Чигирёва — реж. Вера Токарева; при участии «Сахафильма»
6. Ой, бог ты мой! — реж. Татьяна Скабард
7. Освящение престола — реж. Виктор Шкурко
8. Поединок — реж. Таисия Курская
9. Россия… Осень 93-го… — реж. Нина Соловьёва
10. Соло — реж. Владимир Сивков
11. Старый двор или Соло гитары с детским оркестром или Пой, Гриша — реж. Людмила Уланова
12. Таджикистан. Трагедия и боль народа — реж. Борис Рычков, Г. Файзи
13. Чистая перемена — реж. Светлана Музыченко
14. Школа на Брянской — реж. Елена Геккер

### 1995
1. Возвращение — реж. Екатерина Вермишева
2. Все мы родом из войны (Преступление и подвиг) — реж. Вадим Раменский
3. День Победы. Полвека спустя — реж. Борис Сарахатунов, Владлен Трошкин
4. Егор Гайдар. Исторический счёт (Человек, который изменил Россию) — реж. Виталий Мелик-Карамов
5. Иван Добробабин — герой без звезды — реж. Владимир Скитович
6. Ключ — реж. Елена Геккер
7. Последний парад — реж. Владлен Трошкин, Борис Сарахатунов

### 1996
1. Три метро — реж. Светлана Резвушкина

### 1997
1. Выборы-96. Страсти по власти — реж. Леонид Махнач
2. Перекати-поэт — реж. Светлана Стасенко
3. Сказание о земле Липецкой — реж. Алла Соловьёва

### 1998
1. Родина, мужество, честь — реж. Александр Кибкало

### 1999
1. Монолог на фоне сумерек — реж. Александр Кибкало
2. Ренат Акчурин. Руки и сердце — реж. Владлен Трошкин
3. Югославия. Агрессия НАТО — реж. Владлен Трошкин

### 2000
1. Общие работы — реж. О. Крылова
2. Я Вас по-прежнему люблю — реж. Борис Криницын

## 2001—2010

### 2001
1. Виктор Языков. Ветер перемен — реж. Николай Малецкий
2. Террор и возмездие — реж. Борис Сарахатунов
3. Чернобыль-2001 — завещание — реж. Роллан Сергиенко

### 2002
1. Игры, в которые играет Плюх — реж. Лариса Геращенко
2. Кинокавалерия — реж. Сергей Комаров
3. Кто Вы, доктор Бронников? — реж. Борис Сарахатунов
4. Лихов, 6 (Человек с киноаппаратом) — реж. Леонид Махнач
5. Миссия Григория Грабового — реж. Татьяна Чубакова
6. Преображение (Взгляните на лицо) — реж. Ирина Бессарабова
7. Разговор о камнях и птицах — реж. Леонид Ситников
8. Юрий Семин. Двенадцатый игрок — реж. Николай Малецкий

### 2003
1. Больница в стиле ретро — Игорь Голубев
2. Вера, Надежда, Любовь — реж. Алла Соловьёва
3. История веселого музыканта / Клоун — реж. Татьяна Чубакова
4. Правила игры / Те и другие — реж. Максим Гуреев
5. Разные лица Светланы Хоркиной — реж. Сергей Толкачёв
6. Собака — реж. Борис Сарахатунов

### 2004
1. Восточная песня, или Телевидение в Зоне — реж. Валерий Балаян
2. Вратари — реж. Николай Малецкий
3. Григорий Коган. Транскрипция — реж. Ирина Бессарабова
4. Да просветится свет ваш перед людьми — реж. Таисия Курская
5. Дочь — реж. Гузель Гатауллина
6. Личное дело капитана Сологубова — реж. Сергей Толкачёв
7. Скрытая камера — реж. Максим Гуреев

### 2005
1. И есть, и будет — реж. Гузель Гатауллина
2. Маленькая дверь консерватории — реж. Ирина Бессарабова
3. По следам Русского авангарда — реж. Павел Пономарёв
4. Пришельцы — Игорь Голубев
5. Средь шумного бала — реж. Борис Сарахатунов
6. Человек в мире — реж. Максим Гуреев

### 2006
1. Фотоателье: часы работы — реж. Татьяна Соболева
2. Ю. Борзаковский. Восхождение — реж. Таисия Курская

### 2007
1. Аристократ СССР — реж. Гузель Гатауллина
2. Белая территория — реж. Марина Сперанская
3. Генерал Шкуро / Белый партизан — реж. Исрафил Сафаров
4. Марк Тайманов. Я вспоминаю… — реж. А. Щербинин
5. Москвадва — реж. Максим Гуреев
6. Опыт ожидания — реж. Максим Гуреев
7. Питомцы славы — реж. Анастасия Сарычева
8. Сенсей — реж. Никита Воронов

### 2008
1. Верить в Россию — реж. Алексей Колесников
2. Ещё раз про любовь / Сладкая жизнь — реж. Гузель Гатауллина
3. Крёстный отец русского хоккея — реж. Сергей Толкачёв

### 2010
1. Дорога к Преподобному Сергию — реж. Виктор Шкурко
2. Другая жизнь — реж. Олег Витвицкий
3. Как стать героем — реж. Гузель Гатауллина
4. Настоящие люди — реж. Тофик Шахвердиев
5. Степь / Страна гуингнгмов — реж. Антон Уткин
6. Судьба полкового разведчика — реж. Игорь Вознесенский

## 2011—2014

### 2012
1. Дети России — реж. Тофик Шахвердиев
2. Начальник Миссии — реж. Александр Слободской
3. Прасковья Луполова. В пути — реж. О. Бычкова
4. Терроризм. Серия 1 — реж. Лика Ятковская
5. Терроризм. Серия 2 — реж. Игорь Вознесенский

## Киножурналы
- Железнодорожник (1936—1941)
- Звёздочка (1936—1938)
- Звёзды России (1992—2003)
- Иностранная кинохроника (1955—1989)
- Иностранная хроника (1961—1987)
- Искусство (1957)
- К событиям в Испании (1936—1937)
- Летописец России (1992—2002)
- Лики России (2000)
- Москва (1972—1986)
- Московская кинохроника (1958)
- На защиту родной Москвы (1941—1942)
- Наука и техника (1939)
- Новости дня (1945—1984)
- Пионерия (1931—1987)
- По СССР (1968—1988)
- Ровесник (1968—1986)
- Советская армия (1960-е—1988)
- Советская Карелия (1959)
- Советский воин (1963—1991)
- Советский Патриот (1967—1990)
- Советский спорт (1946—1987)
- Советское искусство (1933—1940)
- Советское кино (1965—1987)
- Совкиножурнал (1925—1931
- Союзкиножурнал (1927—1944)
- Страна Советская (1965—1968)
- Хозяин (1992—2002)
- Хроника наших дней (1984—1992)